# Розпад Російської імперії
60° пн. ш. 100° сх. д. / 60° пн. ш. 100° сх. д.
Розпад Російської імперії — процеси системної дезінтеграції, що відбувалися в економіці, соціальній структурі, громадській і політичній сферах Російської імперії, що призвели до припинення її існування 1 вересня 1917 року з проголошенням Російської республіки. Лютнева революція 1917 року призвела до значного посилення відцентрових сил та національно-визвольних рухів, зокрема польського, українського, фінського та багатьох інших. 7 листопада 1917 року Російська республіка перестала існувати внаслідок Жовтневого перевороту та було проголошено плеяду нових держав, зокрема, відновлення незалежності проголосили Україна, Фінляндія, Литва, Латвія, Естонія, Білорусія, ряд інших країн та урядів. Спроби комуністів-більшовиків повернути контроль над відновленими національними державами (Фінляндія, Польща, Естонія, Латвія, Литва, Білорусь, Україна та інші), провалилися в ході Весняного наступу 1918 імперської армії Німеччини. Повстання Чехословацького корпусу влітку 1918 стає каталізатором подальшого розпаду, викликавши утворення автономних урядів та нових держав на усій пост-російській території у Східній Європі, Кавказі, Сибіру, Середнього та Далекого Сходу. 

Максимальне просування антибільшовицьких сил (1918)

У ході Війни на пост-російському імперському просторі (1917–1923) більшовики повторно окупували більшу частину території колишньої Російської імперії, що призвело до створення СРСР 30 грудня 1922 шляхом об'єднання більшовицьких Російської РФСР, Української РСР, Білоруської РСР та Закавказької СФРС. В умовах повної дипломатичної ізоляції радянський уряд уклав в 1920 році серію мирних договорів із Естонією, Латвією та Литвою. Створення Конституції СРСР 31 січня 1924 сприяло визнанню цього державного утворення наддержавами того часу, зокрема новий лейбористський уряд Великої Британії на чолі із Рамсеєм Макдональдом став першим, що визнав владу СРСР. Франція встановила дипломатичні стосунки із СРСР 28 жовтня 1924. США встановили дипломатичні відносини з СРСР лише у 1933 р.

## Причини розпаду

### Національні та культурні протиріччя
Величезна територія Російської імперії та значні культурні відмінності народів, що її населяли, створювали серйозні міжнаціональні протиріччя. Ці протиріччя визначались, найперше, між центром імперії, який спирався на московитів, та західними народами Російської імперії — поляків, фінів, українців, литовців, остзейських німців та інших, які культурно були більш наближені до європейської культури та зберігали її традиції. Це істотно відрізняло західноєвропейські імперії, які розширювалися на території, більш відсталі за метрополії, від Російської імперії, яка при розширенні на Захід встановлювала панування над народами, що були значно більш цивілізованими, ніж сама Московщина. Як наслідок, західні народи Російської імперії і, поляки, українці, фіни, прибалтійські народи всіляко опирались московитському пануванню.
Австрійський історик української та російської тематики Андреас Каппелер зазначав з цього приводу, що «Польський національний рух уперше і найвідчутніше похитнув Російську імперію. Він став в опозицію не лише до уряду, а й до більшої частини російського суспільства і вплинув на литовців, білорусів та українців, які століттями залежали від польської знаті й перебували під впливом польської культури. Поляки також відіграли головну роль під час кризи Радянської імперії наприкінці XX століття». Устремління поляків на об'єднання інших поневолених Російською імперією європейських народів отримав назву прометеїзм.
Культурні протиріччя між центром імперії, деспотичною Московією, та західними народами імперії з іронією охарактеризував Тарас Шевченко: «Од молдованина до фіна / На всіх язиках все мовчить, / Бо благоденствує!».
Наслідком цих протиріч стали великі масові повстання, що відбулись на теренах Російської імперії: національно-визвольне Листопадове повстання (1830-1831) поляків і литовців, яке поширилося на землі Правобережної України та Білорусі, Повстання великопольське (1848), що було частиною народних повстань в рамках Весни народів (1848-1849) та Січневе повстання (1863), в якому брали участь поляки,литовці, білоруси та українці. Ці повстання вибухали на хвилі європейських революційних і національних рухів.
Також враховуючи колоніальне захоплення східних територій Російської імперії там регулярно відбувалися локальні повстання, зокрема на Кавказі, Калмикії, Башкирії, Сибірських народів, Середньої Азії та Далекого Сходу. (див: Центральноазійське повстання (1916))

### Дезінтеграція соціальних структур
Наявність значних культурних відмінностей народів, що населяли Російську імперію спричинило утворення жорстко централізованої системи управління імперією. З цього приводу російський теоретик марксизму і філософ Георгій Плеханов зауважував, що «повне підпорядкування особистості інтересам держави не було викликано якимись особливими властивостями російського народного духу. Воно було вимушеним наслідком тих умов, при яких довелося вести боротьбу за існування російським людям…Раз виникнувши, цей наслідок сам став причиною, що сильно уповільнює подальший економічний і культурний прогрес Великоросії».
Як наслідок, консервація правлячого класу та відсутність вертикальної соціальної мобільності стали одними з причин зменшення ефективності управління державою.

### Дезінтеграція економіки
Починаючи з середини 1890-х років і до початку Першої світової війни переважно аграрна та технічно відстала Російська імперія пережила технічну революцію, що призвело до стрімкого зростання темпів приросту в окремих секторах промислового виробництва. Тим, не менше, зважаючи на низьку базу, рівень розвитку промисловості істотно відставав від передових промислових країн світу і становив 5,3 % при тому, що доля населення Російської імперії становила 10,2 %. Таким чином, Російська імперія, незважаючи на успіхи розвитку промислового сектору, залишалась відсталою бідною аграрною країною, в якій ВВП на душу населення був у 3,5 рази нижче, ніж в США, в 3,3 рази нижче, ніж в Англії, в 1,7 рази нижче, ніж в Італії.
У Першу світову війну Російська імперія увійшла однією із найбідніших країн серед учасників війни і однією з найбідніших країн Європи. Участь у війні лише поглибила проблеми економіки: було мобілізовано значну частину активного селянського населення та відбулась мілітаризація промисловості. Це призвело до зменшення виробництва сільськогосподарської продукції та її продажу, оскільки мілітаризована промисловість зменшила виробництво товарів, необхідних селянам, що, загалом негативно вплинуло на обсяги торгівлі у державі та доступність обігових коштів. Як наслідок, виникли проблеми із забезпеченням продовольством діючої армії та промислових центрів, що сприяло посиленню соціальної кризи.

### Дезінтеграція політичної системи
Величезна територія імперії та значні культурні відмінності народів, що її населяли, поступово призвели до зменшення ефективності централізованого управління та його поступового виродження управління.

## Історичний контекст

### Революційні події 1900-1907
Загальнодержавна криза загострилась на початку ХХ ст., у зв'язку з економічною кризою 1900-1903  та поразкою в Російсько-японській війні 1904-1905 років. У 1903 відбувся загальний страйк на півдні Російської імперії, у якому взяло участь більше, як 200 тисяч робітників, переважно з великих підприємств України та Закавказзя. Каталізатором революційних протестів стала Кривава неділя (1905). У 1905-1907 роках у Російській імперії вибухнула Революція 1905-1907, також у 1905—1907 відбувся ряд повстань в Україні. Загальний жовтневий політичний страйкк — масштабний політичний страйк працівників і службовців став одним із ключових епізодів Революції 1905-1907, бастували більше 2 мільйонів людей із вимогами скасування самодержавства (царя), завоювання демократичних свобод та економічні реформи.  Країною прокотилась хвиля страйків, які охопили зокрема українські міста, зокрема Катеринослав, Харків, Київ, Миколаїв, Одесу. Страйкарі висунули  економічні, політичні та самостійницькі гасла (особливо у першій половині жовтня 1905).

### Перша світова війна 1914-1918
У 1914 році Російська імперія вступила в Першу світову війну на боці Антанти проти держав Троїстого союзу. У 1915 році Німеччина зайняла прилеглі до свого кордону колонізовані території Російської імперії (в основному сучасна Польща і Литва). Мілітаризація життя загалом та на територіях ведення бойових зокрема сприяло поглибленню економічної та соціальної кризи.

### Лютнева революція 1917 року
Лютнева революція 1917 року призвела до значного посилення процесів національної самоідентифікації окремих народів, що населяли імперію, насамперед польського, українського, фінського, литовського, естонського, латвійського та багатьох інших.

### Жовтневий переворот 1917 року
Після Жовтневого перевороту 1917 року стався новий потужний сплеск національних рухів і була проголошена, зокрема, незалежність Фінляндії. Повстання Чехословацького корпусу влітку 1918 року стало каталізатором подальшого розпаду, викликавши утворення непідконтрольних Москві урядів вже на території самої Росії. Тим не менше, силою зброї та масових репресій більшовики змогли відновили контроль над більшою частиною території колишньої Російської імперії.

### Розпад Австро-Угорської (1918-1920) та Османської імперій (1908-1922)
Одночасно з розпадом Російської імперії в 1918 році відбувся розпад Австро-Угорської імперії, однієї з наймогутніших імперій Європи. Як і в Російській імперії, розпад був викликаний Першою світовою війною та загостренням міжнаціональних суперечок. Внаслідок розпаду утворилися такі нові держави, як Польща, Чехословаччина, Австрія, Угорщина, Інша територія імперії була розподілена між Італією, Румунією та Югославією.
Одночасно з розпадом Російської імперії також відбувався розпад Османської імперії, що тривав з 1908 (Молодотурецької революції) і до 1922 (Розділ Османської імперії). Причини розпаду були ті ж самі: наслідки Першої світової війни, загострення міжнаціональних суперечок,

## 1915-1917 роки

### Польща

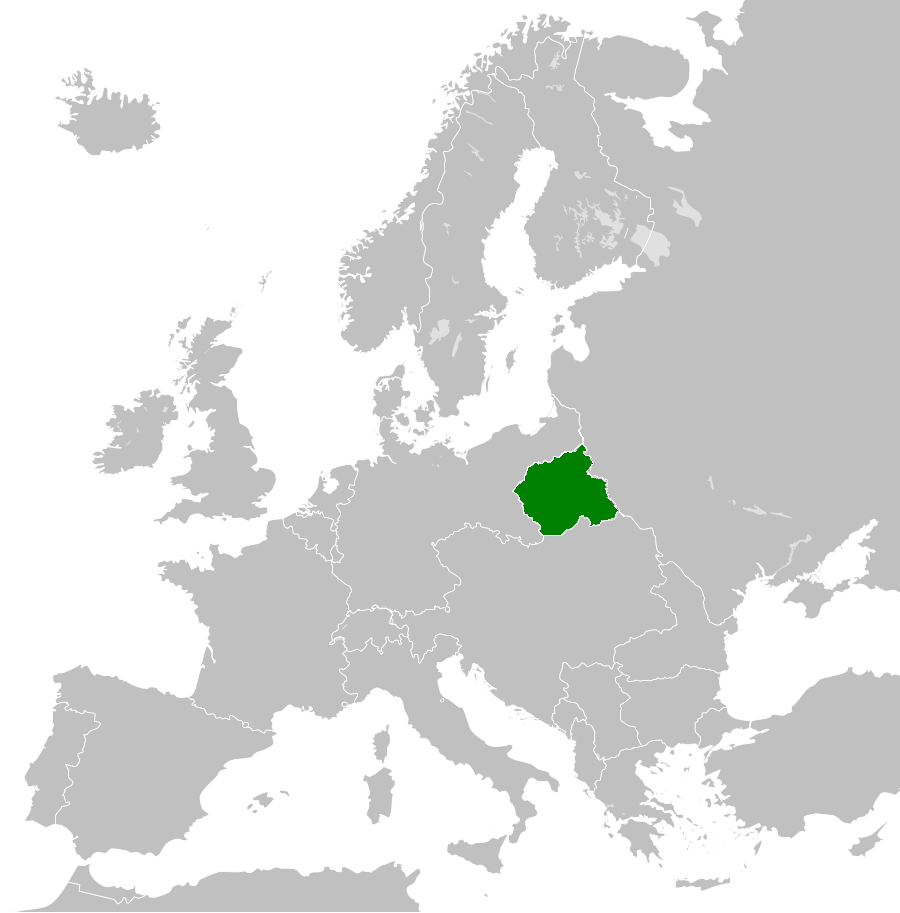
Королівство Польське (1916—1918)

Королівство Польське (1815—1916) було утворене в результаті  в результаті розподілу Варшавського герцогства між Королівством Пруссія, Австрійською імперією і Росією на Віденському конгресі 1814-1815.
Навесні-влітку в ході Великого відступу (1915)  московитів під тиском наступу німецької та австро-угорської армій Королівство Польське було зайняте німецько-австрійськими військами. У серпні 1916 року Німеччина і Австро-Угорщина досягли угоди про створення підконтрольного Королівства Польського (1916-1918). 5 листопада 1916 призначений німецьким імператором варшавський генерал-губернатор Г. Беселер і призначений австро-угорським імператором люблінський генерал-губернатор К. Кук оголосили від імені своїх монархів маніфест про створення  Королівства Польського (1916-1918). 8 листопада 1916 Беселер закликав поляків вступати до польського вермахту, а в грудні 1916  був утворений новий, підконтрольний Німеччині орган влади - Тимчасова державна рада Польщі (1916).
12 (25) грудня 1916 Микола II, для підняття морального духу московської армії, яка відступала, та припинення чуток про його наміри укласти сепаратний мир з Німеччиною видав наказ від імені Верховного головнокомандувача до військ, в якому були такі слова: «Час для наступу миру ще не настав… Росія ще не виконала завдання, поставлені перед нею війною… відновлення вільної Польщі…». Заява про вільну Польщу від московського царя було зроблено вперше.

## Березень 1917 - жовтень 1917
Після Лютневої революції та припинення існування Російської імперії 4 березня 1917 Тимчасовий уряд прийняв указ про усунення всіх губернаторів і віцегубернаторів від займаних посад. В губерніях, де було земство, губернатори замінялися головами губернських земських управ. Де земств не було, керівництво не було встановлене, що паралізувало систему місцевого управління.

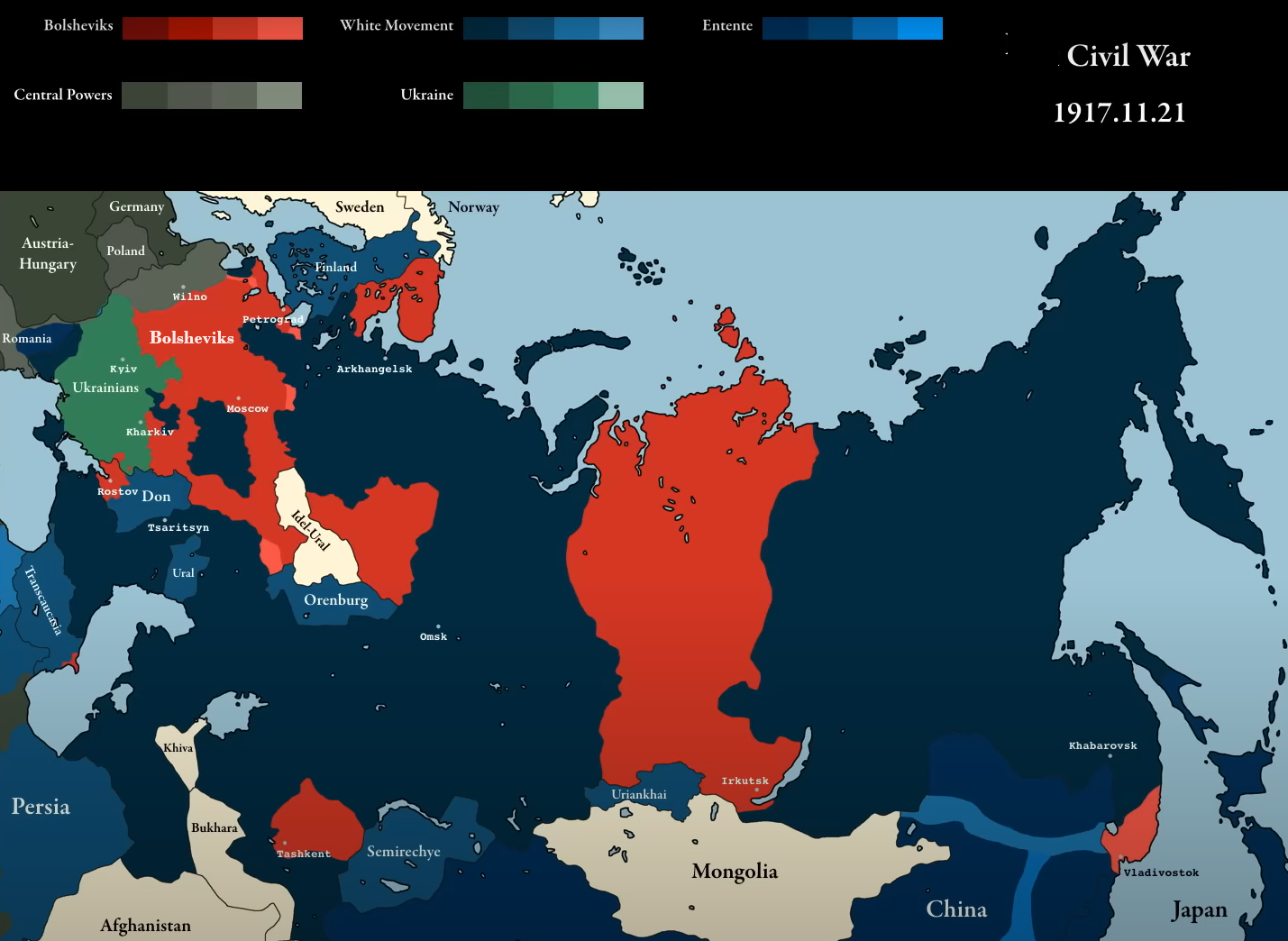
Розпад Російської Імперії (жовтень 1917)

### Польща
16 (29) березня 1917 року Тимчасовий уряд Росії визнав незалежність Польщі (де-факто неконтрольованої з початку німецької окупації в 1915 р.) за умови «вільного військового союзу» з Росією, тобто, зробив спробу повернути Польщу як маріонеткову державу під свій контроль. Цьому визнанню сприяли створені у Росії ще в 1914 році структури Польської військової організації (в червні того ж року в Петрограді пройшов з'їзд Союзу військових поляків в Росії).
В серпні 1917 лідерами ряду польських партій був заснований Польський національний комітет (ПНК), метою якого було створення незалежної польської держави, який отримав дипломатичну підтримку Третьої Французької Республіки, Сполученого Королівства Великої Британії та Ірландії, Королівства Італії та США. З рубежу 1917-1918 років можна говорити про визнання міжнародним співтовариством права на відродження незалежної Польщі.
12 вересня 1917 року почались реформи державного управління в Королівстві Польському. 27 жовтня 1917 року була створена Рада Регентства, яка тимчасово здійснювала повноваження польського монарха.

### Фінляндія

Велике князівство Фінляндське (1917)

Зречення Миколи II від престолу 2 березня 1917 року автоматично розірвало персональну унію з Великим князівством Фінляндським. 20 (7) березня 1917 Тимчасовий уряд видав Акт про затвердження Конституції Великого князівства Фінляндського, який стверджував повернення Фінляндії всіх прав часів автономії і скасовував всі обмеження періоду русифікації Фінляндії.
26 (13) березня 1917 на зміну русифікованому Сенату Михайла Боровітінова  утворено новий фінський коаліційний Сенат Оскари Токоя. Головою фінського Сенату лишався російський генерал-губернатор Фінляндії. Тимчасовий уряд 31 березня 1917 призначив на цю посаду Михайла Стаховича.
У розпал липневої кризи 1917 парламент Фінляндії проголосив незалежність Великого князівства Фінляндського від Росії у внутрішніх справах і обмежив компетенцію Тимчасового уряду питаннями військової і зовнішньої політики. 18 (5) липня 1917, коли ще був не зрозумілий результат повстання більшовиків в Петрограді, парламент Фінляндії схвалив соціал-демократичний проєкт про перебирання верховної влади, але цей закон був відхилений Тимчасовим урядом Росії, парламент Фінляндії розпущений, а його будівля була захоплена московитськими військами.
8 вересня був сформований останній частково контрольований московитами фінський Сенат (Сеталя). 17 (4) вересня 1917 московитами був призначений останній генерал-губернатор Фінляндії - Микола Некрасов.
15 листопада 1917 року було ухвалене остаточне рішення і Парламент Фінляндії проголосив себе вищою державною владою. Ця можливість була передбачена в законі про престолонаслідування, параграфом 38, прийнятим під час шведського правління, що зберіг силу при московських імператорах: при відсутності претендентів на престол протягом півроку парламент мав право сам вирішити це питання. Після цього рішення Уряд Сетяля подав у відставку. 27 листопада 1917 року зібрався Сенат нового складу під головуванням Пера Евінда Свінгувуда.

### Країни Балтії
До лютого 1917 року вся Литва і частина Латвії були звільнені від московського панування німецькими військами, Естонія і частина Латвії залишалися під контролем московської влади.

### Естонія

Естонська Республіка (1918—1940)

16 березня 1917 була обрана Ревельська Рада робітничих і солдатських депутатів. Одночасно комісаром Тимчасового уряду в Естляндській губернії було призначено колишнього ревельського міського голову Яана Поска.
22 березня 1917 в Ревелі (Таллінні) організований Талліннський естонський союз, який зажадав від Тимчасового уряду приєднання до Естляндської губернії північних повітів Ліфляндії і проголошення автономії. 26 березня 1917 в Петрограді відбулася 40-тисячна демонстрація естонців на підтримку автономії. 30 березня 1917 Тимчасовий уряд]видав постанову «Про тимчасове влаштування адміністративного управління і місцевого самоврядування Естляндської губернії», відповідно до якого до складу Естляндськой губернії були включені північні повіти Ліфляндської губернії з естонським населенням (Юр'ївський, Перновський, Феллінський, Верроський і Езельський повіти, а також населені естонцями волості Валкського повіту; точна нова межа між Естляндською і Ліфляндською губерніями так і не була встановлена) і створювався дорадчий орган при губернському комісарові — Тимчасова земська рада Естляндської губернії, яка стала першими загальними естонськими зборами народних представників. Земська рада Естландії обиралася повітовими земськими радами та міськими думами. У губернську земську раду було обрано 62 депутати, перше засідання відбулося 14 липня 1917 року в Ревелі (Таллінні), головою Ради обрано Артура Вальнера.
З квітня 1917 року в російській імперській армії стали створюватися окремі естонські національні військові частини, їхній оргкомітет сформовано 20 квітня 1917.
31 травня 1917 в Таллінні відбувся I Естонський церковний з'їзд, на якому було ухвалено рішення утворити самостійну Естонську євангелічно-лютеранську церкву.
3-4 липня 1917 в Таллінні на I-му Естонському національному конгресі було висунуто вимогу про перетворення Естляндії в автономний округ Російської демократичної федеративної республіки, однак провідні політичні сили Росії не підтримали ідею федералізації, а Тимчасовий уряд Росії відклав рішення національного питання до скликання Установчих зборів. 23-27 липня 1917 Ревельска Рада робітничих і солдатських депутатів організувала і провела I з'їзд Рад Естляндськой губернії, на якому обрано Виконавчий комітет Рад робітничих і солдатських депутатів Естляндськой губернії (Всеестляндский виконком Рад).
Під час операції «Альбіон»  29 вересня (11 жовтня) — 20 жовтня (2 листопада) 1917 рік німецький флот зайшов у Ризьку затоку  і зайняв острови архіпелагу Моонзунд.

### Латвія

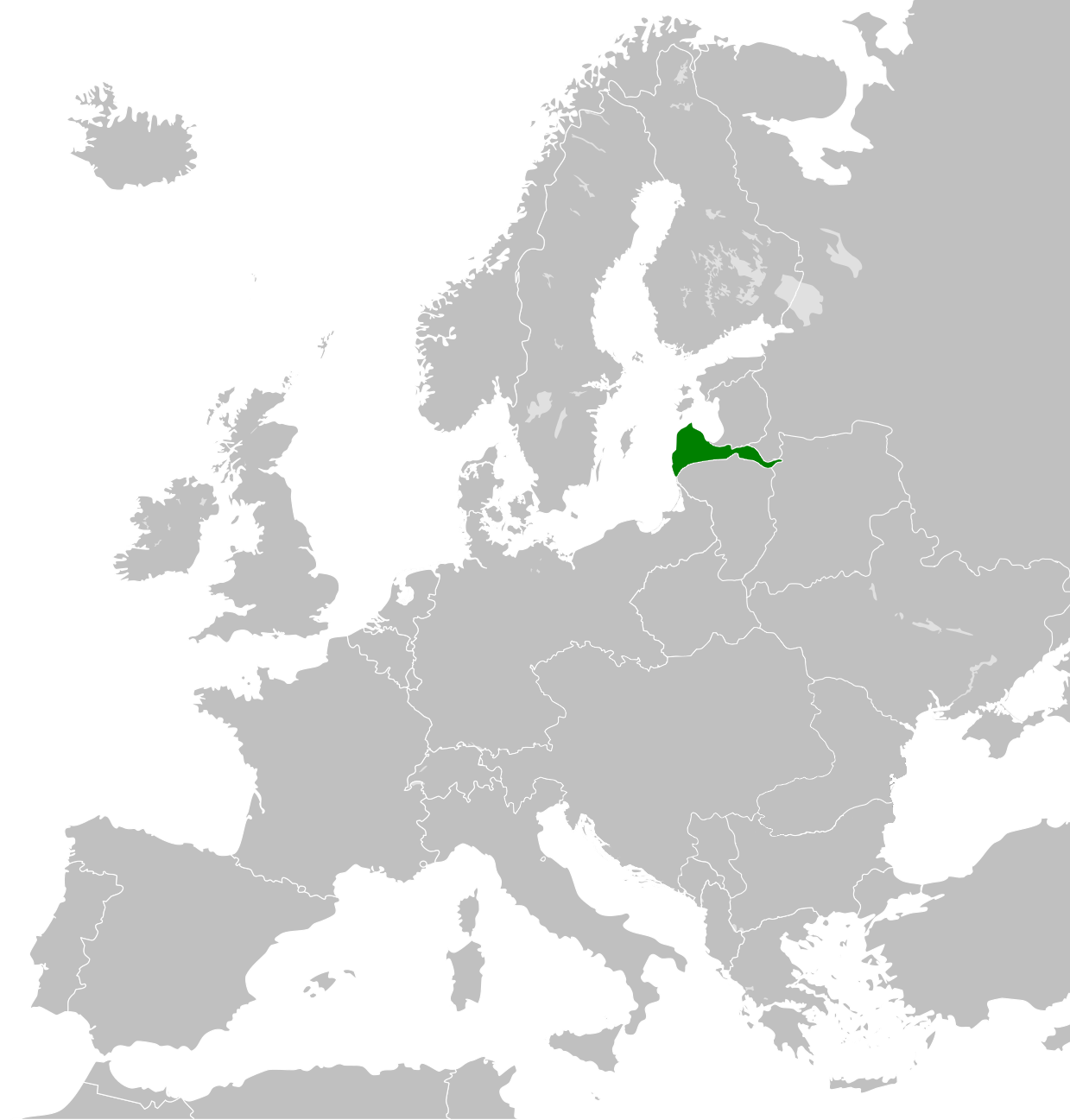
Герцогство Курляндії і Семигалії (1918)

У вересні 1917 року в зайнятій німецькими військами Ризі латиські політичні партії власну коаліцію — Демократичний блок.

### Литва

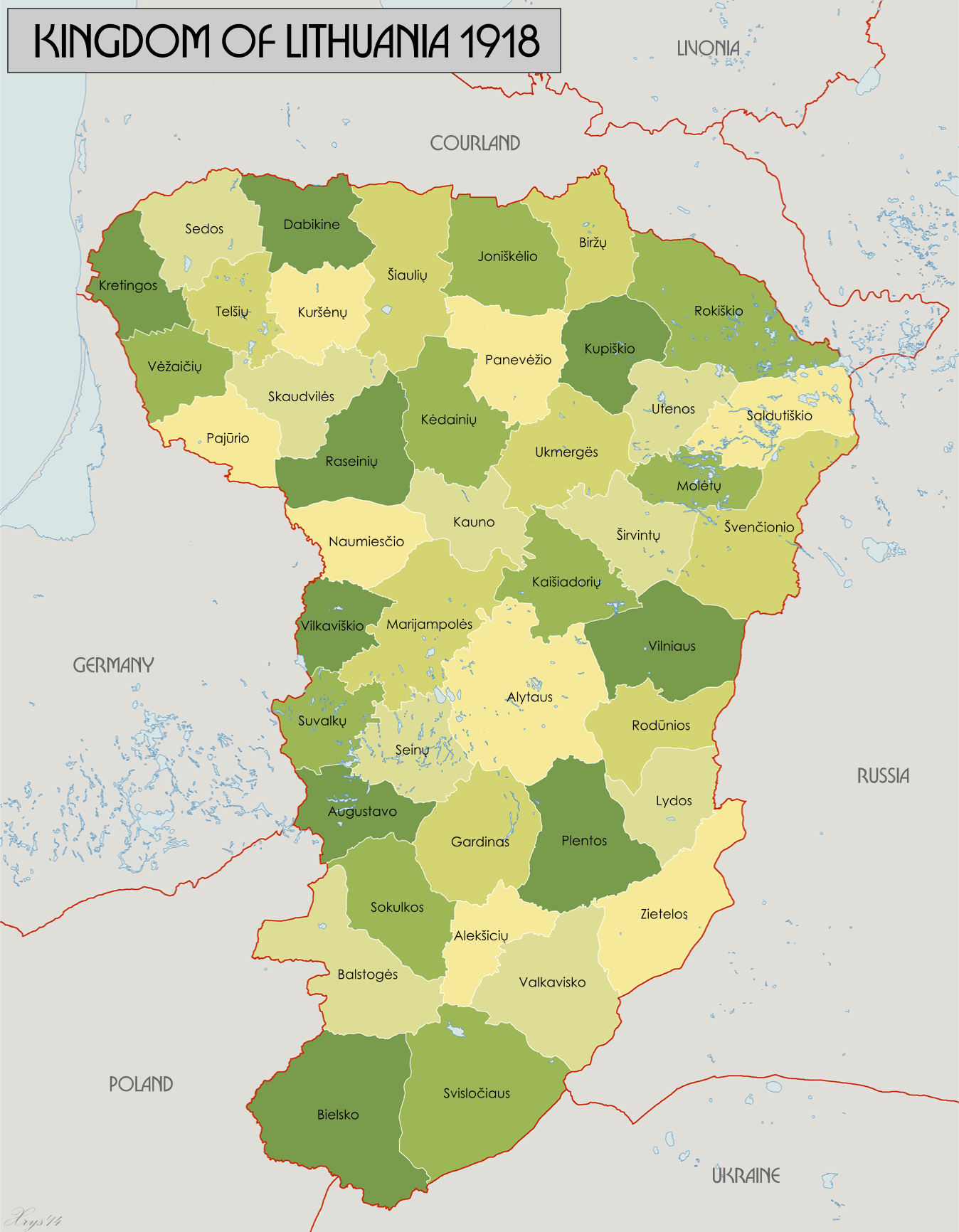
Литовське королівство (1918)

У вересні 1917 року Литва була звільнена від московського панування німецькою армією. 18-22 вересня 1917 року з дозволу німецької влади була проведена Вільнюська конференція, яка обрала Литовську Тарібу (Державну Раду Литви). 11 грудня 1917 Рада Литви прийняла декларацію про незалежність і «вічні союзні зв'язки Литовської держави з Німеччиною».

### Білорусь

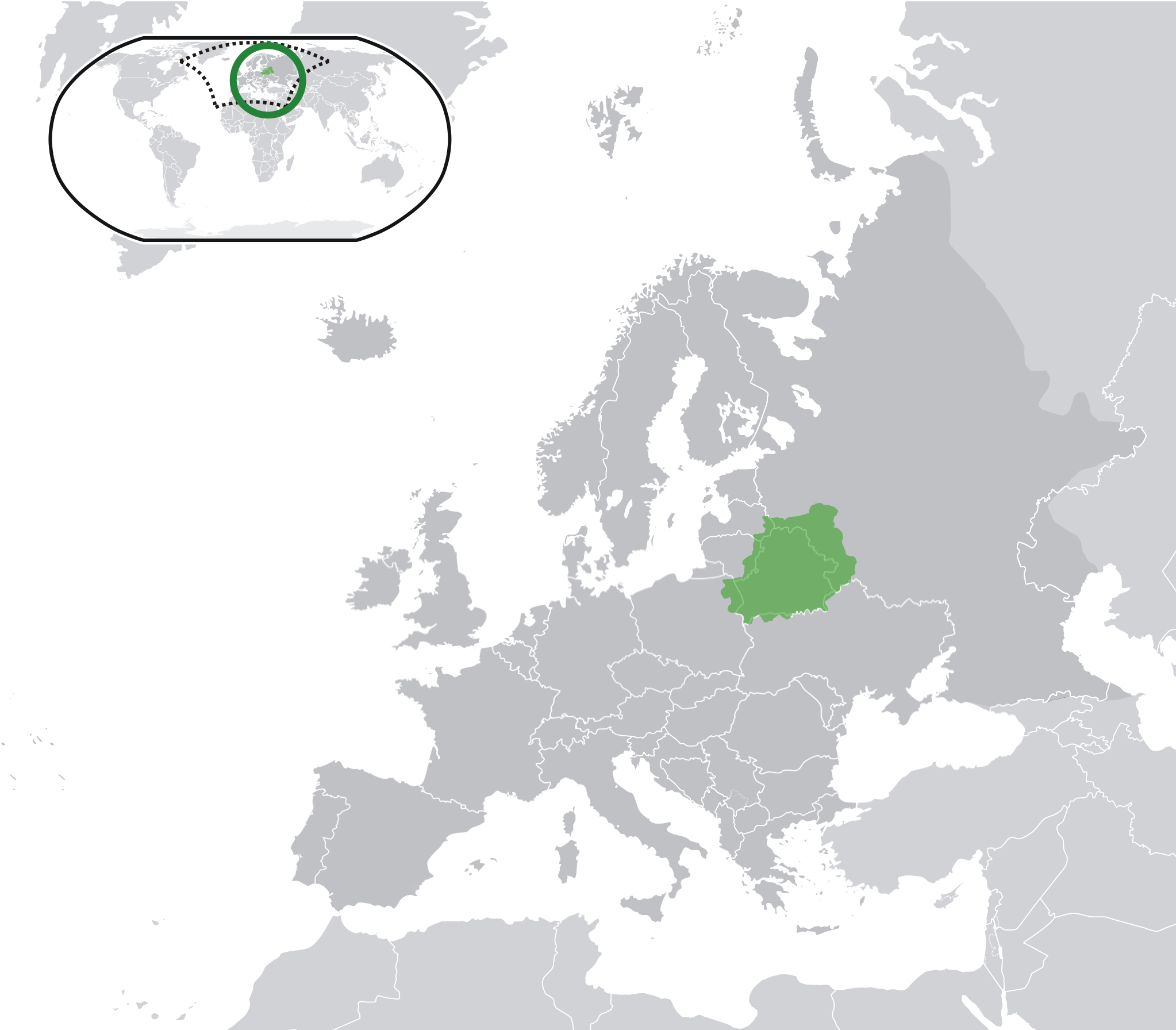
Білоруська Народна Республіка (1918), заявлені території

Західні землі Білорусі під час Першої світової війни було зайняти німецьким військами в 1915 році. Німецька влада намагалася розвинути місцеву лісову промисловість, були відкрили білоруські, литовські та єврейські школи з обов'язковим вивченням німецької мови, навчання російською мовою було заборонене.
З липня 1917 року в Білорусі активізувалися білоруські національні сили, які з ініціативи Білоруської соціалістичної громади провели II з'їзд білоруських національних організацій та ухвалили рішення домагатися автономії Білорусі в складі демократичної республіканської Росії. На з'їзді була сформована Центральна Рада Білорусі, яка після жовтня 1917-го була перетворена у Велику Білоруську Раду.

### Україна

Українська Народна Республіка (1917 – 1921). Заявлені території

17 березня 1917 року в Києві на зборах представників політичних, громадських, культурних і професійних організацій було оголошено створення Української Центральної Ради для координації національного руху, на перших порах позиціонуючи себе як територіальний орган для проведення в Україні революційної політики Тимчасового уряду.

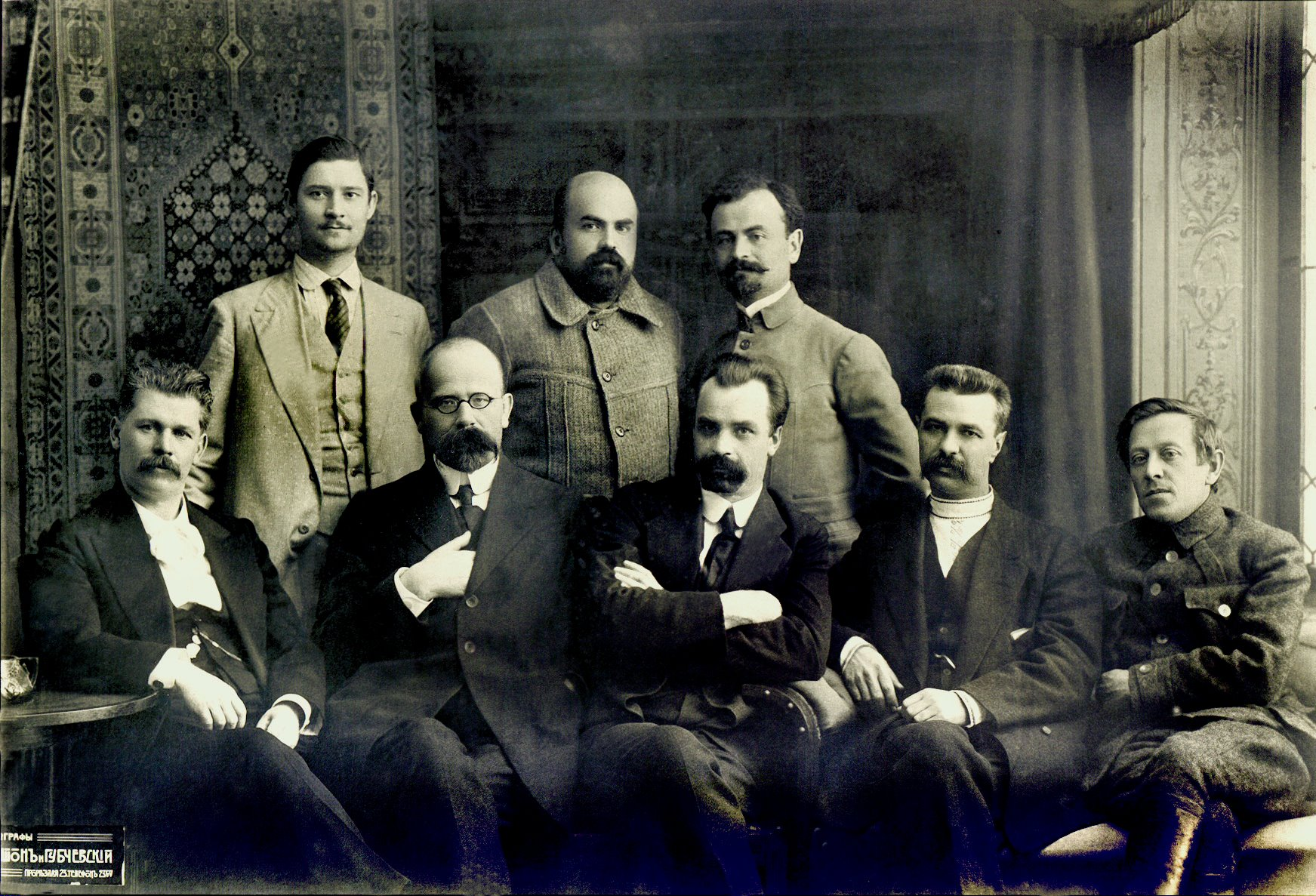
Генеральний Секретаріат УНР (1917)

У квітні 1917 на Всеукраїнському Національному З'їзді було ухвалено рішення про створення проєкту автономного статусу України та сформований орган виконавчої влади - Мала Рада. Резолюція з'їзду відображала ескалацію вимог до Тимчасового уряду Росії, зокрема, вимогу, що в майбутній мирній конференції братимуть участь «крім представників воюючих держав і представники народів, на території яких відбувається війна, в тому числі і України», що чітко вказало про намір перетворити Україну в суб'єкт міжнародного права за рамками автономії.
У травні 1917 під егідою Української Центральної Ради пройшов ряд всеукраїнських з'їздів: військовий, селянський, робочий, кооперативний. Рішуча вимога «негайного проголошення особливим актом принципу національно-територіальної автономії» містилося і в рішеннях Першого Всеукраїнського військового з'їзду, який також висловився за «негайне призначення при Тимчасовому уряді міністра у справах України», реорганізацію армії за національно-територіальним принципом, формування української національної армії, «українізації» Чорноморського флоту і окремих кораблів Балтійського флоту.
На основі резолюцій з'їздів Рада склала меморандум Тимчасовий уряду Росії у першому пункті зазначено, що «від Тимчасового уряду очікується вираз в тому чи іншому акті принципово-доброзичливе ставлення» до гасла автономії. Висувалася вимога участі «представників українського народу» в міжнародному обговоренні «українського питання». Згідно п'ятого пункту: «В інтересах підняття бойової потужності армії і відновлення дисципліни необхідне проведення в життя виділення українців в окремі військові частини як в тилу, так, за можливості, і на фронті». Це був фактично перший крок до створення незалежної армії та самостійної держави. Інші пункти передбачали поширення українізації початкової школи на середню і вищу «як щодо мови, так і предметів викладання», українізацію адміністративного апарату, субсидування українських владних структур з центру, амністію або реабілітацію репресованих осіб української національності.
16 червня 1917 Тимчасовий уряд Росії опублікував «негативне рішення щодо питання про видання акта про автономію України». Незважаючи на це, 23 червня 1917 на засіданні Комітету Центральної ради був прийнятий та оприлюднений Перший Універсал, що проголосив в односторонньому порядку національно-територіальну автономію України в складі Росії. Законодавчим органом оголошувалося Всенародні українські збори (Сейм), що обирається загальним рівним, прямим, таємним голосуванням і його рішення будуть мати пріоритет над рішеннями Всеросійських установчих зборів. Українська Центральна рада брала на себе відповідальність за стан справ в Україні, для забезпечення її діяльності вводилися додаткові збори з населення України. 29 червня 1917 Центральна рада створила  свій виконавчий орган - Генеральний секретаріат УЦР-УНР, першим генеральним секретарем був обраний Володимир Винниченко, а Симон Петлюра зайняв пост генерального секретаря з військових справ. У Декларації Генерального секретаріату 29 червня 1917 секретаріату військових справ було поставлено завдання «українізації армії, як в тилу, так, по можливості, і на фронті». Центральна Рада в Декларації Генерального секретаріату була названа «вищим не тільки виконавчим, але й законодавчим органом усього організованого українського народу».
В кінці червня та на початку липня 1917 в Києві пройшли переговори з делегацією Тимчасового уряду Росії — військовим і морським міністром О. Керенським, міністром закордонних справ М.Терещенко, міністром пошти і телеграфу І. Церетелі, міністр шляхів сполучення Н. В. Некрасовим. За підсумками переговорів делегація заявила, що Тимчасовий уряд Росії не заперечує автономії України, але просить утриматися від одностороннього декларування цього принципу й залишити остаточне рішення Всеросійським установчим зборам. Переговори закінчилися угодою, заснованим на взаємних поступках, значний крок назустріч Раді з боку делегації полягав у визнанні права на самовизначення за «кожним народом», при цьому делегація без погодження з Тимчасовоим урядом Росії визнала територіальні вимоги Української Центральної Ради на 9 губерній (Київська, Волинська, Подільська, Полтавська, Чернігівська, Харківська, Херсонська, Катеринославська, а також північна Таврія). Ці дії викликали урядову кризу в Петрограді: 15 липня 1917 на знак протесту проти цього рішення пішли у відставку всі міністри-кадети.
15 липня 1917 з Петрограда до Києва надійшла телеграма з текстом урядової декларації, де говорилося про визнання Генерального секретаріату УЦР-УНР як вищого розпорядчого органу України, а також про те, що уряд прихильно поставиться до розробки Українською радою проєкту національно-політичного статуту України. У відповідь Центральна рада 16 липня 1917 проголосила Другий Універсал, в якому секретаріат оголошувався «органом Тимчасового уряду», визнавалася необхідність поповнення Ради за рахунок представників інших національностей, що проживають на території України, та декларувалося, що Рада виступає проти самовільного оголошення автономії України до Всеросійських установчих зборів. Щодо війська приймалася фактично точка зору Тимчасового уряду прикомандирування представників кабінету і Військового міністра Генштабу, питання про «українізацію» армії були виведені на другий план.
В середині липня 1917 українська делегація прибула до Петрограда для затвердження складу Генерального секретаріату УЦР-УНР Тимчасовим урядом Росії. Делегація привезла з собою Статут Генерального секретаріату, в преамбулі якого йшлося, що Українська Центральна Рада є органом революційної демократії всіх народів України з метою встановлення автономії України, підготовкою Всеукраїнських установчих зборів та Всеросійських установчих зборів. Урядова комісія, однак, відкинула Статут Генерального секретаріату і 17 серпня 1917 замінила його на «Тимчасову інструкцію Генеральному секретаріатові», згідно з якою він перетворювався в місцевий орган Тимчасового уряду і його правочинність поширювалася лише на 5 губерній (Київську, Волинську, Подільську, Полтавську і Чернігівську), ліквідовані секретаріати військових, продовольчих, судових справ, шляхів сполучення, пошти і телеграфів, кількість членів секретаріату зменшувалася до семи, причому вводилося квотування за національною ознакою; чотири з семи повинні були бути неукраїнцями. У документі Тимчасового уряду Росії не було жодної згадки про липневі угоди, тому поява такого документа значно посилила напруженість і Українська Центральна Рада в своїй резолюції від 22 серпня 1917 охарактеризувала його як свідчення «імперіалістичних тенденцій російської буржуазії щодо України». Заклик до «організованої боротьби … трудящих мас населення всієї України» свідчив про наростання протистояння Києва і Петрограда, так і бойкот Українською Центральною Радою Державної наради в Москві, скликаної 12 серпня 1917.
В кінці вересня 1917 була опублікована нова Декларація Секретаріату, цим документом в Україні вводилася структура управління, на яку Тимчасовий уряд Росії наклав заборону своєю «Інструкцією» від 17 серпня 1917. У Декларації вказувалося, що секретаріату військових справ (створення якого Тимчасовий уряд Росії однозначно заборонив) надано право призначення та відставки «військових чинів у військових округах на території України і в усіх українських військових частинах», при цьому за «вищої військовою владою» визнавалося лише формальне право «затвердження» цих розпоряджень української влади. У відповідь Тимчасовий уряд Росії, посилаючись на відсутність власної офіційної постанови про заснування Центральної Ради, ухвалив рішення вважати саму Центральну раду, Секретаріат, а заодно і свою «Інструкцію» від 4 серпня 1917 «неіснуючими». Через тиждень Тимчасовий уряд Росії спробував викликати в Петроград «для особистих пояснень» трьох керівників Ради — Володимира Винниченка (голову Генсекретаріату), Олександра Зарубіна (генерального контролера) та Івана Стешенко (генеральний секретар). Центральна Рада цей виклик проігнорувала, заявивши, що «не допустить слідства над українською революційною народною установою». У резолюції, прийнятій Всеукраїнською радою військових депутатів, містився заклик «ігнорувати» призначення Тимчасовим урядом комісара м. Києва та вважати неприпустимими будь-які призначення на посади в Київському військовому окрузі без відома Української Центральної ради, а також заборонялося виконувати розпорядження будь-якої посадової особи, призначеної без узгодження з Українською Центральною радою. Це був прямий крок до незалежності України та розвалу Російської імперії, який відбувся до Жовтневого перевороту і до повалення Тимчасового уряду Росії.
Український уряд у листопаді 1917 року офіційно визнав право на самостійне існування кубанських та донських козацьких держав та надіслав представників на їх військові ради.

### Крим
У жовтні 1917 року на з'їзді представників кримськотатарських організацій було ухвалено рішення провести Курултай кримських татар. 17 листопада 1917 відбулися загальні вибори, на яких було обрано 76 делегатів до Курултаю.

### Дон

Всевелике Військо Донське (1918-1920). Заявлені території

Після Лютневої революції 1917 велике значення в Області Війська Донського починають грати Донський військовий З'їзд (Коло порятунку Дону) та його виконавчі органи: Військовий уряд та Донський обласний отаман.
Після Жовтневого перевороту 1917 донські козаки під головуванням Петра Краснова та міністра-голови Тимчасового уряду О. Ф. Керенського 8-13 листопада 1917 взяли  участь в поході на Петроград з метою повернення влади Тимчасового уряду.

### Кубань

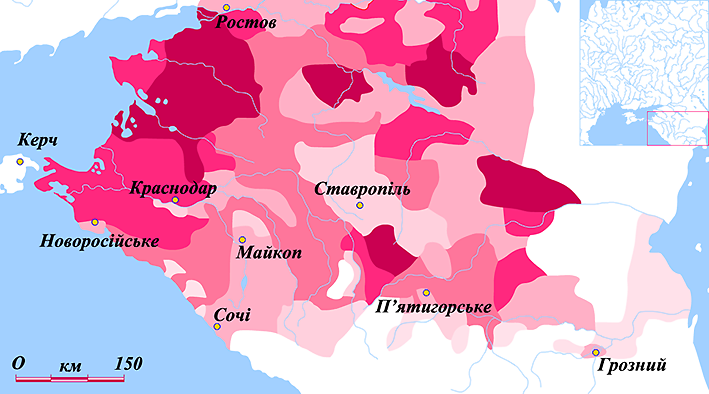
Українці на Кубані за переписом 1926 року

У квітні 1917 року Кубанським козацьким військом було створено політичну організацію — Кубанську Раду. 24 вересня 1917 року Кубанська рада  поповнилася депутатами від черкесів і інших корінного некозацького населення. На цій 1-шій сесії Військова Рада проголосила себе Крайовою радою з повноваженнями Установчих зборів й ухвалила 1-шу Конституцію Кубані; перейменувала Кубанську область у республіку з назвою Кубанський Край у складі Російської Федеративної Республіки. За Конституцією була створена Законодавча Рада (парламент) та і згодом власний уряд — Крайовий уряд Кубані.
24 вересня 1917 року на 2-й сесії Кубанської Військової Ради представники України були тепло зустрінуті кубанцями. М. С. Рябовіл виступив із промовою, спочатку російською, потім українською, вітаючи українців як братів. Він наголосив на спільному походженні кубанських козаків від запорожців, яких царська влада відірвала від України, намагаючись знищити їх національну пам'ять, висловив радість з приводу відродження волі й запевнив, що Кубань і Україна йдуть спільним шляхом до свободи в союзі вільних народів.

### Північний Кавказ

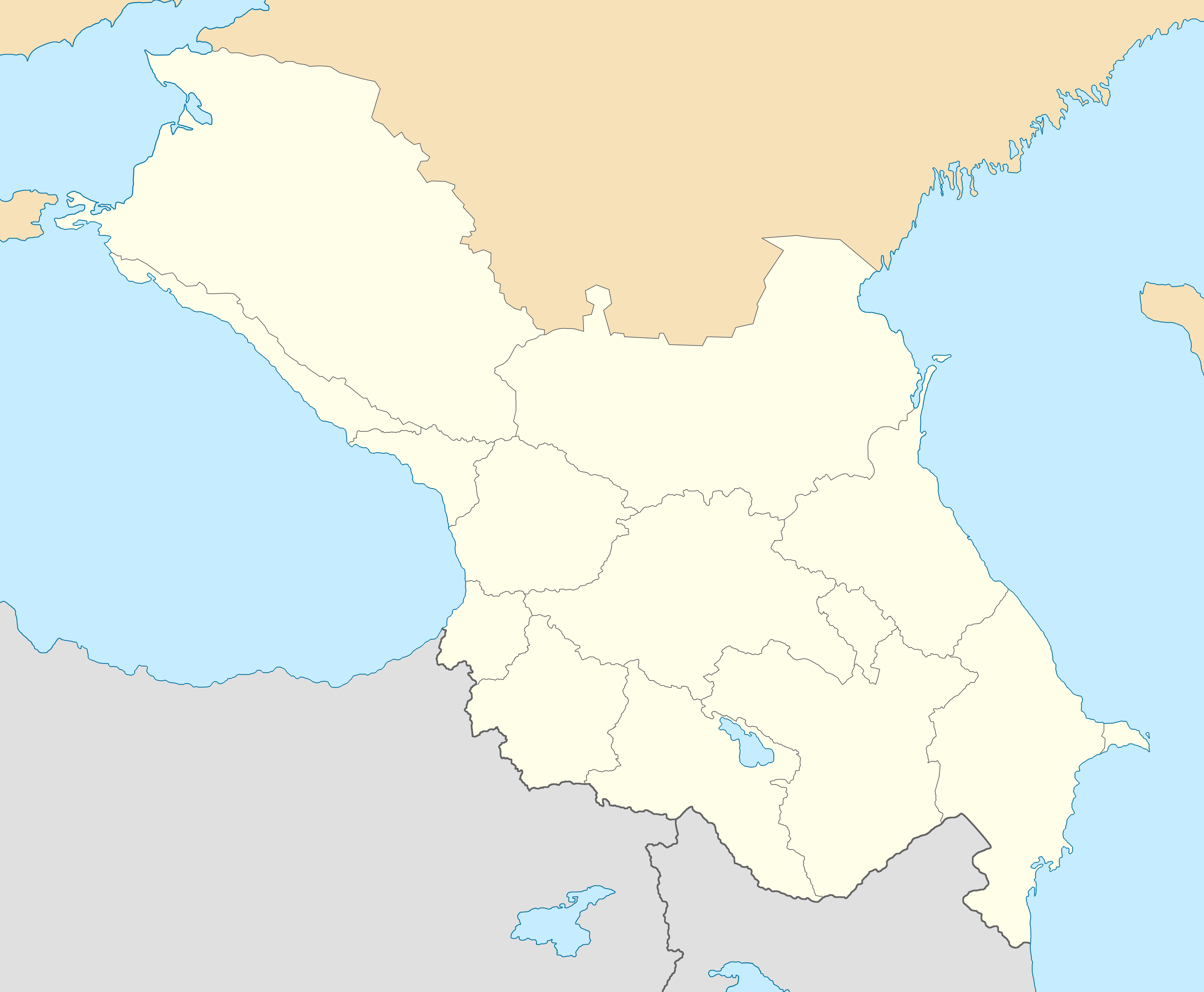
Особливий Закавказький комітет (1917)

1 травня 1917 року у Владикавказі за ініціативи Тимчасового Центрального Комітету об'єднаних горців відбувся Перший Гірський з'їзд, на якому було створено Союз об'єднаних горців Північного Кавказу і Дагестану. Центральному комітету Союзу об'єднаних горців безпосередньо підпорядковувались Дагестанська область, гірські округи Терської області (Назрановський, Нальчикський, Владикавказький, Грозненський, Веденський, Хасав-Юртовський), Ногайський округ Терської області, Кубанський Гірський обласний комітет і Кубанська Гірська обласна рада, виконавчі комітети ногайців і караногайців Ставропольської губернії.

### Закавказзя
Рішення про створення «Незалежного уряду Закавказзя» було прийнято 11 (24) листопада 1917 року на нараді з питання організації місцевої влади у Закавказзі у зв'язку з Жовтневим переворотом. У нараді брали участь представники всіх політичних партій, Крайової й Тифліської рад, Особливого Закавказького комітету, командувач Кавказьким фронтом, консули країн Антанти. Нарада відмовилась визнати владу Раднаркому Радянської Росії. Представники партії більшовиків, що опинились на нараді у меншості, оголосили декларацію, що засуджувала організаторів наради, й залишили її.
Було створено Закавказький комісаріат - коаліційний уряд Південного Кавказу за участю соціал-демократів Грузії (меншовиків), Мусават, Дашнакцутюн, есерів.

Пропоновані кордони Ідель-Уралу (1918)

### Татарстан
1-ший Всеросійський з'їзд мусульман на початку травня 1917 року в Москві прийняв резолюцію про територіальну автономію та федеративний устрій. Активними прихильниками створення власної держави були, зокрема, Ільяс та Джангір Алкіни, Галімжан Ібрагімов, Усман Токумбетов та деякі інші, пізніше обрані 1-м Всеросійським мусульманським військовим з'їздом до Всеросійської Мусульманської Військової Ради – Харбі Шуро (1917-1918).  На спільному засіданні цього з'їзду з 1-м Всеросійським мусульманським військовим з'їздом та Всеросійським з'їздом мусульманського духовенства 22 липня 1917 року було проголошено Національно-культурну автономію тюрко-татар-мусульман Європейської Росії і Сибіру. Крім того, 27 липня 1917 на 3-му засіданні 2-го Всеросійського мусульманського з'їзду за доповіддю Максуді Садрі було засновано координуючий орган Національної Ради - Міллі Меджліс, з місцем перебування у місті Уфа.

### Башкортостан

Кордони Великої Башкирії (1918)

З 20 по 27 липня 1917 в Караван-сараї в Оренбурзі пройшов Перший Всебашкирський курултай. До його президії обрані голови обласного бюро Сагід Мрясов, Аллабірде Ягафаров, Ахмет-Закі Валіді, Курбангалієв Мухаммед-Габдулхай, Хурматулла Ідельбаєв. З'їзд обговорив і прийняв резолюції про роботу Тимчасового бюро управління Башкортостаном, про ставлення до війни і національної армії, про земельні справи, освіту і становище жінок. На з'їзді було обрано Башкирське Центральне Шуро (Раду) у складі 6 чоловік з метою підготовки переговорів та реалізації автономії Держави Башкортостан. Обрані члени виконавчого комітету Центрального Шуро: Шаріф Манатов (голова), Гаріф Мутін, Сагід Мрясов, Ільдархан Мутін, Усман Куватов, Харіс Юмагулов.

### Казахстан, Туркестан

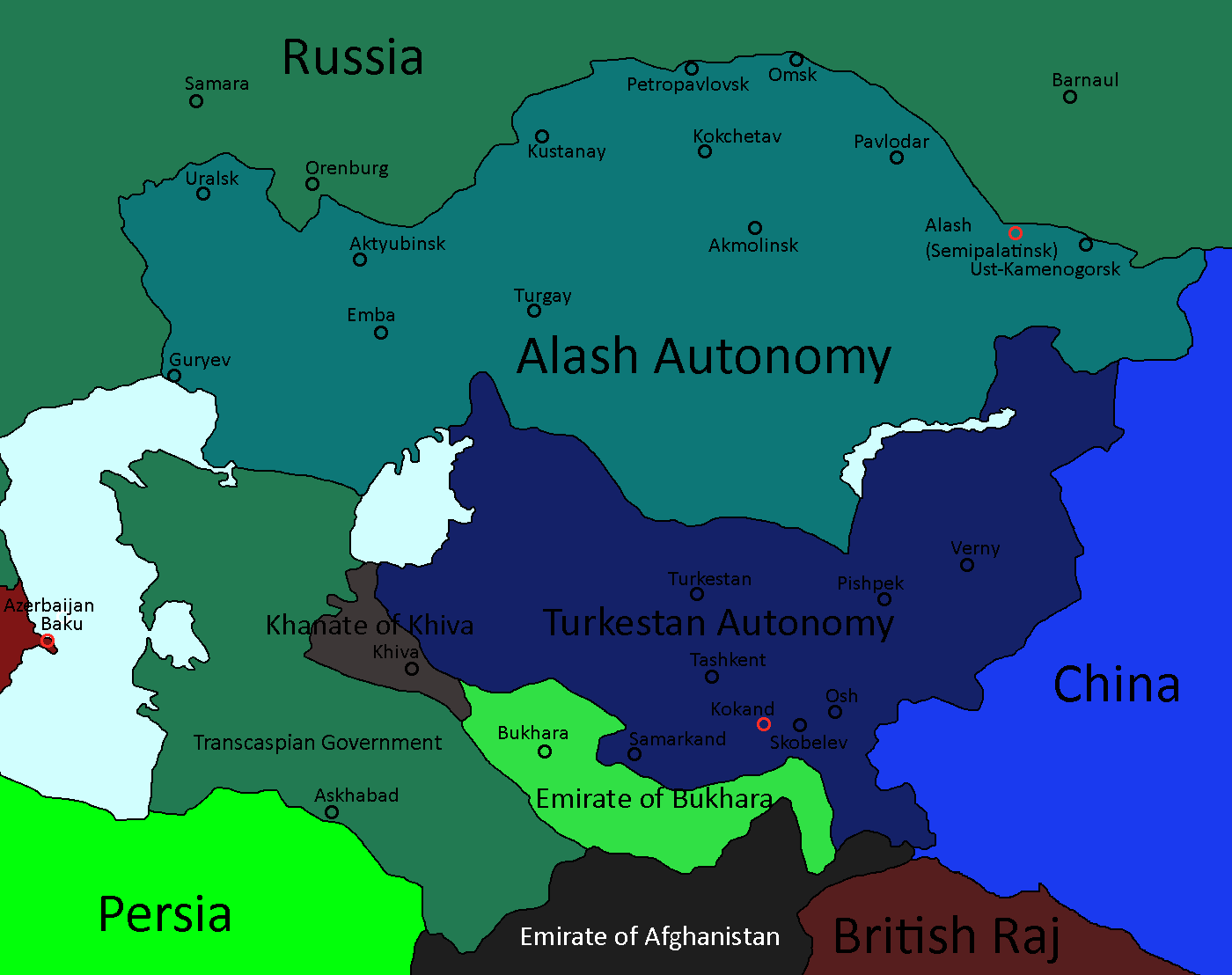
Алаш-Орда, Турекстан, Хіва, Бухара (1918)

На Першому Всеказахському з'їзді, що відбувався в Оренбурзі з 21 по 28 липня 1917 року, відбулося оформлення партії Алаш-орда із утворенням самопроголошених держав Алашської Автономії та Туркестанської автономії.

### Сибір

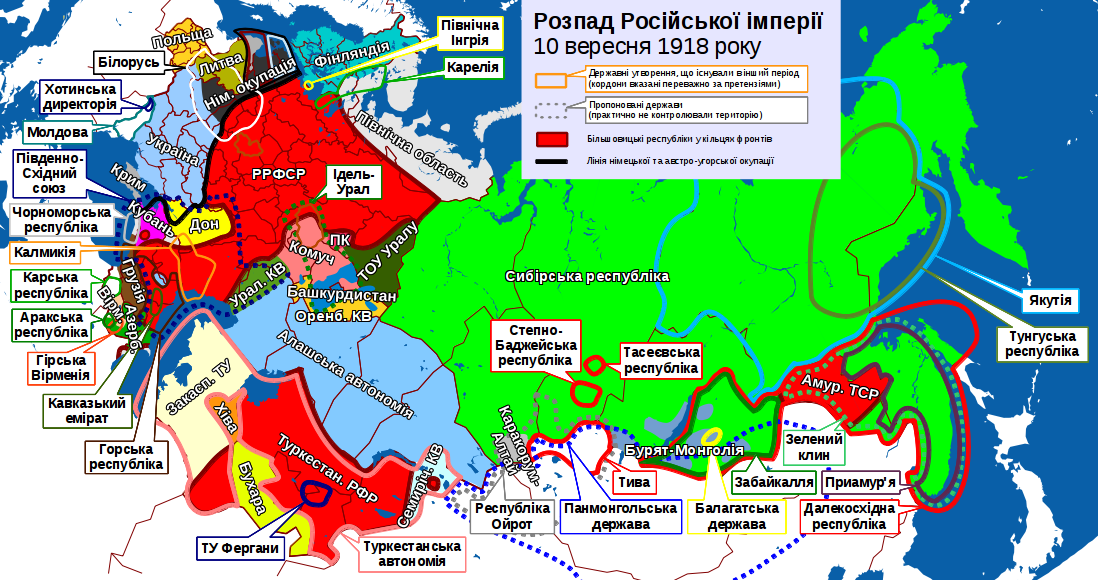
Сибірська республіка (1918) декларовані території

Конференція в Томську 2-9 серпня 1917 року прийняла постанову «Про автономний устрій Сибіру» в рамках федерації з самовизначенням областей і національностей, і затвердила власний біло-зелений прапор Сибіру.
8 жовтня відкрився I Сибірський обласний з'їзд  сибірського обласництва, де постановлено, що Сибір повинен володіти всією повнотою законодавчої, виконавчої та судової влади, мати Сибірську обласну думу і кабінет міністрів. Передбачалася можливість перетворити саму Сибір у федерацію. Створено перший сибірський уряд на чолі з Григорієм Потаніним

## Листопад 1917 - січень 1918
Новий сплеск відцентрових рухів та державотворення поневолених регіонів відбувається внаслідок Жовтневого перевороту, захоплення у Петрограді влади більшовиками та ухваленні Декларації прав народів Росії від 2 листопада 1917 року, в якій було визнано право на вільне самовизначення аж до повного відділення. Тим не менш 12 листопада 1917 року відбуваються Вибори до Всеросійських установчих зборів. 5 січня 1918 року Установчі збори збираються на своє перше засідання у Петрограді, і за кілька годин до примусового розпуску більшовиками проголошують Росію демократичною федеративною республікою. 6 січня 1918 року, більшовики військовою силою розпускають Всеросійські установчі збори.  які, по-суті, проіснували лише добу, по суті вся імперія почала скочуватися до громадянської війни.

### Фінляндія

Громадянська війна у Фінляндії січень — травень 1918

15 (28) листопада 1917 року парламент Фінляндії отримав найвищу владу в країні та сформував уряд - Сенат Фінляндії під керівництвом Пера Евінда Свінгувуда (див. Сенат Свінгувуда), який уповноважив представити в парламент Фінляндії проєкт нової Конституції Фінляндії. Передаючи 21 листопада (4 грудня) 1917 року проєкт нової Конституції на розгляд  парламенту Фінляндії, голова сенату Пер Евінд Свінгувуд оголосив заяву Сенату «До народу Фінляндії», у якій було оголошено намір змінити державний устрій Фінляндії (прийняття республіканської форми правління), а також містилося звернення «до влад іноземних держав» (зокрема до Всеросійських установчих зборів) з вимогою визнання незалежності та суверенітету Фінляндії («Декларація незалежності Фінляндії»). 23 листопада (6 грудня) 1917 року декларацію схвалив парламент Фінляндії голосуванням 100 проти 88.
18 ((31) грудня 1917 року державну незалежність Фінляндії першою визнав Раднарком (уряд) РСФРР під головуванням В. Леніна. У січні 1918 року незалежність Фінляндії визнали Німеччина та Франція.
Одночасно з цими подіями посилилося протистояння між прихильниками соціал-демократичної партія Фінляндії (основними силами яких були загони фінської червоної гвардії, яких підтримували «червоні») та фінським Сенатом (на стороні якого були загони самооборони (охоронні загони, Охоронний корпус Фінляндії, яких підтримували «білі»). Також в країні знаходилося близько 80 тисяч військ окупаційної російської імперської армії.
27 січня 1918 в країні почався переворот більшовиків, організований крайньою лівою Народною Радою Фінляндії, що призвело до громадянської війни між «червоною» Фінською СРР із національними силами фінів Республіки Фінляндія.

### Естонія
Протягом 23—25 жовтня (5-7 листопада) 1917 року влада в Естляндській губернії, за винятком зайнятими німецькими військами Моонзундського архіпелагу, перейшла до Рад робітничих і солдатських депутатів в особі Військово-революційного комітету Естляндської губернії (голова — І. В. Рабчинський, заступник голови — В. Е. Кінгісепп), а 27 жовтня (9 листопада) Яан Поска передав управління Естляндською губернією уповноваженому ВРК В. Е. Кінгісеппу. Верховним органом влади оголошено Виконком Рад робітничих і солдатських депутатів Естляндської губернії.
Водночас Земська рада Естляндії продовжувала функціонувати, формування естонських військових частин тривало. 15 (28) листопада 1917 року Земська рада Естляндії оголосила про скликання Естонських Конституційних Зборів «для визначення майбутнього державного устрою Естонії», а до скликання Зборів проголосила себе верховною владою в країні. 19 листопада (2 грудня)  Виконком Рад робітничих і солдатських депутатів Естляндської губернії ухвалив рішення про розпуск Земської ради, однак одночасно підтримав ідею скликання Естонських Конституційних Зборів і призначив вибори на 21—22 січня (3—4 лютого) 1918 року. Незважаючи на розпуск, Земська рада Естляндії продовжила підпільну діяльність через свої органи — правління, раду старійшин, земську управу.

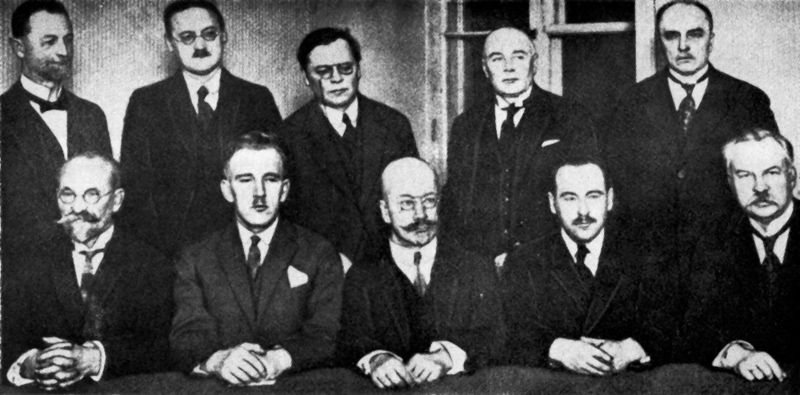
Перше засідання Латвійської Тимчасової Національної Ради (1917)

Наприкінці 1917 року територія Естляндії розширилася. Постановою Виконкому Ради Естляндії від 23 грудня 1917 року (5 січня 1918 року) місто Нарва було передано з Петроградської губернії до складу Естляндської губернії, і в її складі утворено Нарвський повіт. До його складу увійшли місто Нарва, Вайварська, Сиренецька волості, волості Ійзаку, Йихві Везенбергського повіту Естляндської губернії та низка поселень Ямбурзького повіту Петроградської губернії. Це рішення було ухвалене на підставі підсумків проведеного 10 (23) грудня 1917 року плебісциту.
У грудні 1917 року на острові Найссаар, що був військово-морською базою, прикриваючи вхід на ревельський рейд, була самопроголошена Радянська республіка матросів та будівельників.
21—22 січня (3—4 лютого) 1918 року були проведені вибори до Всеросійських установчих зборів, у результаті яких перше місце посіла РСДРП(б), отримавши 37,1 % голосів. Установчі збори Естонії передбачалося відкрити 15 лютого 1918 року, але це не вдалось виконати внаслідок наступу німецьких військ.

### Латвія
На початку грудня 1917 року на незайнятій німцями території в місті Валка латвійськими національними партіями і організаціями була сформована Латвійська тимчасова національна рада (ЛТНР).
Також 24 грудня 1917 року (6 січня 1918 року) в місті Валка Виконком Ради робітничих, солдатських і безземельних депутатів Латвії (Ісколат) прийняв декларацію про самовизначення Латвії. Була утворена Республіка Ісколата, влада якої поширювалася на райони Латвії, не зайняті німецькими військами. Головою уряду Республіки Ісколата став Фріціс Розіньш.
1 січня 1918 Виконком Ісколату заборонив діяльність ЛТНР, однак Фріцис Розінь призупинив це рішення, і ЛТНР  продовжив свою діяльність.
30 січня 1918 року Латвійська тимчасова національна рада  ухвалила рішення про створення суверенної і демократичної Латвії, до якої повинні бути включені всі населені латвійцями регіони.

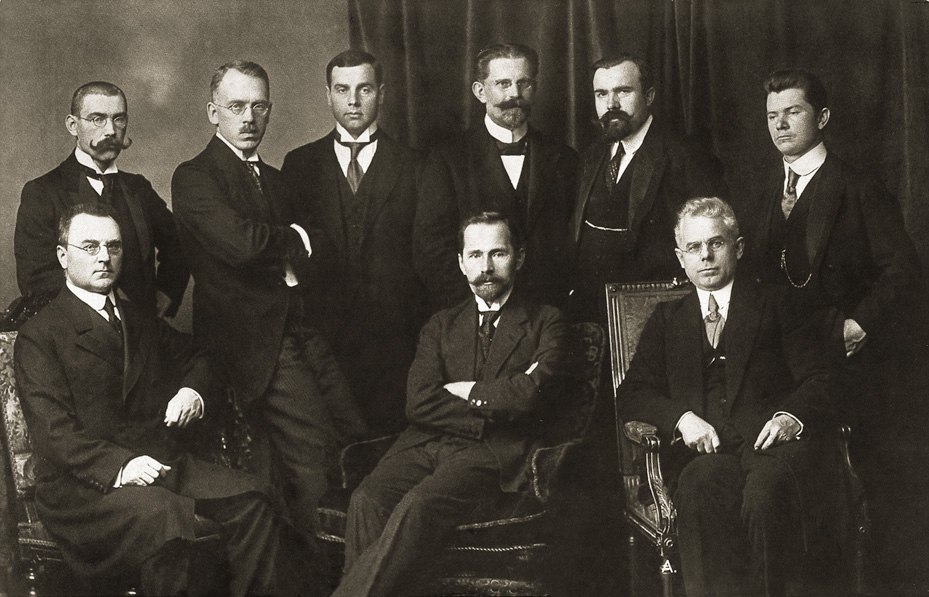
Литовська Таріба (1918)

### Литва
Литовська Таріба  орган литовської влади був створений 18-22 вересня 1917 внаслідок обрання на Вільнюській конференції за участю 214 делегатів, що проходила під керівництвом Йонаса Басанавічюса 18—22 вересня 1917 в Театрі на Погулянці. Головою обрано Антанаса Смятону. Було зарезервовано 5 місць для представників білоруського, єврейського та польського населення.
11 грудня 1917,  невдовзі після початку Брестських переговорів, Таріба прийняла декларацію про відновлення незалежності Литви та «вічні союзні зв'язки Литовської держави з Німеччиною». «За» проголосувало 14 членів, 2 утрималося, 4 проголосувало «проти». Вони (Й. Вілейшіс, С. Кайрис, С. Нарутовіч, Й. Сміглявічюс) 18 січня 1918 представили свій варіант акту незалежності, який проголошував свободу Литви від будь-яких союзних зобов'язань та надавав Установчому сейму рішення долі держави. Під їх тиском Таріба 16 лютого 1918 прийняла «Акт про незалежність Литви». Його підписали всі 20 членів Таріби.

### Білорусь
Після Жовтневого перевороту в Петрограді влада у Білорусі була захоплена до більшовицьким Облвиконкомом Західної області та фронту (Облвиконкомзах).
Одночасно з цим активізувалися і національні сили в Білорусі. Білоруська Центральна Рада була перетворена у Велику Білоруську Раду (ВБР), яка не визнала влади Облвиконкомзаху, який вважала виключно фронтовим органом. У грудні 1917 року за наказом Обліскомзаху озброєні представники більшовиків, заарештували президію і розігнали делегатів Першого Загальнобілоруського конгресу.

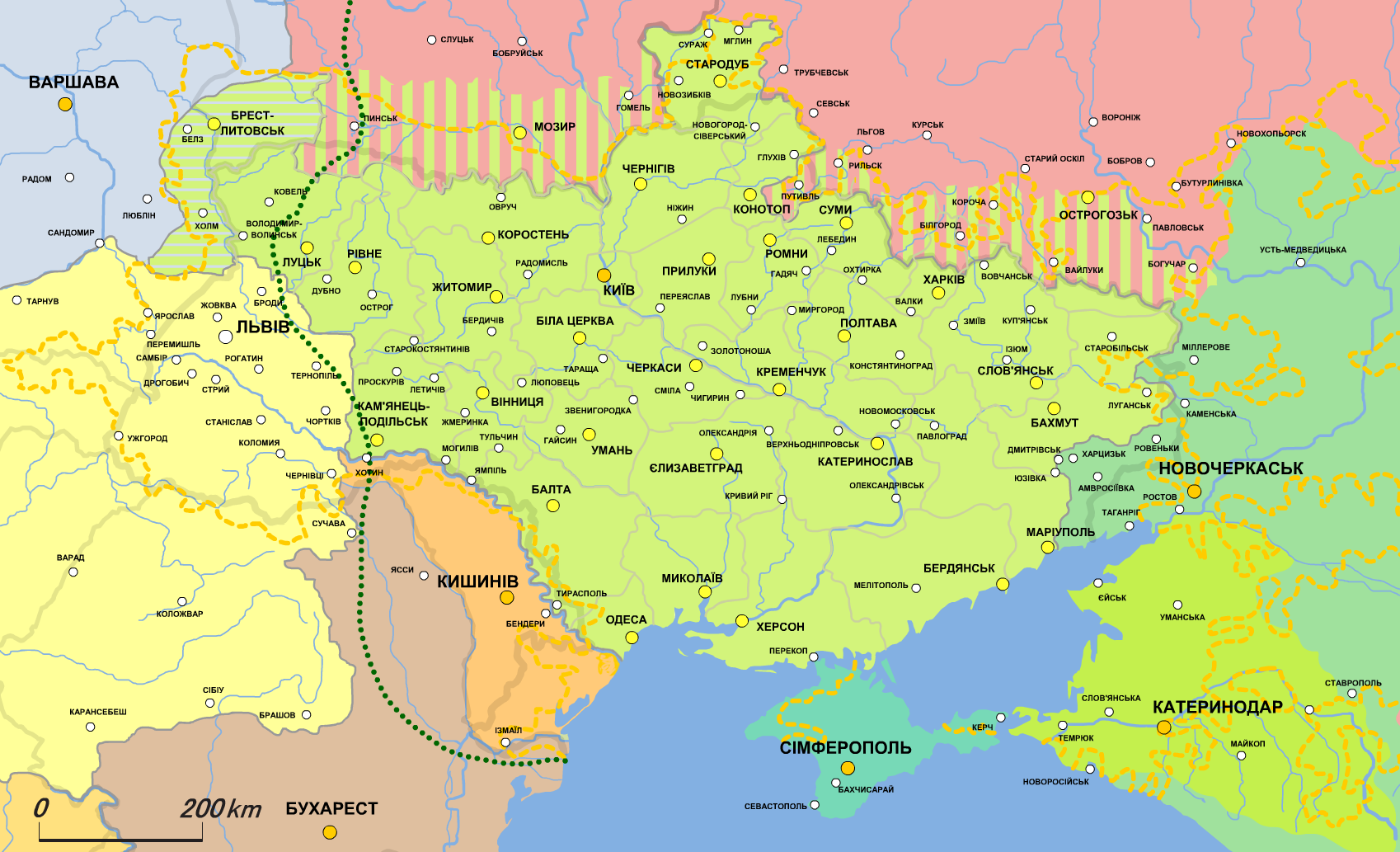
Українська Народна Республіка

### Україна
На початок Жовтневого перевороту на владу в Києві претендували три основні політичні сили: Українська Центральна Рада, органи влади Тимчасового уряду (Міська рада і штаб Київського військового округу) та Київська Рада. У місті нараховувалося до 7 тис. бійців революційних загонів, зокрема до 3 тис. червоногвардійців, тоді як штаб Київського військового округу мав до 12 тис. осіб. Крім того, власними українськими військами розпоряджався уряд Української Центральної Ради.
27 жовтня (9 листопада) 1917 Київська Рада прийняла резолюцію про підтримку більшовицького перевороту в Петрограді і оголосила себе єдиною владою в Києві. 29 жовтня (11 листопада) 1917 почався більшовицький переворот, підтриманий розпочатим 30 жовтня (12 листопада) 1917 страйком до 20 тис. робітників. До 31 жовтня (13 листопада) 1917 більшовики зайняли штаб Київського військового округу, командування якого 1 (14 листопада) 1917 покинуло місто. Однак переворот більшовиків закінчився провалом: Українська Центральна Рада стягнула до Києва лояльні частини і більшовики були вибиті з міста.
7 (20 листопада) 1917 Українська Центральна Рада своїм III Універсалом проголосила Українську Народну Республіку у межах Київської, Волинської, Подільської, Херсонської, Чернігівської, Полтавської, Харківської, Катеринославської губерній та повітів Північної Таврії. Одночасно Українська Центральна Рада ухвалила закон про вибори до Українських Установчих Зборів  та низку інших законів. 12 (25 листопада) 1917 були проведені демократичні вибори до Всеросійських Установчих зборів, в яких взяли участь деякі діячі Центральної Ради. За результатами виборів більшовики отримали 10 %, інші партії — 75 %.
3 (16 грудня) 1918 РНК РСФРР був змушений визнати право України на самовизначення. Водночас у першій половині грудня 1917 року загони комуніста Антонова-Овсієнко почали окупацію району Харківщини, і 4 (17 грудня) 1918 уряд Радянської Росії висунув ультиматум Українській Центральній Раді «надавати сприяння революційним військам у їх боротьбі з контрреволюційним кадетсько-каледінським повстанням», проте УЦР відкинула цей ультиматум. За ініціативою більшовиків була розпочата підготовка до скликання Всеукраїнського З'їзду Рад у Києві, який завершився підтримкою чинної Української Центральної Ради і її курсу. Тому за підтримки Радянської Росії більшовики провели 11-12 (24-25) грудня 1917 року паралельний Всеукраїнський З'їзд Рад в Харкові, де проголосили маріонеткову Українську Народну Республіка Рад (у складі Росії) і обрали Народний секретаріат (уряд), тоді як у Києві збереглася влада Української Центральної Ради та її виконавчого органу — Генерального секретаріату Української Центральної Ради. У грудні 1917 — січні 1918  більшовики за підтримки Росії продовжили Першу радянсько-українська війну  проти військ Української Центральної Ради. Більшовики окупували Катеринослав, Полтаву, Кременчук, Єлисаветград, Миколаїв, Херсон та інші міста. 21 грудня 1917 (3 січня 1918 за новим стилем) на нараді президії Румчороду (Ради солдатських депутатів від Румунського фронту, Чорноморського Флоту та Одеси) Одесу було оголошено вільним містом.
22 грудня 1917 (4 січня 1918) делегація УЦР прибула до Берестя для самостійної участі в мирних переговорах, Троцький був змушений визнати українську делегацію самостійною стороною переговорного процесу.
Після розгону більшовиками Установчих зборів 6 (18) січня 1918 року у Петрограді, Центральна Рада 9 (22) січня 1918 року у Києві прийняттям IV Універсалу проголосила Українську Народну Республіку незалежною і суверенною країною.
16 (29) січня 1918 у Києві спалахнув січневий заколот київського комітету більшовиків РСДРП(б), а 13 січня (26 січня за новим стилем) 1918 року в Одесі почалося повстання Румчорода.
Січневий заколот в Києві було придушений до вечора 22 січня (4 лютого) 1918 року, але повстання в Одесі завершилося 18 січня 1918 утворенням короткочасного квазі-утворення Одеської радянської республіки, яка визнала вищу владу Раднаркому в Петрограді і радянського уряду в Харкові. До Одеської радянської республіки була формально включена Бессарабія, в столиці якої - Кишиневі 13 січня 1918 року Революційним штабом радянських військ Бессарабського району було організоване захоплення всіх найважливіших об'єктів. Однак 18 січня 1918 в Бессарабію зайшли війська УНР, і наступного дня розпочався наступ Румунії.
26 січня (8 лютого) 1918 року російські більшовики  під командуванням Муравйова окупували Київ. Наступного дня 27 січня 1918 (9 лютого 1918) делегація Українською Народної Республіки у Бересті підписала Берестейський мир із Німецькою імперією, Австро-Угорською імперією, Османською імперією і Болгарським царством, який визнав суверенітет України та узгодив військову допомогу проти російських більшовиків в обмін на поставки продовольства.

### Крим
Із 9 грудня 1917 по 26 грудня 1917 року в Ханському палаці в Бахчисараї відбувся I Курултай кримськотатарського народу (крим. Qırımtatar Halqınıñ Birinci Qurultayı) — національний з'їзд кримських татар, який взяв на себе всі повноваження Мусульманського виконавчого комітету. На Курултаї було проголошено створення Кримської Народної Республіки, обрано президію, ухвалено державну символіку, демократичну Конституцію, було запроваджено загальне виборче право, рівноправність чоловіків і жінок, скасовано звання і станові привілеї, затверджено порядок скликання парламенту та обрання національного уряду. Уряд очолив Номан Челебіджіха. Держава проіснувала до січня 1918 року.

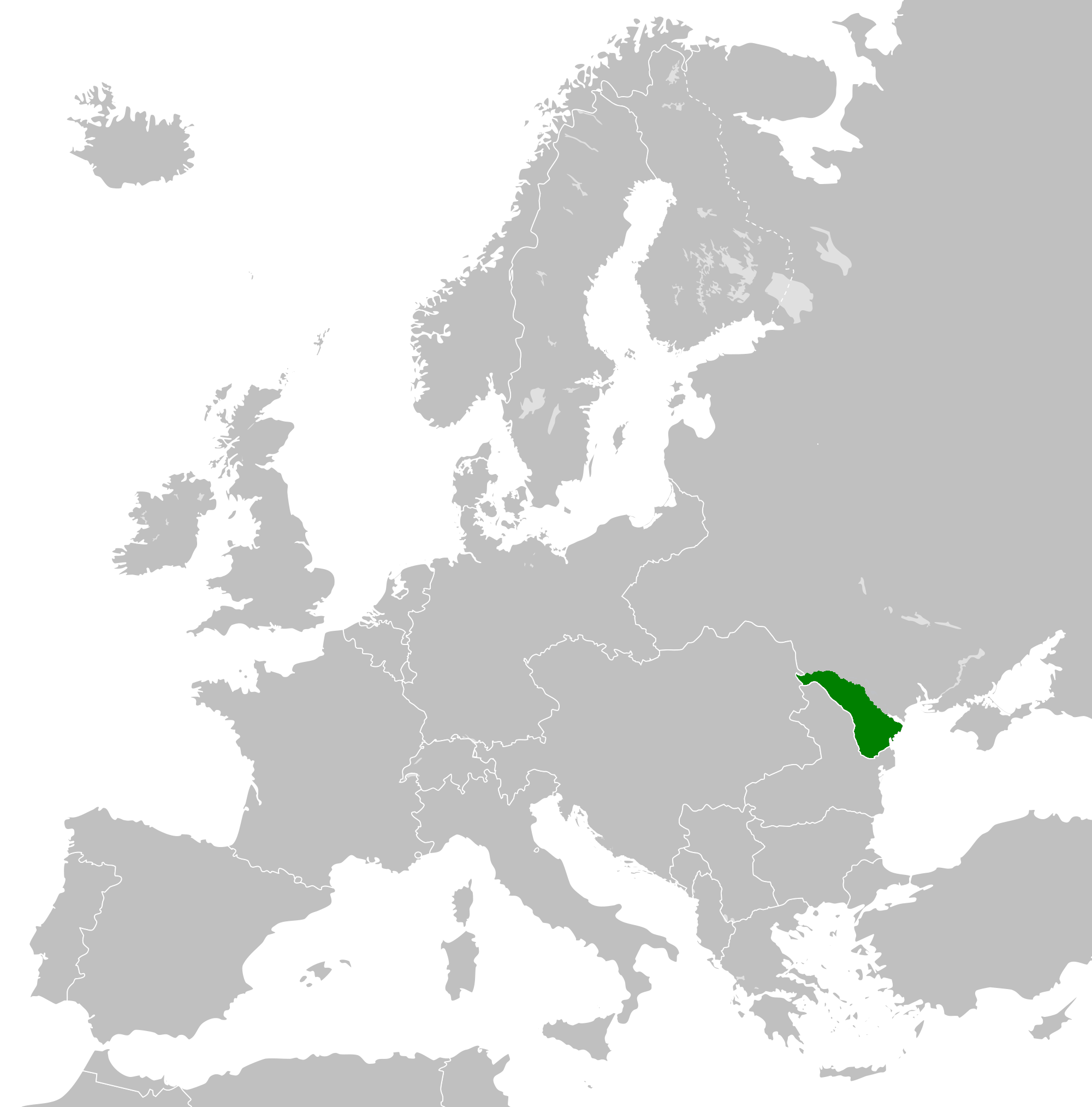
Молдавська Демократична Республіка (1918). Заявлені території

### Бессарабія (Румунія, Молдова)
Після Жовтневого перевороту помічнику головнокомандувача військами Румунського фронту генералу Щербачову, який фактично виконував обов'язки головнокомандувача, вдалося на деякий час стримати розклад військ під впливом революції та більшовицької агітації. Щербачов домігся того, що 30 жовтня (12 листопада) 1917 року фронтовий комітет ухвалив рішення про невизнання радянської влади. Французькі військові представники на Румунському фронті (у місті Ясси знаходився штаб Румунського фронту і генерала Бертло) підтримали генерала Щербачова, йому було дозволено розпочати мирні переговори з австро-німецькими військами. 26 листопада (9 грудня) у Фокшанах було укладено перемир'я між об'єднаними російсько-румунськими та німецько-австрійськими військами. Це дозволило Щербачову придушити більшовицький вплив в армії. В ніч на 5 (18) грудня він доручив військам, вірним Українській Центральній Раді, зайняти всі штаби. За цим послідувало роззброєння румунами тих частин, у яких був сильний вплив більшовиків. Залишившись без зброї і продовольства, військовослужбовці російської армії, були змушені в жорстокий мороз пішки повертатися до Росії. Румунський фронт припинив своє існування в середині грудня 1917 року.
21 листопада (4 грудня) 1917 року на Військово-молдавському з'їзді був сформований Сфатул Церій (Парламент), який 2(15) грудня 1917 року прийняв декларацію, що проголошувала утворення Молдовської Демократичної Республіки. Республіка була визнана більшовицьким урядом. 7 грудня 1917 року за згодою Сфатул Церій румунські війська перетнули Прут і зайняли кілька прикордонних сіл. 8 січня 1917 румунські війська почали наступ на північні і південні райони Молдавської Демократичної Республіки і 13 січня після незначних боїв з військами Румчорода зайняли Кишинів, а до початку лютого всю центральну і південну частину Молдови. В цей же час північ Молдови був зайнятий австро-угорськими військами.
24 січня (6 лютого) 1918 року Сфатул Церій проголосив незалежність Молдовської Демократичної Республіки.

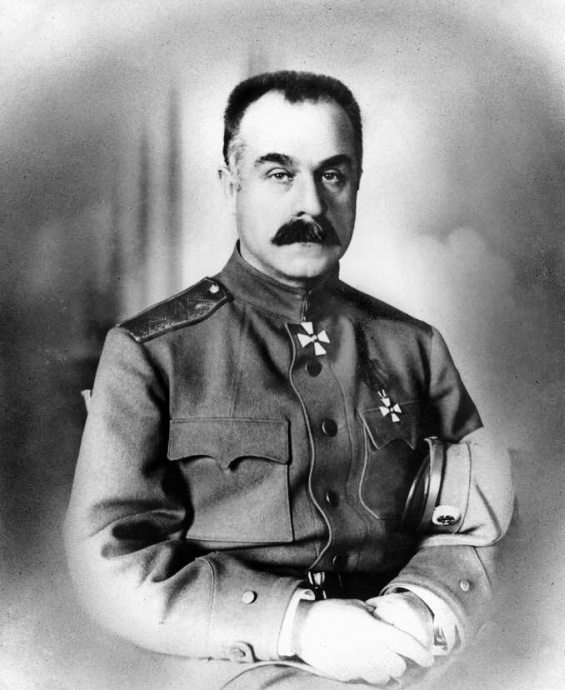
Олексі́й Каледі́н - генерал від кавалерії, керівник Донської республіки у 1917—1918 роках, отаман Війська Донського.

### Військо Донське
26 жовтня 1917 року генерал Олексій Каледін оголосив воєнний стан в Області Війська Донського, і Військовий уряд взяв на себе всю повноту державної влади. Протягом місяця радянські Ради в містах Донської області були ліквідовані. 2 грудня 1917 року козачі частини Каледіна зайняли Ростов. 25 грудня 1917 року (7 січня 1918 року) було оголошено про створення Добровольчої армії.
У січні 1918 року Раднарком Радянської Росії створює Південний революційний фронт під командуванням більшовика Антонова-Овсієнка. У міру окупації цими військами півдню, після п'ятимісячних боїв та відходу Добровольчої армії і залишків козацьких частин генерала Каледіна, активізуються прихильники радянської влади в Донській області. 10 (23) січня 1918 року відкривається З'їзд фронтового козацтва, який оголошує себе владою, проголошує А. М. Каледіна усунутим з посади отамана, обирає козацький Військово-Революційний комітет на чолі з Ф. Г. Підтєлковим і М. В. Кривошликовим, і визнає владу Раднаркому СРСР. У січні - лютому 1918 року війська Каледіна, зазнавши ряд поразок від більшовицьких частин у районі Ростова і Новочеркаська, відступили у Сальські степи і на Кубань. 29 січня (11 лютого) 1918 року Каледін склав свої повноваження і покінчив життя самогубством (застрілився).
На окупованій більшовиками частині територій Всевеликого Війська Донського 23 березня 1918 року була проголошена Донська Радянська Республіка — автономне утворення територіальне у складі Російської СФРР.

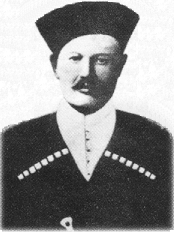
Мико́ла Рябові́л - голова Кубанської Законодавчої Ради; голова Кубанської Військової Ради.

### Кубань
1 (14) січня 1918 року губернський виконком Ставропольської губернії проголосив створення Ставропольської радянської республіки у складі РСФРР.
Кубанська Рада не визнала радянської влади. 28 січня 1918 року Кубанською Законодавчою Радою на чолі з Миколою Рябоволом, на землях колишньої Кубанської області була проголошена незалежна Кубанська народна республіка зі столицею в Катеринодарі (Нова Січ). 16 лютого 1918 року було обрано уряд Кубанської народної республіки на чолі з Лукою Бичем.

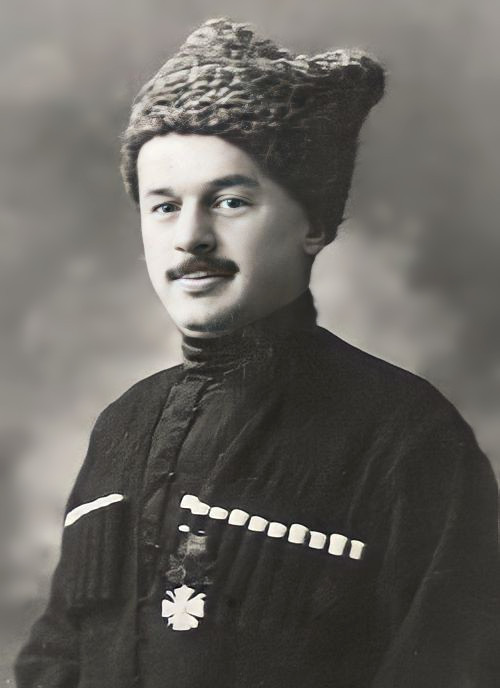
Чермоєв Абдул-Меджид Орцуйович - голова Центрального комітету Союзу об'єднаних горців Кавказу та Дагестану

### Північний Кавказ
У листопаді 1917 року на території Дагестану та гірських округів Терської області Центральний комітет Союзу об'єднаних горців Кавказу проголосив Республіку Горців Кавказу на чолі з Абдулом Чермоєвим. Горський уряд, однак, міг розраховувати на визнання лише на території Дагестану, причому навіть там його не всюди визнавали, особливо в аулах, що межували з Чечнею і сам уряд не мав постійної резиденції. Так, Гайдар Бамматов, який вважався міністром закордонних справ, постійно знаходився в Тбілісі в пошуках підтримки «зовнішньої сили» — спочатку Туреччини, а згодом — Англії. Головні міста Дагестану були під владою рад депутатів та міських самоврядувань, які отримували підтримку з радянської Астрахані та від солдатських ешелонів, що поверталися додому з розвалених Кавказького та Перського фронтів Першої світової війни.
Одночасно з цим 1 грудня 1917 року у Владикавказі, на нараді представників ЦК Союзу об'єднаних горців Кавказу, Військового уряду Терського козацтва та Союзу міст Терсько-Дагестанського краю було створено антибільшовицький Терсько-Дагестанський уряд. Фактично Горський уряд і Терсько-Дагестанський уряд існували паралельно до березня 1918 року.

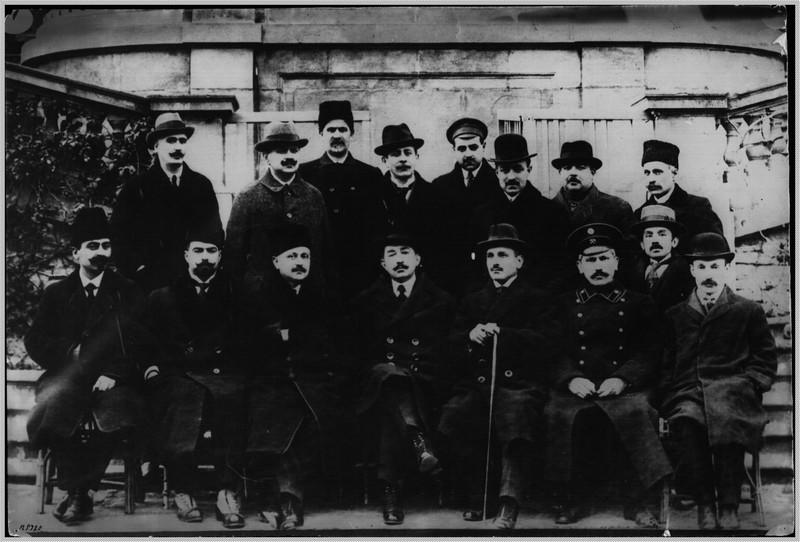
Члени Закавказького комісаріату. В центрі — Євген Гегечкорі

### Закавказзя
5 грудня 1917 року між Османською імперією та Закавказьким комісаріатом  на Кавказькому фронті було укладено так зване Ерзінджанське перемир’я. Це призвело до масового відходу російських військ з Західної Вірменії. До початку 1918 турецьким силам в Закавказзі фактично протистояли лише кілька тисяч кавказьких (в основному вірменських) добровольців під командою двохсот офіцерів.
11 (24) листопада 1917 року на нараді з питання організації місцевої влади в Закавказзі у зв'язку з Жовтневим переворотом було ухвалено рішення щодо створення «Незалежного уряду Закавказзя» (Закавказького комісаріату), який би собою замінив функції Особливого Закавказького комітету створеного Тимчасовим урядом Росії «до скликання Всеросійських установчих зборів, а в разі неможливості його скликання ... до з'їзду членів Установчих зборів від Закавказзя і Кавказького фронту».
12 (25) січня 1918 року після розгону більшовиками Всеросійських установчих зборів Закавказький комісаріат, обговоривши питання про політичне становище, ухвалив рішення про скликання власного представницького і законодавчого органу державної влади Закавказького Сейму  з делегатів від Закавказзя до Всеросійських Установчих зборів як законодавчого органу Закавказзя.

### Башкортостан

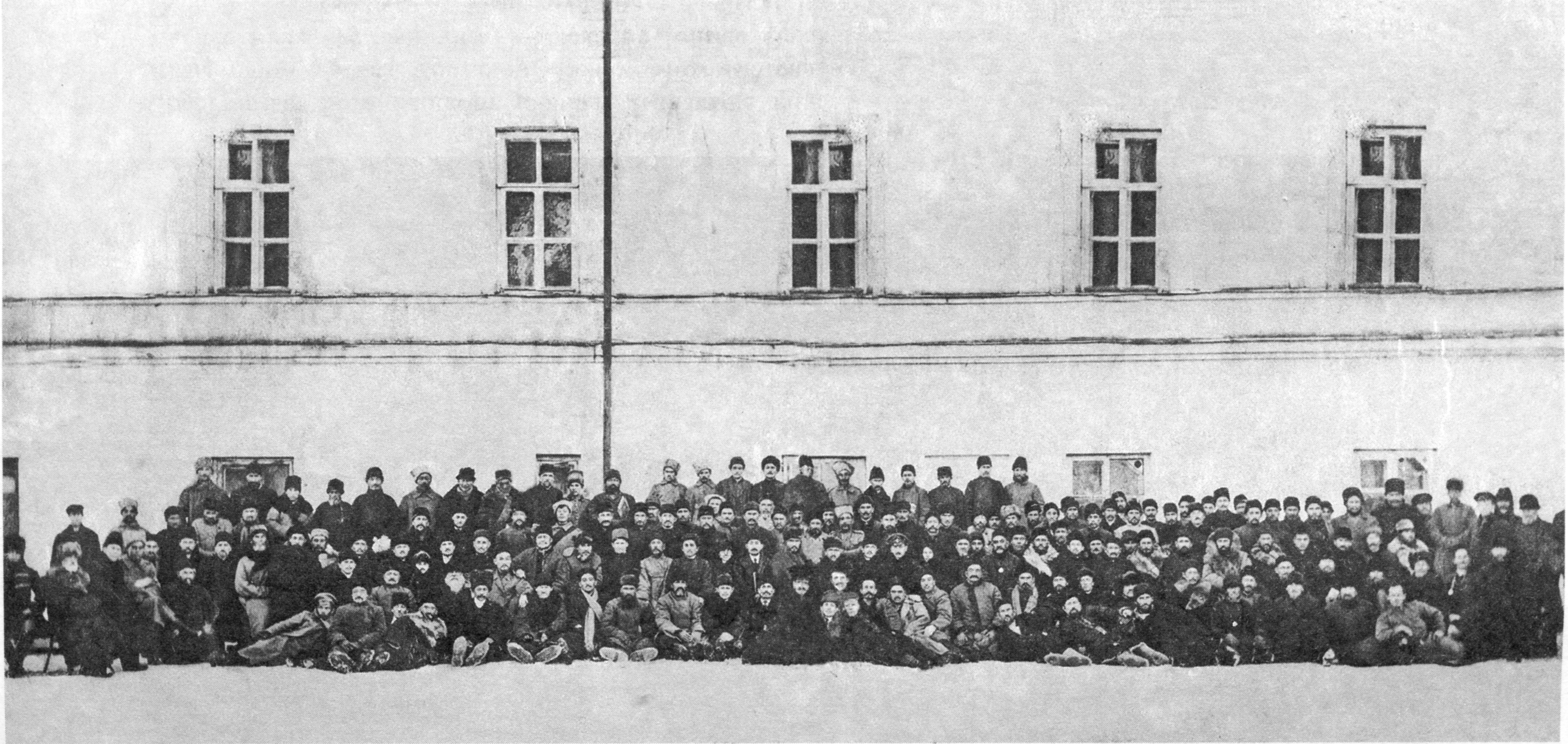
Всебашкирський курултай

Башкирське центральне шуро, що знаходилося в Оренбурзі, 11 листопада 1917 року у фармані № 1 (указі № 1) підтвердило необхідність власного національного башкирського самоврядування. А 15 листопада 1917 фарманом № 2 (указом № 2) Шуро проголосило національно-територіальну автономію Башкурдистану, його підписали голова шуро Шаріф Манатов, його заступник Ахмет-Закі Валіді, секретар Шайхзада Бабич та шість завідувачів відділами. В указі говорилося: «Башкирське крайове шуро оголошує башкирську територію Оренбурзької, Уфімської, Самарської і Пермської губерній з 15 листопада автономною частиною Російської республіки».
Указ  Шуро щодо проголошення автономії Башкурдистану було затверджено на III Всебашкирському з'їзді (курултаї), який проходив 8 грудня (21 грудня) 1917 — 20 грудня 1917 (2 січня 1918) року в Оренбурзі та називався Установчим. Установчий курултай визначив заходи здійснення автономного управління Башкурдистану, а також був установлений нижю палату парламенту Кесе-курултай (Малий курултай), що складався з представників населення краю по одному на кожні 100 тисяч осіб пропорційно.
20 грудня 1917 року Кесе-Курултаєм був створено вищий виконавчий орган влади республіки — Башкирський уряд (Уряд Башкурдистану). Відповідно до резолюції Установчого курултаю від 20 грудня 1917 року, почалося створення власного башкирського війська під керівництвом завідувача військовим відділом уряду Башкурдистану Ахмет-Закі Валіді. За ухваленими на з'їздах постановами на території республіки засновуються мирові та загальні судові органи, що діють на підставі загальнодержавних законів, для яких касаційною інстанцією був Російський урядовий сенат, а в тих випадках, коли сторонами виступали виключно башкири, застосовувалися виключно закони, видані Курултаєм.
Військо, банки, залізниці, пошта, телеграф, збір податків передавалися в управління державних установ Башкурдистану, а адміністративний поділ на губернії і повіти замінювалося кантонами - традиційний для башкортів.
На початку січня 1918 року представник Башкирського центрального шуро Шаріф Манатов прибув до Петрограда і 7 січня 1918 зустрівся з В. І. Леніним, щоб домогтися визнання автономії з боку центральних властей. Під час переговорів Ленін сказав: «Ми не визнаємо башкирський рух контрреволюційним, спрямованим проти нас... Ми вважаємо, що національні рухи народів Сходу цілком природні і дуже потрібні».

### Казахстан
5-13 грудня 1917 року на II загальноказахському з'їзді в Оренбурзі була проголошена Алашська автономія (каз. Алаш-Орда) зі столицею в Семеї (Семипалатинську) - перша незалежна казахська держава з часу анексії Казахського ханства Російською імперією в 1848 році.

### Середня Азія (Туркестан)
Політична картина в Середній Азії на момент Жовтневого перевороту відрізнялася крайньою строкатістю, усталений на той час адміністративний поділ та етнічна класифікація різко не збігалися із сучасними. Ключовим для царської Московії було розділення місцевих народів на осілих і кочових; під киргизами і туркменами зазвичай розуміли кочові племена, а під узбеками і таджиками — осілих, сучасні казахи називалися «кайсак-киргизами» («казах-киргизи», «казак-киргизи» тощо).
Станом на 1917 рік основними державними утвореннями у васальній залежності від Московії в регіоні були Бухарський емірат (окупований у 1868 році) і Хівинське ханство (окуповане у 1873 році), а також територія колишнього Кокандського ханства окуповане у 1876 році) у Ферганській області (детальніше див. Середньоазійські володіння Московитської імперії).
Збройний переворот більшовиків, що стався в Петрограді, відобразився в середньоазійському регіоні негайно. Вже 27 жовтня (10 листопада) 1917 року в Ташкенті почалося повстання, 22 листопада 1917 сформовано більшовицько-лівосерівський «Совнарком Туркестанського краю».
Паралельно з цими подіями, IV Надзвичайний крайовий загально мусульманський з'їзд у Коканді з 27 листопада 1917 року взяв курс на формування Туркестанської автономії.

## Лютий 1918 — травень 1918

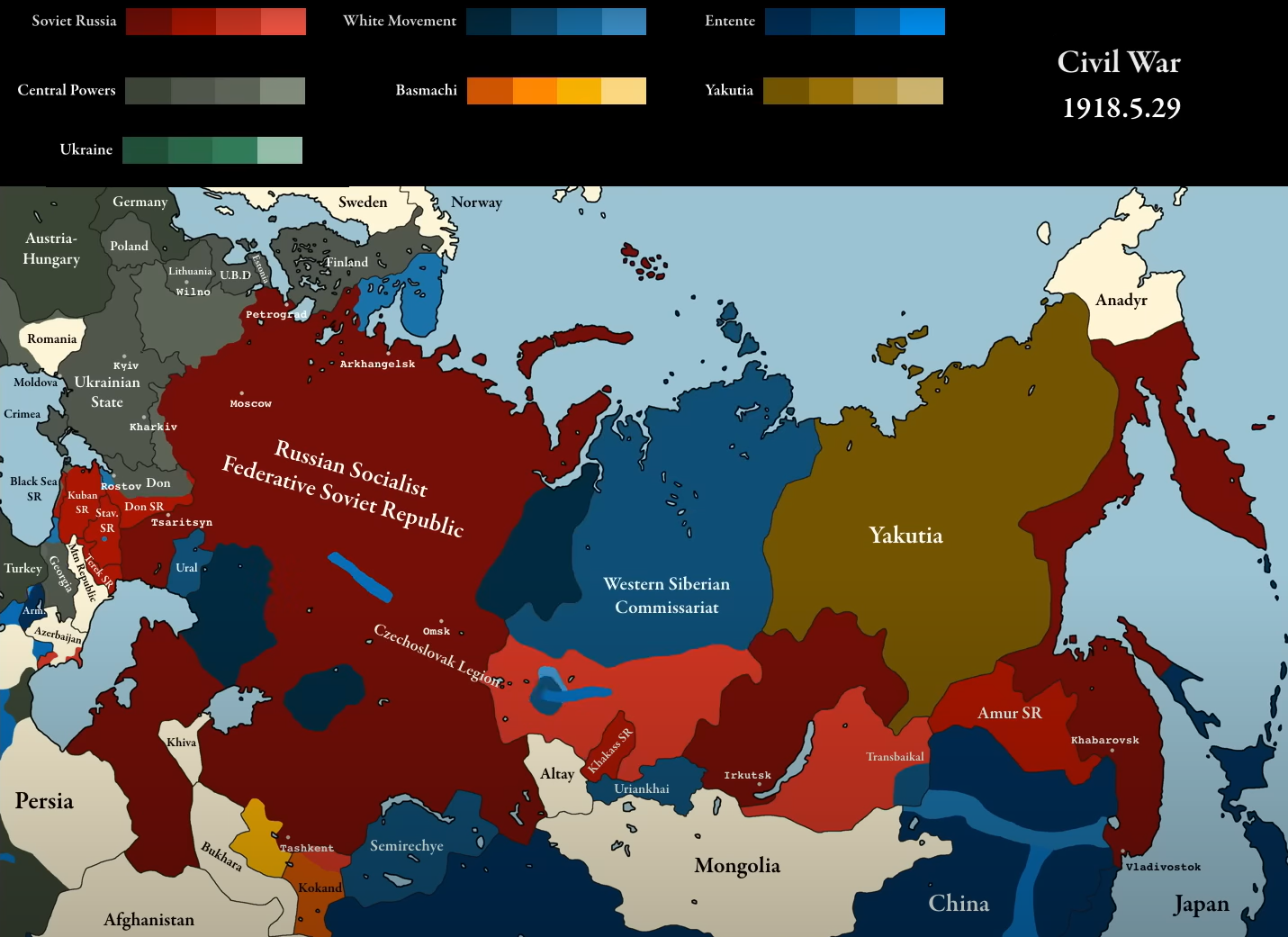
Розпад Російської Імперії (травень 1918)

### Берестейський мир
Захопивши владу в Петрограді більшовики 26 жовтня 1917 року проголошують Декрет про мир, який запропонував усім воюючим народам негайно укласти «справедливий демократичний мир без анексій і контрибуцій». 9 грудня 1917 року починаються сепаратні переговори з Німеччиною про негайний мир, з 20 грудня російську делегацію очолює нарком закордонних справ Лев Троцький.
Умови, висунуті німцями, включали відділення обширних національно-територіальних автономій та держав на заході колишньої Російської імперії, виплату репарацій Німеччині та компенсацій особам німецької національності, які постраждали в ході революційних подій. Також Німеччина вела окремі переговори з Україною, як із повністю незалежною державою.
Троцький запропонував несподівану формулу «ні миру, ні війни», що полягала в штучному затягуванні переговорів з надією на швидку революцію в самій Німеччині, що було схвалено на засіданні ЦК РСДРП (б) більшістю (9 голосів проти 7).
Однак ця стратегія провалилася. 9 лютого 1918 року німецька делегація в Бересті за наказом кайзера Вільгельма I висуває більшовикам перший ультиматум, 16 лютого 1918 повідомляє радянську сторону про відновлення воєнних дій. 21 лютого німецькою стороною висунуто другий, більш жорсткий ультиматум. Того ж дня Раднарком приймає декрет «Соціалістична вітчизна у небезпеці!», починає масовий набір до Червоної Армії, 23 лютого відбуваються перші зіткнення Червоної Армії з наступаючими німецькими частинами.
23 лютого 1918 ЦК Російської СДРП (б) під тиском Леніна приймає рішення про прийняття німецького ультиматуму і 3 березня 1918 мир підписується Берестейський мир на німецьких умовах. VII з'їзд Російської СДРП (б) (на цьому з'їзді перейменованої в Російську КП (б)), що працював 6-8 березня 1918 року, приймає резолюцію, що схвалює укладення миру (30 голосів за, 12 проти, 4 утрималися). 15 березня Берестейський мир було ратифіковано на IV З'їзді Рад.

Території, окуповані Німеччиною згідно Берестейського миру

### Весняний наступ 1918 р. та його наслідки
У лютому 1918 року, після затягування радянською стороною мирних переговорів у Бересті, німецька армія переходить у повномасштабний наступ.
Після укладення Берестейського миру німецька армія безперешкодно займає Литву, Латвію, Естонію, Білорусь, Україну, висаджується у Фінляндії, вступає на землі Війська Донського. Турецькі війська починають наступ у Закавказзі. До травня 1918 року німецько-австрійські війська ліквідовують усі радянські республіки в Прибалтиці та в Україні.

### Польща
3 березня 1918 року між Радянською Росією і Центральними державами був укладений Берестейський мир, за яким польські землі, виводилися з-під московитської окупації.
9 квітня 1918 року були проведені вибори в законодавчий орган королівства — Державну Раду (Польське Королівство 1918). 29 серпня 1918 Раднарском РСФРР анулював договори Російської імперії про розподіл Польщі, остаточно оформивши незалежність Польщі від Росії, як політично, так і юридично.

### Фінляндія і Карелія
Під час громадянської війни у Фінляндії Радянська Росія підтримує уряд Фінської СРР, а Фінляндській республіці допомогу надають Швеція і Німеччина. Однак із початком німецького наступу у лютому 1918 року Радянська Росія змушена різко скоротити свою допомогу «червоним», за умовами Берестського миру з Фінляндії виводяться російські війська, а Балтійський флот покидає Гельсінкі, зброя та боєприпаси російських військ здебільшого дістаються «білим».

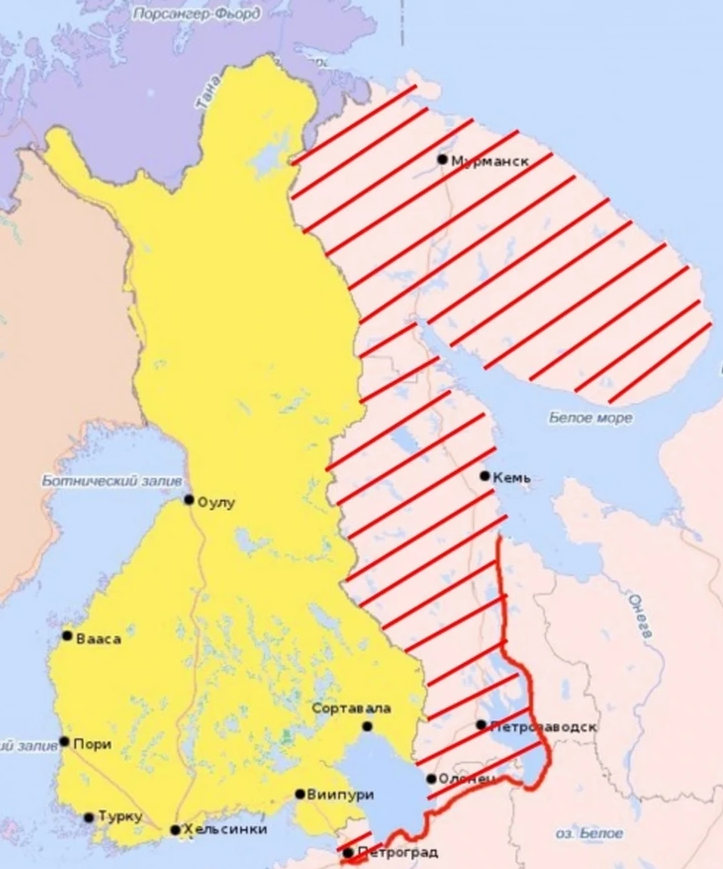
План Валленіуса

Одночасно керівництво фінських «білих» заявляє про план деокупації Фінляндії та приєднання Карелії. В ході першої радянсько-фінської війни у березні 1918 року добровольчі фінські загони заходять до Східної Карелії та займають Ухту. 15 березня 1918 фінський генерал Карл Густав Маннергейм затверджує «план Валленіуса», що передбачає звільнення частини колишньої території Російської імперії до лінії Петсамо (Печенга) — Кольський півострів — Біле море — Онезьке озеро — річка Свір — Ладозьке озеро, пропозиція щодо ліквідації Петрограда  як столиці Радянської Росії та перетворення його разом із прилеглими містами-супутниками (Царське Село, Гатчина, Петергоф, Оранієнбаум та інші) на «вільне місто-республіку», на зразок Данцига.
У березні в Ухті збирається Ухтинський комітет (карел. Uhtuan Toimikunta — Ухтуан Тоймікунта), які очолювли Туйску та Пааво Агава, що прийняв постанову про приєднання Східної Карелії до Фінляндії.
У квітні в результаті Олонецького походу  фіни з карелами звільняють частину території південної Карелії, а 15 травня 1918 спільно із місцевими карелами проголошують на зайнятій території Олонецький уряд.
Дії фінів та карелів із деокупації Карелії стримують висаджені в Мурманську на початку березня війська Антанти та кайзер Вільгельм II, який побоювався втрати влади більшовиками в результаті заняття Петрограда фінами і прагнув сприяти обміну території Виборзької губернії, залишеної за Росією, на область Петсамо (Печенги) з виходом до Баренцева моря, що було необхідно Німеччині для ведення війни на Півночі з Англією, чиї війська почали інтервенцію в Помор'ї.
У березні 1918 року Німеччина отримала право розміщувати військові бази у Фінляндії, а 3 квітня 1918 року в Ганко висадився добре озброєний німецький експедиційний корпус чисельністю від 9 до 12 тисяч осіб з завданням звільнити столицю "червоної" Фінляндії. Загальна кількість солдатів у Фінляндії під командуванням генерала Рюдігера фон дер Гольца склала 20 тисяч осіб (включаючи гарнізони на Аландських островах). 12-13 квітня 1918 німецькі війська звільнили Гельсінкі, передавши місто представникам Фінського Сенату. 21 квітня було звільнено Гювінкя, 22 квітня — Рійгімякі, 26 квітня — Гямеенлінна. Бригада з Ловійси звільнила  Лахті 19 квітня і перерізала сполучення між західним і східним угрупуванням червоних.
На початку травня 1918 року Фінська СРР припинила своє існування, а Республіка Фінляндія потрапила під протекторат кайзерівської Німеччини.

### Естонія
18 лютого 1918 року німецькі війська розпочали наступ в Естонії. 19 лютого 1918 року Земська Рада вийшла з підпілля та сформувала Комітет порятунку Естонії під головуванням Костянтина Пятса.
24 лютого Виконком Рад Естляндії та Ревельська Рада робітничих і солдатських депутатів покинули Таллінн, у якому того ж дня Комітет порятунку Естонії опублікував "Маніфест до усіх народів Естоніії", який оголосив Естонію незалежною демократичною республікою, нейтральною відносно російсько-німецького конфлікту. Того ж дня Костянтин Пятс був обраний головою Тимчасового уряду Естонії.
25 лютого 1918 року в Таллінн увійшли німецькі війська, а до 4 березня естонські землі були звільнені німецькими військами від російської влади і включені в Область Верховного командування німецькими збройними силами на Сході (Ober Ost). Німецька окупаційна адміністрація не визнала незалежності Естонії та встановила військово-окупаційний режим, при якому на ключові адміністративні посади призначалися офіцери німецької армії або остзейські німці.
Одночасно з окупацією Таллінна німцями була ліквідована Радянська республіка матросів та будівельників на острові Найссаар — матроси завантажилися на судна Балтійського флоту і відступили в Гельсінкі, а звідти — на Кронштадт.

### Латвія
У лютому 1918 року територію Латвії зайняли німецькі війська та ліквідували Радянську Республіку Ісколата
8 березня 1918 року в Мітаві (Єглаві) Курляндським ландесратом було проголошено про створення незалежного Герцогства Курляндії і Семигалії  і 15 березня 1918 Вільгельм II підписав акт про визнання герцогства самостійною державою.
12 квітня 1918 в Ризі на об'єднаному ландесраті Ліфляндії, Естляндії, м.Рига та о. Езель було оголошено про створення Балтійського герцогства, до складу якого увійшло і Курляндське герцогство, та про встановлення персональної унії Балтійського герцогства з Пруссією. Передбачалося, що формальним головою герцогства стане Адольф Фрідріх Мекленбурзький, однак, подібно до інших німецьких квазідержавних утворень, Прибалтика мала стати частиною федеративної Німецької імперії.

### Литва
16 лютого 1918 року Литовська Таріба (Парламент) прийняла «Акт незалежності Литви», який, на відміну від «грудневої декларації», затверджував свободу Литви від будь-яких союзницьких зобов’язань перед Німеччиною та вирішення долі держави представницьким Установчим сеймом. Натомість 21 лютого 1918 канцлер Німеччини повідомив Тарібу, що німецька держава не може визнати незалежність Литви на інших засадах, ніж ті, що зафіксовані в грудневій декларації. 28 лютого президіум Тариби заявив, що погоджується на визнання незалежності відповідно до принципів декларації від 24 грудня 1917 року. Незалежність Литви була визнана 23 березня 1918 року імператором Вільгельмом II.

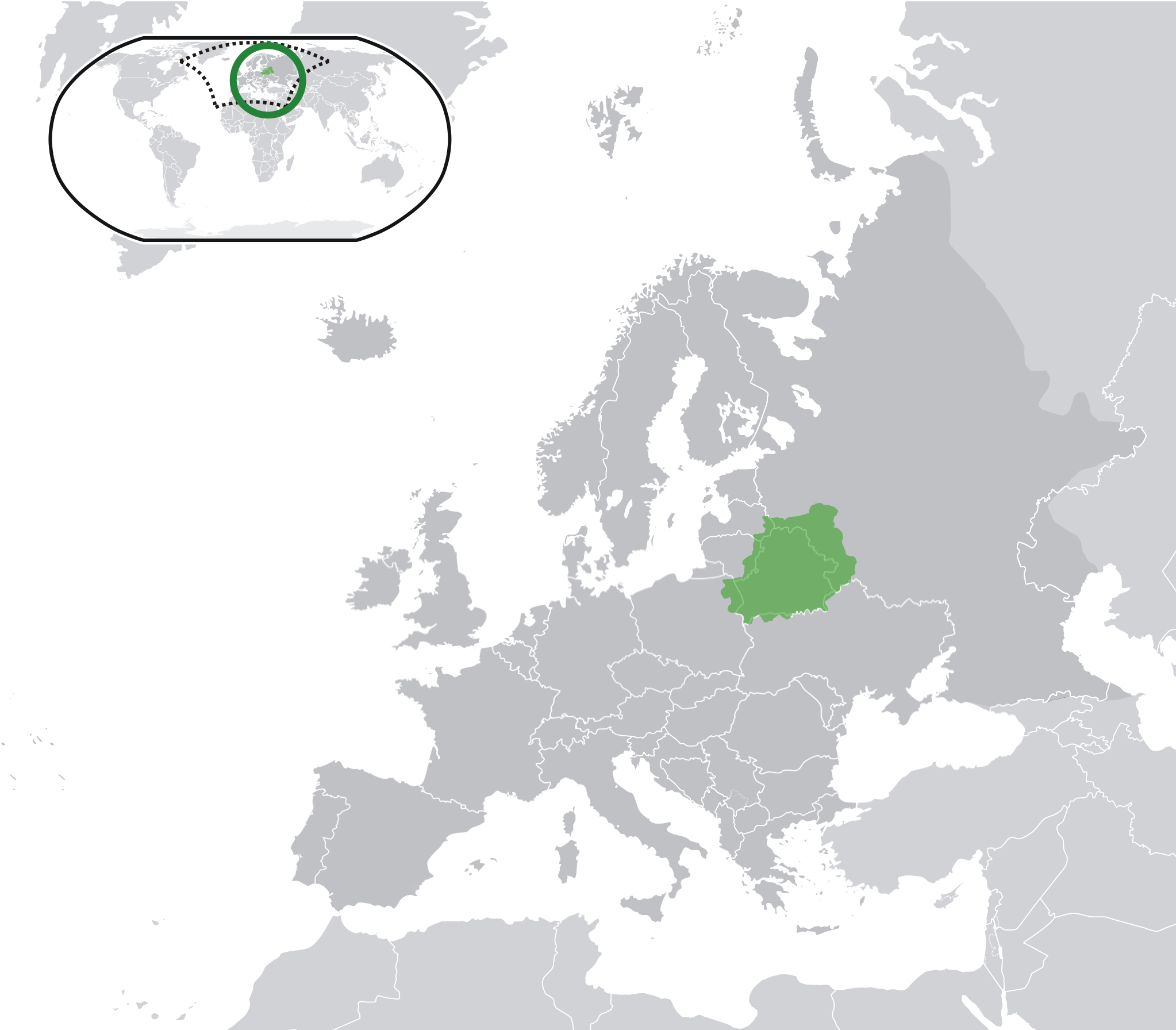
Білоруська Народна Республіка (1918)

### Білорусь
У березні 1918 року РРФСР вивела з Білорусі радянські війська, залишивши Мінськ на окупацію німецькою армією, яка швидко просувалася до столиці. Вкрай складна ситуація панувала і серед самого білоруського національного руху: між прихильниками незалежності та прихильниками єдності з Росією тривали гострі суперечки.
В таких умовах політик та громадський діяч Антон Луцкевич запропонував провести пленарне засідання Ради БНР. За його наполяганням о 8-й годині вечора 24 березня відкрилось засідання, де з доповіддю про політичне становище країни виступив Аркадій Смолич. Проти незалежності виступали представники національних меншин, введені до складу тимчасового парламенту. Представники БСГ, які становили більшість законодавчого органу, виступили за негайне проголошення повної самостійності. Вранці 25 березня 1918 року представники кількох національних рухів в умовах німецької окупації після тривалих суперечок прийняли  Третю Статутну грамоту, в якій оголосили про створення незалежної та суверенної Білоруської Народної Республіки у складі Могильовської губернії та частин Мінської, Гродненської (включаючи Білосток), Віленської, Вітебської, Смоленської губерній. Статутна грамота проголошувала повну незалежність БНР, скасовувався Берестейський мир.
Єдиною державною мовою була проголошена білоруська, а столицею — Мінськ.
Грамота підтверджувала права та свободи громадян і народів Білорусі, проголошені Другою Статутною грамотою.

### Україна

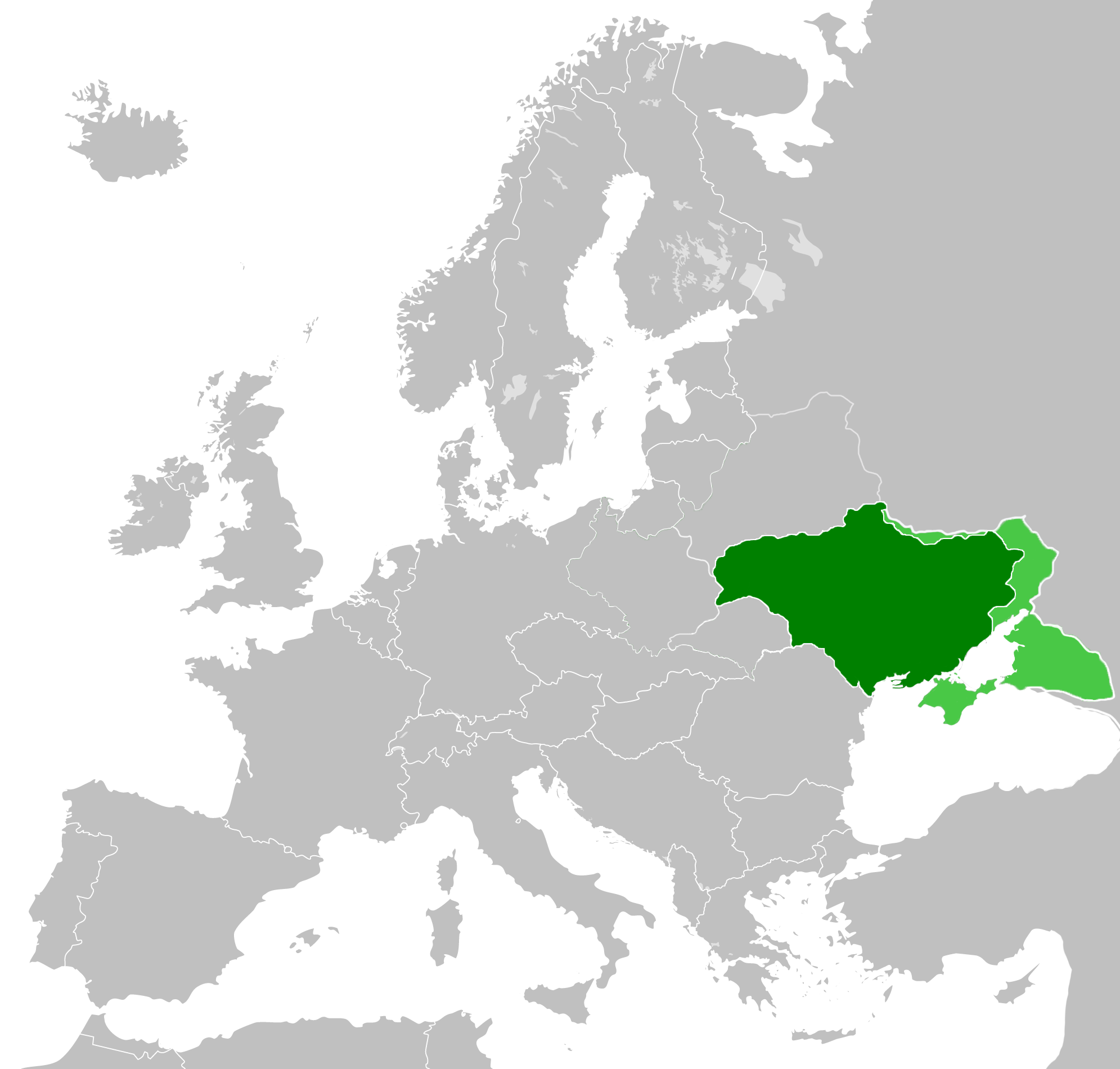
Украї́нська Держа́ва (Другий Гетьманат) 1918

Згідно Берестейського миру Центральних держав із УНР на початку лютого 1918 року німецько-австрійські війська були введені на територію України.
У Києві 1 березня 1918 було відновлено владу Української Центральної Ради.
12 лютого 1918 у Харкові разом з маріонетковою радянською Українською Народною Республікою Рад  було проголошено маріонеткову Донецько-Криворізьку Радянську Республіку. З 7 по 10 березня 1918 року у Сімферополі на Установчому з'їзді Рад, Ревкомів і земельних комітетів Таврійської губернії був обраний Таврійський Центральний Виконком, який оголосив про створення квазідержавної Радянської Соціалістичної Республіки Тавриди.
19 березня 1918 року в Катеринославі (Дніпро) усі радянські квазідержавні утворення на території України, контрольовані Російською РФСР (Донецько-Криворізька РР, Українська НРР, Одеська РР, РСР Тавриди) оголосили об'єднання в єдину Українську Народну Республіку Рад у складі Російської РФСР. Однак до кінця квітня 1918 року усі ці території були деокуповані об'єднаними німецько-українськими військами, а більшовицькі кваздержавні утворення були ліквідовані.
Також 29 квітня 1918 року німецькими військами була розпущена Українська Центральна Рада, Українська Народна Республіка була скасована із створенням Української Держави під керівництвом гетьмана Павла Скоропадського. Уряд УНР був змушений виїхати в Кам'янець-Подільський.

### Крим
Внаслідок перевороту та військових дій більшовики знищили Кримську Народної Республіку, оголосили про розпуск Курултаю, Ради народних представників та влаштували на півострові червоний більшовицький масовий терор. У Ялті, Феодосії, Євпаторії розгорнулося переслідування кримотатарської місцевої інтелігенції,  радянські солдати ґвалтували кримськотатарських жінок. Голову уряду Номана Челебіджіху було заарештовано і розстріляно без суду у лютому 1918 р. в Севастополі. Інший лідер кримських татар Джафар Сейдамет встиг виїхати через Україну та Кавказ до Османської імперії. Значна кількість військових Кримської Народної Республіки пішла в гори.
Під загрозою наступу Центральних держав та УНР, 19 і 21 березня 1918 двічі (перший раз — в межах губернії, другий — тільки Криму) більшовиками було проголошено Соціалістичну Радянську Республіку Тавриди.
Внаслідок успішної Кримської операції у квітні 1918 року Армія Української Народної Республіки на чолі з полковником Петром Болбочаном форсувала Сиваш, звільнила від більшовиків Джанкой і дісталася Сімферополя, перемоги було досягнуто з мінімальними втратами. Однак далі, через політичний конфлікт між керівництвом УНР і союзниками Німецької імперії, війська УНР були змушені полишити Крим.

### Бессарабія (Румунія, Молдова)
В лютому 1918 року румунські війська встановили контроль над територією Бессарабії і спробували перетнути річку Дністер, але були зупинені радянськими військами біля Резина — Шолданешти. На початку березня був підписаний радянсько-румунський протокол про ліквідацію конфлікту. На засіданні 24 січня 1918 Сфатул Церій (парламент) проголосив незалежність Молдовії від Росії, а 27 березня 1918 проголосував за приєднання Молдовської Демократичної Республіки до Румунського королівства
Відновивши незалежність Румунське королівство підписало сепаратний Бухарестський мирний договір між Румунським королівством та Центральними державами. 7 травня 1918 року. Згідно з цим договором, Румунія втратила Добруджу, але досягла визнання Центральними державами своїх прав на Бессарабію.

### Дон та Кубань
У березні 1918 року під тиском військових дій більшовицької Червоної армії Кубанська Рада була змушена з боями покинути Катеринодар і 13 квітня 1918 більшовиками була проголошено Кубанську Радянську Республіку в складі Радянської Росії.
22 лютого 1918 року добровольці вийшли в Перший Кубанський похід із Ростова-на-Дону до Катеринодару. 13 квітня 1918 року під час штурму Катеринодара загинув генерал Корнілов, новим командувачем став генерал Денікін, а Добровольча армія повернулась на Дон.
13 березня 1918 року у Новоросійську була проголошена меншовицька квазідержавна Чорноморська Радянська Республіка в складі РСФСР.
Наступ німецько-українських військ звільнення ними Ростова і Таганрога, призвело до падіння квазідержавної Донської радянської республіки (23 березня — 4 травня 1918) і проголошення отаманом Петром Красновим 10 травня 1918 незалежної Донської Республіки. Вже 28 квітня 1918 до Києва прибув представник донського отамана П. Краснова генерал А. Черячукін, виконувач обов'язків посла Всевеликого війська Донського в Українській Державі — уряд Дону виявив зацікавленість у тісних політичних та економічних зв'язках з Україною. У той же час відносини між козаками і Добровольчою армією залишалися складними; козаки, хоча і мали сильні антибільшовицькі настрої, не виявляли особливого бажання воювати за межами своїх традиційних земель.
30 травня 1918 прорадянські Кубанська Радянська Республіка і Чорноморська Радянська республіка об'єдналися у Кубано-Чорноморська Радянська Республіка в складі РРФСР.

### Північний Кавказ
3 березня 1918 року в П'ятигорську на 2-му з'їзді народів Терека була проголошена Терська Радянська Республіка в складі РСФСР. 5 березня 1918 більшовики силою виганяють з Владикавказу Терсько-Дагестанський уряд  і уряд Республіки Горців Кавказу, які змушені втекти до Тбілісі. Уряд терської радянської республіки переїжджає до Владикавказу.

### Закавказзя (Туреччина, Грузія, Вірменія, Азербайджан)
10 (23) лютого 1918 року відбулася перша сесія Закавказького сейму.
На початку лютого турецькі війська, скориставшись розпадом Кавказького фронту розпочали широкомасштабний наступ під приводом необхідності захисту мусульманського населення Східної Туреччини.
Протягом лютого турецькі війська продовжували просуватись вперед і до початку березня зайняли Трапезунд і Ерзурум. У таких умовах Закавказьким сеймом було ухвалене рішення про початок мирних переговорів з турками.
Мирні переговори, які проходили з 1 (14) березня по 1 (14) квітня у Трапезунді, завершились невдачею. Згідно зі статтею IV Берестейського миру (з Радянською Росією) та російсько-турецьким додатковим договором, Туреччині передавались території Західної Вірменії, а також області Батума, Карсу і Ардагану. Туреччина вимагала від делегації Закавказького сейму визнати умови Берестейського миру (з Радянською Росією). Сейм перервав переговори і відкликав делегацію з Трапезунда, офіційно оголосивши про вступ у війну з Туреччиною. При цьому представники азербайджанської фракції у сеймі відкрито заявили, що в створенні загального союзу закавказьких народів проти Туреччини вони не братимуть участі, враховуючи їх "особливі релігійні зв'язки з Туреччиною".
Також у цей час внаслідок  міжетнічних сутичок в Баку в березні 1918 до влади приходять більшовики, які оголошують в місті Бакинську комуну.
У квітні османська армія розпочала наступ і зайняла Батумі, але була зупинена під Карсом. 22 квітня 1918 Туреччина і Закавказький сейм домовились про перемир'я та відновлення мирних переговорів. Також 22 квітня 1918 року сейм прийняв декларацію про незалежність і створення Закавказької Демократичної Федеративної Республіки. 11 травня 1918 переговори відновилися у місті Батумі, під час переговорів турецька сторона вимагала ще більших уступок від Закавказзя. У такій ситуації грузинська сторона розпочала секретні двосторонні переговори з Німеччиною щодо переходу Грузії до сфери німецьких інтересів. Німеччина погодилась на грузинські пропозиції, оскільки вже у квітні 1918 року підписала з Туреччиною секретну угоду про поділ сфер впливу в Закавказзі, згідно з якою Грузія вже знаходилась у сфері впливу Німеччини і між сторонами був укладений Потійський договір . 25 травня 1918 року німецькі війська висадились в Грузії, 26 травня 1918 була оголошена незалежна Грузинська Демократична Республіка, у той же день Закавказький сейм оголосив про саморозпуск. А 28 травня свою незалежність оголосили Республіка Вірменія і Азербайджанська Демократична Республіка.
Також у цей час після переговорів з турецьким урядом у захопленому турками Батумі, 11 травня члени першого складу Горського уряду оголосили про відновлення Республіки Горців Кавказу

### Середня Азія (Туркестан, Бухара, Хива)
Після Жовтневого перевороту 1917 року у Ташкенті була встановлена влада більшовиків та лівих есерів. Для ліквідації Туркестанської автономії з Москви до Ташкента прибули 11 ешелонів з військами та артилерією під командуванням Костянтина Осипова. До складу радянських військ входили також озброєні вірменські загони дашнаків. Таким чином, Туркестанська автономія була ліквідована більшовиками і дашнаками  через 3 місяці після створення у лютому 1918  і до кінця квітня 1918 року була сформована Туркестанська Автономна Радянська Соціалістична Республіка. При встановленні радянської влади в Середньоазіатському регіоні, більшовики опиралися на військові дії та на місцевих робітників російської національності.
У той же час відносини з Бухарським еміратом та Хивинським ханством залишалися нерозв'язаними, існуючі до 1917 року васальні стосунки цих держав з Російською імперією були припинені на офіційному рівні після Жовтневого перевороту. У березні 1918 року більшовики та ліві есери здійснили першу невдалу спробу окупації та радянізації Бухарського емірату (див. Колесовський похід).

## Травень 1918 — жовтень 1918. Інтервенція військ Антанти. Повстання Чехословацького корпусу

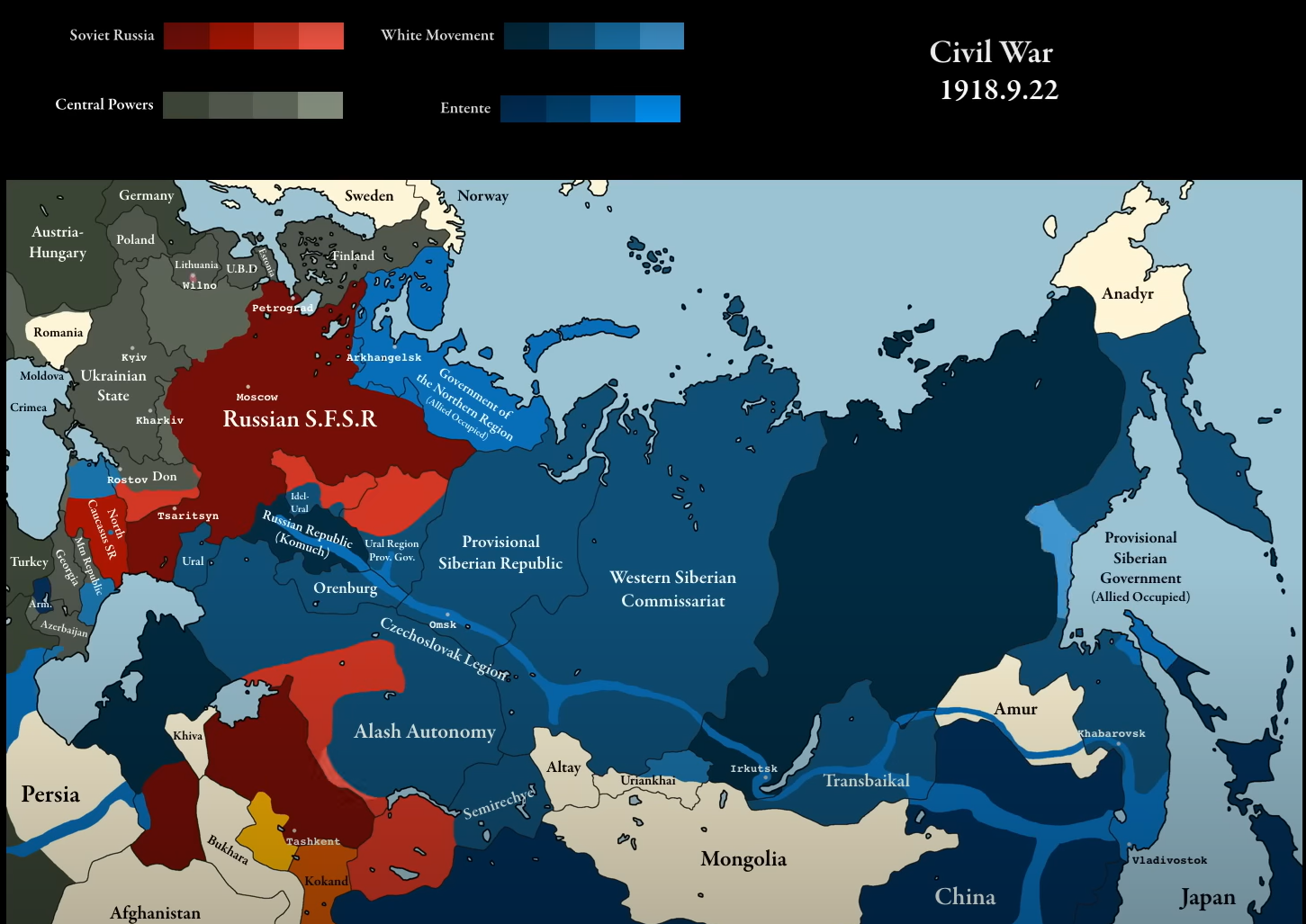
Розпад Російської Імперії (вересень 1918)

Укладення сепаратного Берестейського миру між Центральними Державами та Радянською Росією загострило відносини Росії з колишніми союзниками по Антанті, які не визнали законність цього договору. Відповідно Антанта прагнула забезпечити контроль над усіма стратегічними портами колишньої Російської імперії (Мурманськ, Архангельськ, Владивосток і Одеса). У лютому-березні 1918 року нарком закордонних справ Лев Троцький отримує повідомлення про ймовірний напад германо-фінських сил на Мурманськ та стратегічну залізницю Мурманськ-Петроград, побудовану з величезними зусиллями роком раніше. Троцький безуспішно намагався маневрувати між передбачуваною германо-фінською та англо-французькою інтервенцією в Мурманську, що закінчилося провалом: до червня Мурманськ остаточно вийшов з-під контролю Раднаркому. Голова Мурманської крайової ради Юр'єв А. М. відмовився виконувати накази про організацію відсічі англійському десанту, заявивши, що «військова сила безсумнівно на їхньому боці» і 1 липня 1918 року Раднарком оголосив Юр'єва «ворогом народу». 2 липня 1918 року Троцький, вже як нарком військмору, опублікував наказ, зокрема, зазначаючи: «Будь-яка допомога, пряма чи непряма, чужоземному загону, що вторгся на територію Радянської Республіки, буде розглядатися як державна зрада і каратися за законами воєнного часу» (див. Діяльність Троцького (1917-1918) на посаді наркомзакордонсправ).
Окрім висадки у Мурманську британських військ, 5 квітня 1918 у Владивостоці висадився десант Великої Британії та Японії для охорони військових вантажів, доставлених союзниками для царського та Тимчасового урядів Росії, та безпеки японських громадян. Проте через два тижні війська повернулися на кораблі.

### Повстання Чехословацького корпусу, Комуч, Сибірська Республіка
Сформований у 1917 році переважно із чехів та словаків (як військовополонених Австро-Угорщини, так і підданих Російської імперії) Чехословацький корпус, що прямував після підписання сепаратного Берестейського миру з Росією до Франції через Далекий Схід і розтягнувся від Пензи до Владивостока, у травні 1918 року піднімає повстання та захоплює низку міст вздовж залізниці зокрема Петропавловськ, Курган, Омськ, Новоніколаєвськ, Томськ, Пензу, Кузнецьк, Єкатеринбург, Іркутськ, Читу, Владивосток. У пошуках будь-якої політичної сили, на яку можна було б спиратися, чехи і словаки звертаються до есерів. 8 червня 1918 року в Самарі проголошується влада Комітету членів Установчих зборів (КОМУЧ). Одночасно з цим в Омську до влади приходить більш консервативний Тимчасовий Сибірський уряд (Вологодського). 4 липня 1918 року Рада міністрів Сибірського уряду оголошує Декларацію про державну самостійність Сибіру та проголошувала Сибірську республіку на вільній від більшовиків території Сибіру з гіпотетичною можливістю возз'єднання Сибірської республіки з Європейською Росією на федеративних засадах.
У липні 1918 в центральній частині пост-російсько-імперсього простору відбувається серія повстань, організованих різними політичними силами. Борис Савінков організував повстання в Ярославлі, Муромі та Рибінську. 6-7 липня 1918 року повстання лівих есерів у Москві майже призвів до падіння більшовицького уряду. Після нього 10—11 липня 1918 відбулося повстання командувача Східним фронтом Червоної армії лівого есера Муравйова, в Симбірську, де його сили у складі двох полків захопили стратегічні пункти міста та заарештували керівних більшовиків, але на переговорах він був убитий. Скориставшись ситуацією, сформована Комучем Народна армія до серпня 1918 бере під контроль середнє Поволжя та південний Урал. Однак вже у вересні 1918 року її становище різко ускладнюється у зв'язку з контрнаступом більшовиків.
23 вересня 1918 року на Державній нараді в Уфі в результаті форуму антибільшовицьких урядів, політичних партій, козацьких військ і місцевих самоврядувань (23 делегації близько 200 осіб)  утворюється Тимчасовий Всеросійський Уряд (неофіційні назви — Директорія, Уфімська Директорія, Омська Директорія) з 5 осіб. 9 жовтня 1918 основні її члени на чолі з Миколою Авксєнтьєвим для формування ради міністрів прибули до Омська.

### Розширення інтервенції Антанти
У лютому 1918 року контрольований на той момент більшовиками Мурманськ опинився під загрозою германо-фінського наступу на стратегічну Мурманську залізницю. Стан Мурманська викликав сильну стурбованість держав Антанти, які наприкінці лютого запропонували голові Мурманської крайової ради Юр'єву А. М. свою допомогу в обороні міста від військ Центральних держав. Нарком закордонних справ Лев Троцький, маневруючи між можливою германо-фінською та британо-французькою інтервенціями в Мурманську, санкціонував прийняття військової допомоги Антанти. Однак загалом ці маневри провалилися, що вилилося у широкомасштабну інтервенцію в Мурманську, а потім в Архангельську. До червня 1918 року Раднарком втратив контроль над Мурманськом, оголосивши Юр'єва А. М. 1 липня 1918  ворогом народу. 2 липня  1918 року Троцький видав наказ, зокрема, зазначаючи: «Будь-яка допомога, пряма чи непряма, чужоземному загону, що вторгся на територію Радянської Республіки, буде розглядатися як державна зрада і каратися за законами воєнного часу».
6 липня 1918 року Антанта оголосила Владивосток «міжнародною зоною», відбулася висадка значних сил японських та американських військових контингентів. 2 серпня 1918 року британський експедиційний корпус висадився в Архангельську. Радянська влада на півночі була ліквідована, утворене Верховне управління Північної області приступило до формування власної Північної армії.
Таким чином, Антанта отримала контроль над усіма стратегічними морськими портами колишньої Російської імперії, не заблокованими Центральними державами — Мурманськом, Архангельськом і Владивостоком.

### Держави з підтримкою Німеччини
У травні - листопаді 1918 року під протекторатом Німецької імперії знаходилися такі держави:
- Королівство Польське (1916—1918).
- у жовтні 1918 проголошено Королівство Фінляндія, проте обраний королем принц гессенський Фрідріх Карл так і не прибув до Фінляндії, країною правив від його імені, як регент, голова Сенату (прем'єр-міністр) Пер Свінгувуд.
- у квітні 1918 року проголошено Балтійське герцогство зі столицею в Ризі, яке 22 вересня 1918 року було визнано незалежною державою імператором Німеччини Вільгельмом II. Передбачуваний герцог так і не був обраний, від його імені герцогством мала правити Регентська рада.
- у липні 1918 року проголошено Литовська Королівство. Литовським королем мав стати німецький принц Вільгельм Урах, який так і не прибув до країни.
- Українська Держава. Очолювалась гетьманом Павлом Скоропадським.
- Донська Козацька Республіка. Очолювалась отаманом Красновим Петром

Під контролем союзника Німеччини, Османської імперії фактично знаходилася: Азербайджанська Демократична Республіка.

### Закавказзя
З травня по жовтень 1918 року Грузія була окупована німецькими військами, а Вірменія згідно Батумської угоди перебувала під протекторатом Османської імперії.
В Азербайджані в цей час діяли дві сили: захід країни контролювали сили Азербайджанської Демократичної Республіки зі столицею в Гянджаі, а Баку і узбережжя Каспію контролювали війська Бакинської комуни, підтримані загоном Г. Петрова, надісланим із Астрахані. У березні 1918 року військами Бакинської комуни і загонами вірменської партії «Дашнакцутюн» була організоване організоване знищення мусульманського населення в Баку (1918). 4 червня 1918 року було укладено договір про мир і дружбу між Азербайджанської Демократичною Республікою та Туреччиною, згідно з яким Туреччина зобов'язувалася «надавати допомогу збройною силою уряду Азербайджанської Республіки, якщо така буде потрібна для забезпечення порядку і безпеки в країні» і наступного дня турецько-азербайджанська армія почала наступ на Баку. Внаслідок успішних дій турецько-азербайджанських військ 31 липня 1918 Бакинська комуна склала з себе повноваження і передала владу в східному Азербайджані Диктатурі Центрокаспію, яка негайно запросила допомоги в обороні міста у англійців. 17 серпня 1918 року англійські війська під командуванням генерала Денстервілля висадилися в Баку. Незважаючи на допомогу Антанти, Диктатурі Центрокаспію не вдалося організувати оборону міста, і 15 вересня 1918 турецько-азербайджанські війська увійшли в Баку, де влаштували організоване знищення вірменського населення у Баку. Диктатура Центрокаспія була ліквідована, група керівників Бакинської комуни (так звані 26 бакинських комісарів) в останній момент втекла з Баку до Красноводська, де були заарештовані «Диктатурою Закаспію» і розстріляні.
Однак турецькі війська продовжили рух на схід на початку жовтня 1918 року зайшли на територію Дагестану. В жовтні 1918 року турецькі війська зайняли Дербент і Темір-Хан-Шуру, влада в яких була передана уряду протурецької Республіки Горців Кавказу, яка була відновлена у травні 1918 року в Батумі.

### Козацькі області (Дон, Кубань) та Північний Кавказ
В червні 1918 року підтримувана Центральними державами Донська армія Донської Республіки розпочала звільнення територій від більшовиків. Також тоді ж, з її підтримкою, почалася друга кубанська кампанія Добровольчої армії. В цих умовах 6 липня 1918 року більшовики об'єднали радянські квазідержави на Північному Кавказі (Кубано-Чорноморську Радянську Республіка, Ставропольську Радянську Республіку, Терську Радянську Республіку) у єдину Північно-Кавказьку Радянську Республіку зі столицею в Катеринодарі. Незважаючи на зусилля більшовиків, до осені 1918 року Добровольча армія зайняла більшість козачих областей на Північному Кавказі. Під контролем 11-ї армії РККА та Північно-Кавказької Радянської Республіки залишились лише Ставрополь і Армавір.

### Середня Азія (Туркестан)
В липні-серпні 1918 року за підтримки британських сил (див. Англійська інтервенція в Центральній Азії) в Ашгабаті було створено есерсько-білогвардійський Закаспійський тимчасовий уряд. Це суттєво ускладнило положення Туркестанської Автономної Радянської Соціалістичної Республіки,  яка була відрізана від основної території РСФСР.

## Листопад 1918 - більшовики у кільці фронтів
Ситуація, в якій опинився  більшовицький московський уряд (Раднарком) у середині 1918 р., радянська історіографія характеризує як «Радянська республіка в кільці фронтів». Фактично під контролем більшовиків залишаються лише частина центральних губернії європейської частини пост-імперського простору Царської Росії.

Територія, яка де-факто перебувала під частковим контролем Раднаркому (листопад 1918)

## 1918 рік - Капітуляція Німеччини та її наслідки
9-11 листопада 1918 року в Німеччині відбулася Листопадова революція, викликана крайньою напругою сил Німеччини у війні. Німецька імперія підписала Комп'єнське перемир'я 1918 із представниками Франції, Великобританії, яке фактично означало Капітуляцію Німеччини у Першій світовій війні перед Союзниками. За умовами перемир'я Німеччина повинна була також денонсувати Берестейський мир з урядом московських більшовиків і Бухарестський мирний договір (1918) із Румунським королівством. Німецькі війська повинні були залишатися на своїх місцях дислокування до прибуття військ Антанти.

### Польща
7 листопада 1918 року в Любліні було створено Тимчасовий народний уряд на чолі з Ігнацієм Дашинським, який у маніфесті до польського народу він проголосив створення Польської Республіки. В день капітуляції Німеччини, 11 листопада 1918 року, польські загони роззброїли німецький гарнізон у Варшаві, і повернувшись із німецького полону, Юзеф Пілсудський прийняв владу з рук Регентської ради Королівства Польського.

### Україна
Практично одночасно, 13 листопада 1918 року у Львові була проголошена Західно-Українська Народна Республіка і створено її уряд — Державний секретаріат ЗУНР на чолі з Костем Левицьким. Польський уряд не визнав нової держави, та розпочав польсько-українську війну, Польщу в ній підтримували країни Антанти, насамперед Французька республіка. 21 листопада 1918 року польські війська окупували Львів, і керівництво ЗУНР було змушене переїхати до Тернополя. 11 листопада 1918 Румунія окупувала Буковину.  22 січня 1919 року відбулася злука: ЗУНР об'єдналася з Українською Народною Республікою
Також 13 листопада 1918 року була відновлена Директорія Української Народної Республіки, а 14 грудня 1918 року до Києва увійшли війська Директорії на чолі з Симоном Петлюрою та Володимиром Винниченком, які відновили Українську Народну Республіку.

### Крим
З відходом німецьких військ у 1919 Крим опиняється під окупацією більшовицькою Українською Червоною армією, а у 1920 — під владою Армії Денікіна.

### Білорусь
У грудні 1918 року розпочався вивід німецьких військ та наступ московських більшовиків, керівництво БНР було змушене переміститися із Мінська до Гродно.

### Фінляндія
12 грудня 1918 року принц Фрідріх Карл Гессен-Кассельський зрікся престолу, а 16 грудня 1918 німецькі війська покинули країну. 17 липня 1919 року була проголошена Фінляндська Республіка.

### Балтика
Після Листопадової революції 1918 почався вивід німецьких військ з Балтійських республік.

### Балтійське герцогство(Латвія, Естонія)
18 листопада 1918 року Народна рада на чолі з Карлісом Улманісом та  Янісом Чаксте проголосила незалежність Латвійської Республіки.
19 листопада 1918 німецьке командування в Естонії передало всю владу Тимчасовій раді Естонської Республіки.

### Литва
2 листопада 1918 запрошення зайняти литовський престол принцу Вільгельму Ураху було відкликано. Влада Литви вирішила заснувати республіканське правління і було проголошено Литовську Республіку.

### Закавказзя
30 жовтня представниками Антанти і Туреччини було підписано так зване Мудросське перемир'я, яке, зокрема, передбачало евакуацію турецьких військ із Закавказзя і надання державам Антанти права окупувати Баку та Батумі.
Виводячи війська, турки запропонували уряду Вірменії зайняти звільнені ними Ахалкалакського та Борчалинського повіти колишньої Тбіліської губернії з мішаним вірменсько-грузинським населенням, а німці запропонували це уряду Грузії.  Це призвело до Вірмено-грузинської війни у грудні 1918 року, яка завершилася підписанням 31 грудня мирної угоди в Садахло за посередництвом Великобританії. Згідно з мирним договором північна частина Борчалинського повіту передавалась Грузії, південна — Вірменії, а середня (де розташовані Алавердські мідні рудники) оголошувалась "нейтральною зоною" та адміністративно підпорядковувалась англійському генерал-губернатору (пізніше також ввійшла до складу Вірменії).
Одночасно розпочалася війна  між вірменами і азербайджанцями. У листопаді 1918 року війська Республіки Вірменія під командуванням генерала Озанян Андраніка зайшли на територію Нагірного Карабаху, що перебувала під контролем провірменського Народного уряду Карабаху, однак під тиском англійського уряду Андраник був змушений припинити наступ і повернутися до Вірменії.
Після відходу турецьких військ 3 листопада 1918 року на території Сурмалинського повіту Ериванської губернії в місті Ігдирі була провозглашена протурецька Аракська Республіка на чолі з Джафаркулі Нахічеванським, яка пізніше була ліквідована і повернута до складу Першої Республіки Вірменії.
Крім цього, в залишеному турецькими військами Карсі 5 листопада 1918 року було сформовано протурецьку "Карську мусульманську раду", яка 1 грудня 1918 року на підконтрольних їй територіях проголосила створення Південно-Західної Кавказької демократичної республіки.

### Вірменія
Республіка Вірменія проголошена 28 травня 1918 року. У листопаді вірменські війська вступили в Каракліс (Ванадзор), на початку грудня — в Александрополь (Ґюмрі).

### Азербайджан
17 листопада 1918 року з Ірану до Баку прибули англійські війська під командуванням генерала Вільям Монтгомері Томсона. Англійці вимагали виведення військ АДР зі столиці. З цього часу по квітень 1919 року військове міністерство АДР, створене 7 листопада, розташовувалося в Єлизаветполі (Гянджа).

### Грузія
Протягом листопада-грудня 1918 англійські війська зайняли стратегічні пункти Закавказзя — Баку, Тифліс, Батум, що дозволило контролювати Закавказьку залізницю і постачання нафти та гасу з Баку. До кінця грудня чисельність англійських військ у Грузії досягла приблизно 25 тисяч.

## Листопад 1918-лютий 1919. Агресія Білих та Червоних

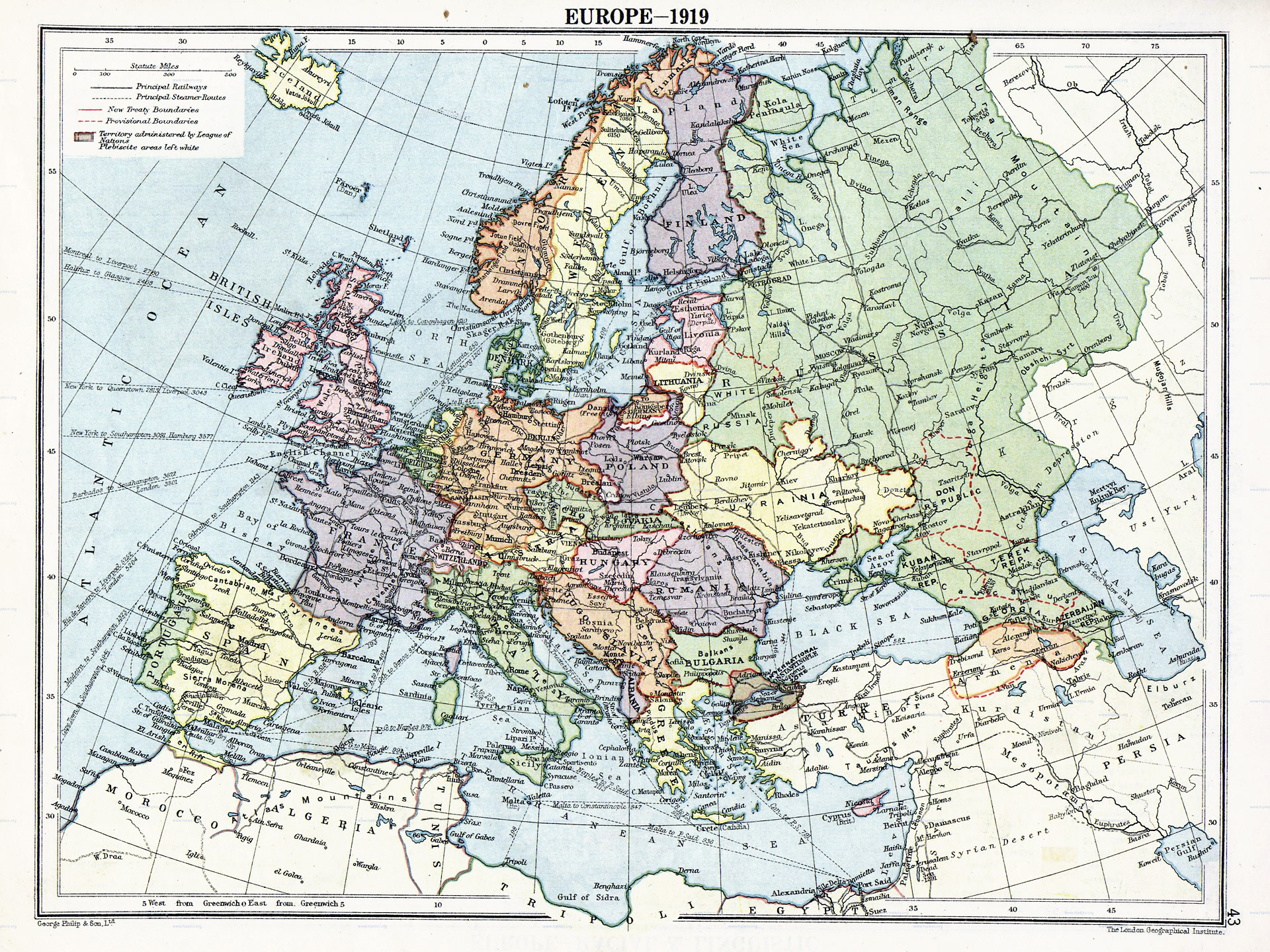
Карта Європи 1919

У листопаді 1918 року кремлівський більшовицький уряд денонсував Берестейський мир (між Центральними Державаи та Російською РФСР), і починається наступ комуністичної Червоної Армії. До лютого 1919 року комуністи-більшовики окупували частини України, Прибалтики та Білорусії, але їх наступ, починаючи з грудня 1918 року, зіткнувся з  Польщею, яка виступила із проєктом відновлення польської великої держави "від моря до моря".
- Естонія: 22 листопада Червона Армія окупувала Нарву, комуністи оголосили Естляндську трудову комуну, яка, однак, не контролювала всю територію Естонії. Комуністи не змогли захопити Таллін (Ревель). У січні 1919 року розпочалася спільна наступальна операція естонців та білогвардійського Північного корпусу і у лютому 1919 року комуністи були вигнані з Естонії. Саморозпуск Естляндської трудової комуни було оголошено 5 червня 1919 року.
- Латвія: У грудні 1918 року розпочалася радянська агресія в Латвії, 13 січня 1919 року оголошено Латвійську Соціалістичну Радянську Республіку, яка, однак, не контролювала всю територію Латвії. Сили латиських націоналістів концентрувалися в Лієпаї (Лібава). 22 травня 1919 року сили "білих" латишів та німецьких добровольців вигнали комуністів з Риги. Остаточно ЛСРР була повністю ліквідована в січні 1920 року після втрати міст Даугавпілс та Резекне.
- Литва: У грудні 1918 року Червона Армія почала окупацію Литви. 16 грудня 1918 року оголошено Литовську Радянську Республіку. 5 січня 1919 року було окуповано Вільнюс. Взяти Каунас (Ковно) Червоній Армії не вдалося.
- Україна: У грудні 1918 - січні 1919 року кремлівські комуністи окупували Харків, Полтаву та Катеринослав, 5 лютого 1919 року більшовики тимчасово окуповують Київ. Війська УНР змушені були відступити та перегрупуватися
- Білорусь: У грудні 1918 року почалася радянська агресія. 1 січня 1919 року було оголошено Соціалістичну Радянську Республіку Білорусія, у січні Червона Армія окупувала Мінськ, в лютому практично всю білоруську територію, окрім Гродно, яке відійшло до Польщі.
- Литва, Білорусь: Після створення радянських республік у Литві та Білорусі у лютому-початку березня 1919 року відбулося їх об'єднання в тимчасову Литовсько-Білоруську Радянську Соціалістичну Республіку (Літбел). Формування державного утворення відбувалося в умовах активного наступу польських військ. У грудні 1918 - січні 1919 року велися бої за Вільнюс. У лютому 1919 року сформовано радянсько-польський фронт. До серпня більшовицький режим Літбелу остаточно ліквідовано поляками після захоплення Мінська.

## 1918 рік - Інтервенція Антанти на Південь України та Закавказзя
Напередодні завершення Першої світової війни Антанта ухвалила рішення «розширити Румунський фронт на схід» і зайняти частину стратегічно важливих регіонів в Україні. Французькі війська висадились десантами в Одесі і в Криму у листопаді 1918 року, британці висадилися в Закавказзі.
- Франція. У листопаді 1918 року до Одеси висадився франко-грецький контингент, підсилений невеликими румунськими, сербськими та польськими частинами. У січні 1919 року французи розпочали розширення зони інтервенції, зайнявши 31 січня 1919 року Херсон, 3 лютого 1918 Миколаїв. Однак уже у березні 1919 року політика Франції кардинально змінилась: війська залишили Херсон і Миколаїв під тиском частин отамана Григор'єва, який на той момент перейшов від Директорії УНР на бік більшовицької влади України, у квітні 1919 року відбулася евакуація Одеси, почалися бунти на французьких кораблях, що перебували в Криму. Тоді ж стався остаточна евакуація французьких військ з півдня України.
- Велика Британія. У листопаді — грудні 1918 року британські війська зайняли Батум і Баку.

## Листопад 1918 — жовтень 1919, Сибір

### Реакція чехословацького корпусу
Закінчення Першої світової війни та проголошення незалежної Чехословаччини 28 жовтня 1918 року призвело до того, що Чехословацький корпус у листопаді-грудні 1918 року остаточно втратив будь-який інтерес до подій у Росії. У листопаді-грудні штаб Колчака відводив чехословаків з фронту і використовував їх виключно для охорони залізничних шляхів.
У 1919 році чехи та словаки фактично дотримувались нейтралітету, відмовляючись активно діяти на стороні білого руху і продовжували вимагати своєї евакуації. У червні 1919 року чехів та словаків відбувся бунт, спричинений затягуванням евакуації. Незважаючи на це, евакуація із Владивостока почалася лише у грудні 1919 року і тривала до 2 вересня 1920 року.

### Тимчасовий Всеросійський Уряд
3 листопада 1918 року в Омську Директорією було сформовано Тимчасовий Всеросійський уряд, у якому адмірал Олександр Колчак отримав посаду міністра військових справ. Вже 18 листопада 1918 року внаслідок перевороту консервативно налаштовані офіцери привели його до влади. Ставши верховним правителем, Колчак виключив з уряду всіх есерів і встановив військову диктатуру, проте визнання інших антибільшовицьких сил адмірал отримав далеко не одразу. 30 квітня 1919 року його визнав уряд Північного краю, а генерал-лейтенант Антон Денікін і діючий на Північо-Заході генерал Микола Юденич (див. Північно-Західний край) лише влітку 1919 року.
У березні 1919 року війська адмірала Колчака розпочали наступ, який остаточно зупинився в серпні 1919 року. Серйозним ударом для білих стала втрата в липні 1919 року Уралу з його заводами (див. Єкатеринбурзька операція). Положення уряду Колчака було складним внаслідок широкого партизанського руху, який складався із повстань національно-визвольних рухів, незадоволених мобілізаціями та терором населенням, а також діяльністю підпільних комуністів.
Восени 1919 року фронт відступив на Захід Сибіру і був розгромлений більшовиками. У листопаді 1919 року після втрати Омська уряд перевівся в Іркутськ, а в січні 1920 року Верховний правитель передав умовну владу на Далекому Сході отаману забайкальських козаків Григорію Семенову.

## 1919 рік - літо, наступ Денікіна
3 липня 1919 року генерал Денікін видав «Московську директиву», яка проголошувала широкомасштабний наступ білих на Півдні, включаючи Україну, Дон, Кубань. Під час наступу більшовики були вибиті з Харкова, Києва, Воронежа та Орла.
Влітку 1919 року територія, контрольована «білими» урядами, досягла свого максимального розширення: уряд адмірала Колчака в Омську контролював Сибір і Урал, генерал Денікін розвивав наступ на Москву, генерал Юденич наступав на Петроград.
Важке становище більшовицького уряду було ускладнене також польсько-українським наступом у Литві, Білорусі та Західній Україні, що проходив у 1919 році

## 1919 - Україна
Крайня строкатість відрізняла картину війни в Україні. За підрахунками історика Полетики Н. П., за цей період влада в Києві встигла змінитися 12 разів.
- Влада Української Народної Республіки (уряд Української Центральної Ради) — з березня 1917 року;
- Більшовицька окупація під командуванням лівого есера Муравйова М. О. (переведений з Харкова більшовицький уряд Народного секретаріату) —  лютий 1918 року; уряд Української Центральної Ради відступив до Берестя;
- Відновлення влади Української Народної Республіки з березня 1918 року згідно Берестейського миру (УНР із Центральними Державами);
- Розгін Центральної Ради німецькими військами у квітні 1918 року, встановлення Української Держави гетьмана Скоропадського;
- Уряд Директорії УНР (Симон Петлюра) — з 14 грудня 1918 року, відсторонення гетьмана Скоропадського
- Більшовицька окупація з 5 лютого 1919 року, уряд УНР евакуювався в Кам'янець-Подільський;
- Армія УНР вступила до Києва, вибивши з нього більшовиків, 29 серпня 1919 року;
- Окупація денікінцями з 30 серпня 1919 року;
- Окупація більшовиками з 16 грудня 1919 року;
- Окупація поляками з 6 травня 1920 року;
- Окупація радянськими військами з 12 червня 1920 року

Дослідник Савченко В.А. у своїй роботі «Дванадцять воєн за Україну» нарахував цілу серію збройних конфліктів:
- Напад російських більшовиків на УНР у грудні 1917-лютому 1918; див радянсько-українська війна (1917—1921)
- Бойові дії радянських військ проти Румунії, частково на території України в січні — березні 1918 року;
- Війна німецько-австрійських військ та військ УНР проти російських більшовиків у лютому — квітні 1918 року;
- Український повстанський рух проти гетьманату Скоропадського та німецько-австрійських окупантів у травні — грудні 1918 року;
- Повстання Директорії УНР (Петлюра — Винниченко) також проти гетьманату та німецько-австрійців у листопаді — грудні 1918 року;
- Зіткнення українських повстанців (на той момент на боці УНР отаман Григор'єв і махновці) з франко-грецько-британськими і німецькими інтервентами та білогвардійцями у лютому-квітні 1919 року;
- Друга війна більшовиків з УНР (грудень 1918 — жовтень 1919 року); див радянсько-українська війна (1917—1921)
- Війна білогвардійців (ВСЮР) і білих козаків з Червоною армією та махновцями;
- Війна Польщі з ЗУНР і УНР; див польсько-українська війна (1918—1919)
- Війна білогвардійців з УНР;
- Війна врангелівців з Червоною армією та махновцями у березні — листопаді 1920 року;
- Війна Польщі та УНР проти Червоної армії у березні — листопаді 1920 року;
- Антибільшовицьке повстанство, повстанський рух України (1918—1921), Холодноярська республіка, Петлюрівці,  Махновці, Куренівське повстання, Васильківське повстання, Григор'ївське, Вешенське та інші.

#### Січень 1919 - лютий 1919. Наступ більшовиків
На початку 1919 року денонсація Берестейського миру (Центральних Держав із Росією) відкрило можливість для широкої агресії більшовиків, які окупували Київ 5 лютого 1919 року. Але більшовикам  е вдалося досягти повного контролю над Україною. Війська УНР перегрупувалися в районі Кам’янця-Подільського, в Одесі з грудня 1918 року висадилися французький десант, замінивши німецько-австрійські окупаційні війська, а на Заході Україні Польща напала на ЗУНР.
22 січня 1919 року ЗУНР і УНР об’єдналися в єдину Українську Соборну Державу, Акт злуки.
З січня 1919 року франко-грецькі інтервенти розширили зону окупації, зайнявши 31 січня Херсон, а 3 лютого Миколаїв. Але у березні 1919 року під тиском наступаючих частин Григор'єва інтервенти залишили Херсон і Миколаїв, а після початку бунтів на французьких кораблях у квітні залишили Одесу та Севастополь.

#### Березень 1919 - травень 1919. Українські повстанці. Григорівці та махнівці
Складна картина боротьби доповнювалася також діяльністю великої кількості українських повстанців, що воювали проти усіх інтервентів (проти «червоних» більшовиків, «білих» російських імперіалістів, німецько-австрійських, французьких, польських, румунських), а інколи і між собою. У травні 1919 року відбулося повстання отамана Григор'єва, який послідовно виступав проти Центральної Ради, гетьмана Скоропадського, німецьких окупантів, петлюрівської УНР і в підсумку проти більшовиків. Протягом кількох тижнів отамани Григор'єв і Махно діяли спільно, однак потім їхні відносини погіршилися, григор'ївці планували похід на Київ, Полтаву та Одесу, однак були розгромлені вже до кінця травня більшовиками.
Проте становище більшовиків у цей період значно ускладнилося також Вешенським повстанням у козацьких областях Дону, діяльністю отаманів Зеленого («Придніпровської республіки»), Іллі Струка, Євгена Ангела, Соколовського, Паська, Орловського та багатьох інших. У районі Холодного Яру в березні 1919 року з'явилася Холодноярська республіка отамана Василя Чучупаки.
Крім того, у районі Кам'янець-Подільського продовжував діяти представник Директорії УНР генерал-хорунжий Тютюнник, у серпні 1919 року вибивши більшовиків із Вінниці та Жмеринки.
Серія антибільшовицьких повстань, піднятих навесні 1919 року українськими отаманами, деякий час діючими у складі Червоної армії, викликала сильне занепокоєння у вищого командування РККА. На думку Троцького Л. Д., найбільш вірогідним і небезпечним кандидатом на роль «другого Григор'єва» був насамперед отаман Махно, на той час — командир бригади Червоної Армії та кавалер ордена Червоного Прапора. За оцінкою дослідника Савченка В. А., у червні 1919 року Троцький вирішив «завдати превентивного удару», не чекаючи антибільшовицького повстання махновців. Особливе невдоволення Троцького викликав явний курс Махна на створення в Гуляй-Полі своєї власної держави.
Проте результати «першої війни» більшовиків проти махновців влітку 1919 року виявилися загалом провальними; рух анархістів отамана Махна, який раніше воював проти петлюрівців і німецько-австрійських окупантів, тільки посилився. З початком широкого наступу Денікіна влітку 1919 року Махно розпочав бойові дії проти білогвардійців, у жовтні 1919 року Махно проголосив ідею анархістської селянської республіки з центром у Катеринославі. Також у жовтні 1919 року на бік махновців перейшло кілька місцевих отаманів, які раніше воювали з денікінцями: Кацюра, Мелашко, Дяковський, Котик та ін. Проголошено першу в світі анархістську квазідержаву — так звану «Південноукраїнську трудову федерацію» (Вільна територія) з центром у Гуляй-Полі. Це державне утворення проіснувало близько трьох місяців і було ліквідовано 16 січня 1920 року військами 9-ї Естонської радянської армії.
До літа в Україні з'явилося до кількох сотень місцевих зелених отаманів (Несмеянов, Ангел, Мелашко, Гладченко, Орлик, Уваров, Коцур та ін.). Відносини багатьох цих отаманів із більшовиками були вельми складними. На боці РККА якийсь час виступав отаман Григор'єв, потім підняв повстання, яке зірвало плани військового походу на допомогу Угорській радянській республіці. У лютому-березні 1919 року у складі РККА також діяв отаман Зелений, потім піднявши повстання і першим під час Громадянської війни висунувши гасло «За Ради без комуністів». У травні 1919 року «ревком» отамана Зеленого почав іменувати себе «Раднаркомом», претендуючи на всеукраїнську владу.
Також у лютому-березні 1919 року протягом двох тижнів на боці РККА діяв отаман Струк, а в квітні проти більшовиків збунтувався колишній червоний командир, отаман Спиридон Коцур.

#### Липень 1919 - грудень 1919. Петлюрівці, махновці та денікінці
З липня-вересня 1919 року розгорнувся широкий повстанський рух, що діяв під егідою УНР і відстоював ідею відновлення незалежної Української Держави: отамани Волох Н., Гулий-Гуленко А., Мелашко, отаман Сатана (Малолитка І.). 30 серпня 1919 війська УНР вибили більшовицьку Червону Армію з Києва і увійшли до міста, але вже наступного дня самі були вибиті з нього білогвардійцями.
У серпні 1919 року війська Денікіна окупували Одесу і Київ, проте їм довелося вести боротьбу із Армією УНР, із більшовицькою Червоною Армією, із військами отамана Махна, і рядом «зелених» отаманів. У бою з денікінцями був убитий отаман Данило Терпило (отаман Зелений). Одним з небагатьох отаманів, які перейшли на бік Денікіна, став Ілько Струк.
Поганими були відносини денікінців із петлюрівцями, що відстоювали ідею незалежної Української Держави. 25 серпня 1919 у «Воззванні до населення Малоросії» генерал Денікін заявив про державну єдність України і Росії, визнання російської мови державною, охарактеризувавши при цьому Київ як «матір міст руських», а Петлюру — як «ставленика німців», який «поклав початок розчленуванню Росії». Різке розходження цілей денікінців і петлюрівців стало очевидним. Після ряду дрібних бойових зіткнень 23 вересня керівництво УНР і ЗУНР остаточно ухвалило рішення про початок війни проти денікінців «єдиним національно-демократичним фронтом» з закликом до українського народу «повстати проти білогвардійців». 10 жовтня 1919 Петлюра почав спробу широкого наступу проти денікінців, але вже на початку листопада вона зазнала невдачі.
Водночас виникли суперечності між залишками армій УНР («петлюрівці») і ЗУНР («галичани»); західноукраїнська армія почала все сильніше наполягати на тимчасовій спрівпраці із Денікіним задля знищення більшовиків. Влада ЗУНР була змушена перейти в підпілля внаслідок агресії поляків у липні 1919 року. Українська Галицька Армія послідовно діяла спільно з військами УНР проти більшовиків і денікінців.
15 листопада 1919 уряд УНР за угодою з поляками був евакуйований з Кам'янця-Подільського в Проскурів, але внаслідок ударів денікінців змушений був відступити до польського фронту. 4 грудня 1919 керівництво УНР санкціонувало перехід до широких партизанських дій за зразком Махна. 5 грудня 1919 року Петлюра відбув до Польщі, продовживши керівництво діючими під його егідою отаманами вже з Варшави.
На бік Махна наприкінці серпня 1919 року внаслідок успішного анархістського повстання перейшли залишки Червоної Армії на півдні України. 30 серпня 1919 на армійському з'їзді було проголошено створення Революційної Повстанської армії України (махновців). 16 вересня 1919 року в Жмеринці махновці уклали угоду з урядом Петлюри і визнали себе частиною незалежної УНР на правах широкої автономії. Вони отримали від петлюрівців значну кількість озброєння і військового спорядження. Це призвело до катастрофічної поразки денікінських військ від армії Махна під Уманню 26 вересня 1919 року і до подальшого прориву махновців до Катеринослава, Бердянська, Юзівки та Маріуполя. Увесь тил денікінської армії був розгромлений, махновці захопили величезні запаси військового спорядження та озброєння, зокрема в Маріупольському порту. Внаслідок активної мобілізації чисельність махновської армії зросла до 100 тис. осіб. Вона почала наступ на Таганрог, де знаходилася ставка Денікіна.
Денікіну довелося у жовтні 1919 року зняти з більшовицького фронту найбільш боєздатні частини (зокрема, козачу кавалерію Шкуро) і кинути їх проти махновців. Важкі бої з перемінним успіхом у районі Олександрівська і Катеринослава тривали до кінця грудня. Водночас більшовики підтягнули на денікінський фронт свої іноземні частини, зокрема латиських стрільців. Це створило перевагу РККА у силах (на центральній ділянці Південного фронту — до двох разів). У листопаді 1919 року наступ Денікіна був зупинений у районі Орла в ході Орловсько-Кромської битви між ЗСПР та Червоною армією). 12 грудня 1919 Червона армія окупувала Харків, 16 грудня окупувала Києва. Одночасно проти денікінців діяли петлюрівські отамани Волох, Волинець, Гулий-Гуленко («Перший зимовий похід армії УНР», що проходив також і по тилах Червоної армії).
Велику роль зіграла також згубна епідемія черевного тифу, яка охопила у жовтні галичан, у листопаді петлюрівців, у грудні махновців (до січня 1920 року захворіли 90% махновської армії, зокрема весь штаб, а сам Махно був три тижні без свідомості), а в січні охопила й армію Денікіна.
У лютому-березні 1920 року денікінський фронт остаточно розвалився. 6 лютого 1920 року залишена Одеса, до кінця березня білогвардійці евакуювались із Новоросійська до Криму.

## 1919 - Закавказзя
У березні 1918 року у Баку спочатку відбувся влаштований комуністами масові вбивства вірменами азербайджанців (різанина мусульман в Баку), а у вересні за підтримки турецьких військ відбулися масові вбивства азербайджанцями вірмен (різанина вірмен у Баку).
Протиріччя між Грузією, Вірменією та Азербайджаном призвели до розпаду створеного у 1917 році «Закавказького комісаріату» («Закавказький сейм», «Закавказька Демократична Федеративна Республіка»). Грузія оголосила свою незалежність від Закавказької федерації 26 травня 1918 року, а 28 травня те ж саме зробили Вірменія і Азербайджан. Між сторонами виникли суперечки щодо територій із змішаним населенням: Азербайджан претендував на населені вірменами Карабах і Зангезур, Грузія - на територію Борчалінського повіту, що був у складі Вірменії. У грудні 1918 року відбулася вірмено-грузинська війна. У 1918-1920 відбулася вірмено-азербайджанська війна через спірні території Карабах, Зангезур, Гянджинський і Газахський повіти.
Протиріччя трьох держав поглиблювалися через попередню російську окупацію, триваючу німецько-турецьку окупацію, а потім зміною на британську окупацію. Туреччина мала свої традиційні інтереси в Закавказзі, насамперед в етнічно близькому їй Азербайджані, проте можливе зміцнення впливу Туреччини в регіоні суперечило інтересам Німеччини.
Під час Першої світової війни урядом Османської імперії був здійснений геноцид вірмен, і з отриманням незалежності Вірменська республіка опинилася переповненою біженцями, які врятувались від турецьких і азербайджанських погромів. З появою турецьких інтервентів у Закавказзі республіка опинилася в дуже складному положенні; вірмени усвідомили можливість повного фізичного знищення усього вірменського народу. Тому у травні 1919 року вірменська армія зайняла частину територій східної Анатолії з вірменським населенням (зокрема, Карс), що викликало вороже ставлення до неї нового кемалістського уряду.
Меншовицький уряд Грузії стикнувся з проблемою національних меншин, насамперед осетинів і абхазів, які безуспішно вимагали від Тбілісі надання їм автономії.

## Серпень 1919 - грудень 1919 - Створення Північно-Західної області та її окупація більшовиками
З квітня 1918 року при підтримці Німеччини у Пскові почалася організація Північного корпусу. Після Листопадової революції в Німеччині корпус опинився з грудня 1918 року в естонському підпорядкуванні. Весною-влітку 1919 року за підтримки союзних держав корпус був реорганізований у Північно-Західну армію на чолі з Миколою Юденичем та Олександром Родзянко.
З весни 1919 року загострилися суперечності між білогвардійцями Північно-Західної армії та естонським урядом, який настоював на своїй незалежності від Росії. У серпні 1919 року під протекторатом Великобританії було утворено Північно-Західний уряд, який планував контролювати колишні Псковську, Новгородську та Петроградську губернії, визнавши в той же час незалежність Естонії. Однак відносини уряду із Фінляндією, що також вимагала власної незалежності, не були повністю врегульовані.
Після невдачі наступу на Петроград восени 1919 року армія 2 листопада відступила на естонську територію, а уряд 5 грудня саморозпустився. Залишки армії генерала Юденича в листопаді 1919 року були інтерновані естонськими владами. Остаточно армія була ліквідована наказом генерала Юденича від 22 січня 1920 року. Суперечності між цілями Англії, Франції, Німеччини, Фінляндії та Естонії під час Петроградської операції значною мірою сприяли поразці Білого руху в Північно-Західній області. Генерал Юденич емігрував до Великої Британії, а потім до Франції.

## Лютий 1920 - Окупація  більшовикамиПівнічної Області

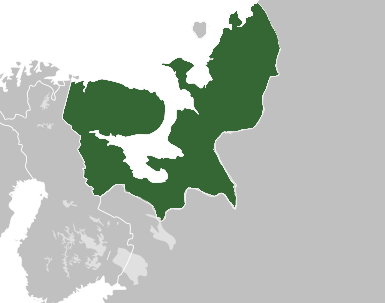
Тимчасовий уряд Північної Області (лояльний до Антанти). 1918

Після Листопадової революції 1918 року та капітуляції Німеччини союзні держави почали поступово втрачати інтерес до продовження інтервенції на Північній області. Сили інтервентів, що діяли в районі Архангельська та Мурманська, були відносно невеликими, місцеве населення недостатньо мотивувалося для служби у частинах Північної армії.
Весною 1919 року проведений інтервентами черговий наступ зазнав невдачі, і до вересня 1919 року настала гостра криза. Більшовицька агітація почала переходити на частини Північної армії, загрожуючи захопити також частини британських сил. У вересні 1919 року союзники були змушені негайно залишити Архангельськ, але з початком зими наступ Красної армії припинився.
У лютому 1920 року наступ радянських військ було відновлено. Одночасно відбулися більшовицькі перевороти у Мурманську та Архангельську. 20 лютого 1920 Червона армія захопила Архангельськ, 14 березня 1920 захоплено Мурманськ. Тимчасовий уряд Північної Області припинив своє існування, генерал Євген Міллер 19 лютого 1920 року емігрував з Архангельська до Франції.

## 1920 рік - Окупація  більшовиками Середньої Азії

### Лютий 1920. Окупація більшовиками Хівинського ханства
Після евакуації британських військ у 1919 році контроль над Закаспійською областю перейшов до денікінців. У листопаді 1919 почалося повстання під керівництвом комуністів. Але сил повсталих виявилося недостатньо для перемоги над урядовими військами, на допомогу комуністам були направлені війська Червоної Армії з Росії. У лютому 1920 року Червона Армія окупувала цю область (див. Тимчасовий Закаспійський уряд). Опираючись на маріонеткову Туркреспубліку, більшовики розпочати широку радянізацію регіону, Хівинське ханство було ліквідоване і утворено Хорезмську Народну Радянську Республіку.

### Березень 1920. Окупація більшовиками та ліквідація Алаш-Орди (Казахстан)
Національний казахський (за класифікацією сучасників — «киргизький» або «казак-киргизький») уряд Алаш-Орди був утворений у грудні 1917 року в Оренбурзі. Алаш-Орда відмовилась визнавати радянську владу, але наприкінці 1918 року вона опинилася «між двох вогнів»: з одного боку, більшовиків, з іншого — уряду адмірала Колчака і також отамана Оренбурзького козачого війська Олександра Дутова і отамамна Семирічинського козацького війська та Сибірського козацького війська Бориса Анненкова. У 1918 році Алаш-Орда укладала військовий союз з режимом КОМУЧу, пізніше казахські загони діяли спільно з військами козацьких отаманів Дутова і Анненкова.
Рух Алаш-Орди був організований переважно інтелігенцією казахської національності. В ході війни між більшовиками та білогвардійцями  Алаш-Орда втратила контроль над більшою частиною території Казахстану. Відмова колчаківців надати казахам автономію з одного боку, наростанням протиріч з урядом адмірала Колчака, який наполягав на ідеї «єдиної і недільної Росії», і формальний заклик більшовиків до самовизначення народів з іншого призвів у 1918—1919 років до кризи та переговорів з більшовиками. До листопада 1919 року оголошено повну амністію для алашординців, а у березні 1920 року Алаш-Орда була ліквідована казахським («киргизьким») військово-революційним комітетом («Кирревком»).

### Жовтень 1920. Окупація більшовиками Бухарського емірату
У 1917 році після Лютневої революції в Росії Тимчасовим урядом Росії була підтверджена незалежність Бухарського емірату. У березні 1917 року младобухарці організували у Бухарі масову маніфестацію проти еміра. У відповідь на це настали репресії, багато младобухарців переїхали в м.Каган. Після Жовтневої перевороту указом радянської влади була підтверджена незалежність емірату.
У березні 1918 року керівники младобухарців змовилися із радянським гарнізоном у Кагані, що в Бухарі буде народне повстання, і висунули еміру ультиматум з вимогою відмовитися від влади, щоб уникнути кровопролиття. Однак радянський штурм Бухари не вдався, младобухарці та частини Червоної Армії зазнали поразки. Після неуспішної спроби повалення еміра було укладено мирний договір між радянською владою та Бухарою, і знову підтверджена незалежність Бухари.
Влітку 1920 року головнокомандуючий Туркестанським фронтом Михайло Фрунзе намагався провести переговори з еміром Бухари. Вимоги Фрунзе були неприйнятні для еміра, і переговори завершилися безрезультатно. Червона Армія почала готуватися до нападу на Бухару, а емір — до її оборони.
30 серпня 1920 року в результаті операції Червоної Армії Бухара була захоплена, паралельно спалахнуло більшовицьке повстання у Туркменабаті, емір був змушений виїхати до Афганістану. Після захоплення Бухари Червоною Армією комуністична партія Бухари та младобухарці, що увійшли до неї, прийшли до влади. Було створено залежну від РСФСР Бухарську Народну Радянську Республіку (БНСР).

### Басмацтво
Однак радянізація Середньої Азії залишалася далекою від завершення; ще з 1917 року в регіоні виник військово-політичний партизанський націоналістичний рух Басмацтво, який за деякими джерелами тривав до 1935-1936 років

## 1920 рік - Сибір, Заснування Далекосхідної Республіки

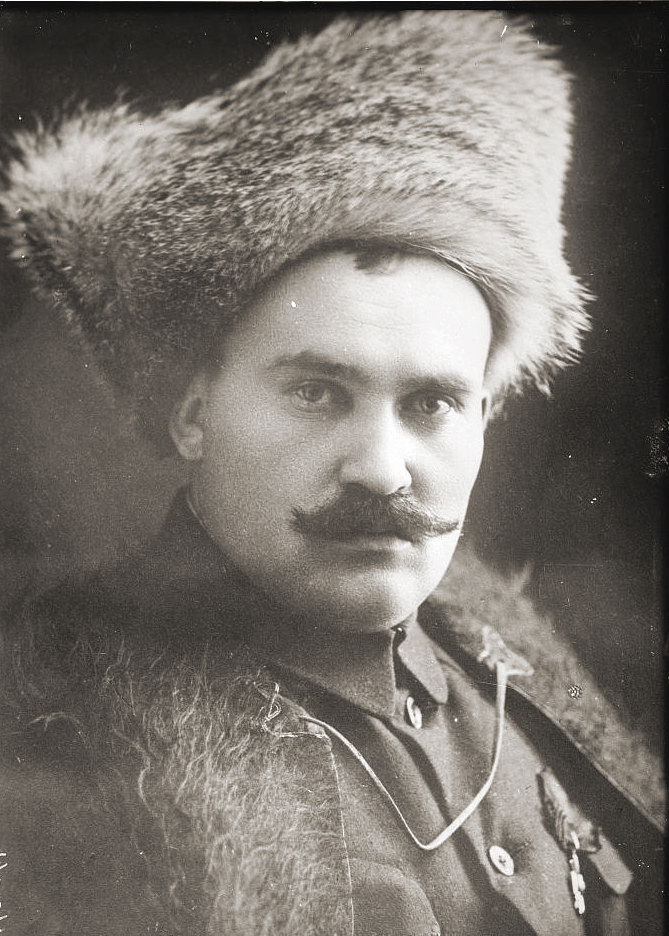
Отаман Забайкальських та Сибірських козаків Григорій Семенов

У березні 1918 року у зв'язку з наступом Червоної Армії уряд адмірала Колчака був евакуйований з Омська до Іркутська у 1919 році. Однак в січні 1920 року у Іркутську відбувся лівий переворот, 15 січня адмірал Колчак був виданий чехами есеро-меншовицькому уряду Політцентру, який передав адмірала Колчака та владу в Іркутську більшовикам.
Перед своєю стратою адмірал Колчак  4 січня 1920 року передав повноваження Верховного правителя Росії генералу Денікіну. Також Колчак визнав право отамана забайкальських козаків Григорія Семенова очолити уряд Російської Східної Окраїни у Читі.  У лютому 1920 року семенівці об'єдналися з залишками військ вже покійного до цього часу генерала Каппеля.
Але більш серйозною загрозою більшовикам на той момент були японські інтервенти у Владивостоці. У лютому-травні 1920 року під приводом зіткнення з червоними партизанами зона японського контролю була розширена на міста Ніколаєвськ-на-Амурі, Хабаровськ, Верхнеудинськ.
Більшовики стикалися з тиском есерського Політцентру, який пропонував створити в Сибірі демократичну державу, яка стала би буфером між Радянською Росією та японськими інтервентами. Згідно з цими пропозиціями 6 квітня 1920 року була заснована Далекосхідна республіка; однак, порівняно з початковими пропозиціями есерів, її кордони і роль небільшовистських політичних сил у ній значно обмежилися. У політичному житті Далекосхідної республіки з моменту її заснування домінували ліві соціалісти, а її Народно-революційна армія Далекосхідної Республіки фактично підпорядковувалася Червоній Армії.
Японські сили відмовилися визнавати Далекосхідну республіку, на противагу надаючи допомогу отаману Семенову. Проте посилення Японії на Далекому Сході увійшло в гостре протиріччя з інтересами її союзників у Антанті. Під їх постійним тиском японці були змушені восени 1920 року вивести свої війська з Забайкалля; під ударами НРА ДСР семенівці і каппелівці 22 жовтня 1920 року залишили Читу. Залишки білогвардійських військ евакуювалися в Примор'я.

## 1920-1921 - Визнання незалежності  країн Балтії (Естонія, Латвія, Литва)
В умовах триваючої радянсько-польської війни та повної дипломатичної ізоляції радянський уряд вирішив укласти в 1920 році серію мирних договорів з новими незалежними державами — Естонією, Латвією та Литвою.
26 січня 1921 країни-переможці в Першій світовій війні (Антанта) офіційно визнали незалежність Латвійської Республіки.
22 вересня 1921 Латвія, Литва, Естонія дві інші балтійські країни були визнані Лігою Націй.

### Естонія
У листопаді — грудні 1919 року залишки армії генерала Юденича, яка загрожувала Петрограду, відступили на естонську територію, де вони були інтерновані місцевою владою. 2 лютого 1920 року дві на той момент невизнані у світі держави — РСФРР та Республіка Естонія, визнали одна одну та уклали Тартуський мирний договір. За його умовами Радянська Росія зобов'язалася виплатити естонській стороні компенсацію в 15 млн рублів золотом, повертала Івангород і Печори. За оцінкою дослідника Ігоря Павловського, такі невигідні умови були прийняті більшовиками для організації поставок в Радянську Росію через Таллінн (Ревель) в умовах міжнародної ізоляції. Крім того, врегулювання відносин з Естонією позбавляло більшовиків небезпеки повторення походу білогвардійців на Петроград.

### Латвія
У 1919 році в Латвії продовжували діяти польські війська і білі частини Західної армії. У січні 1920 року Радянська Росія та Латвія уклали угоду про перемир'я, 11 серпня 1920 підписано латвійсько-радянський мирний договір.

### Литва
Радянсько-литовський мирний договір був підписаний 12 липня 1920 року. У документі спеціально не окреслювалися західні кордони Литви, зокрема Вільно, окуповане на той момент Польщею. Радянська сторона визнавала Вільно литовською територією та отримувала право на ведення бойових дій проти поляків в його районі. Під час радянсько-польської війни Раднська Армія на деякий час дійсно зайняла Вільно з прилеглою областю, вибивши з них польську армію. 24 серпня ці території були передані Литві, проте вже в жовтні вони були захоплені генералом Люціаном Желіговський, який заснував маріонеткову державу Серединна Литва.

## 1920-1921 - Радянсько-польська війна. Окупація більшовиками України. Повстанський рух

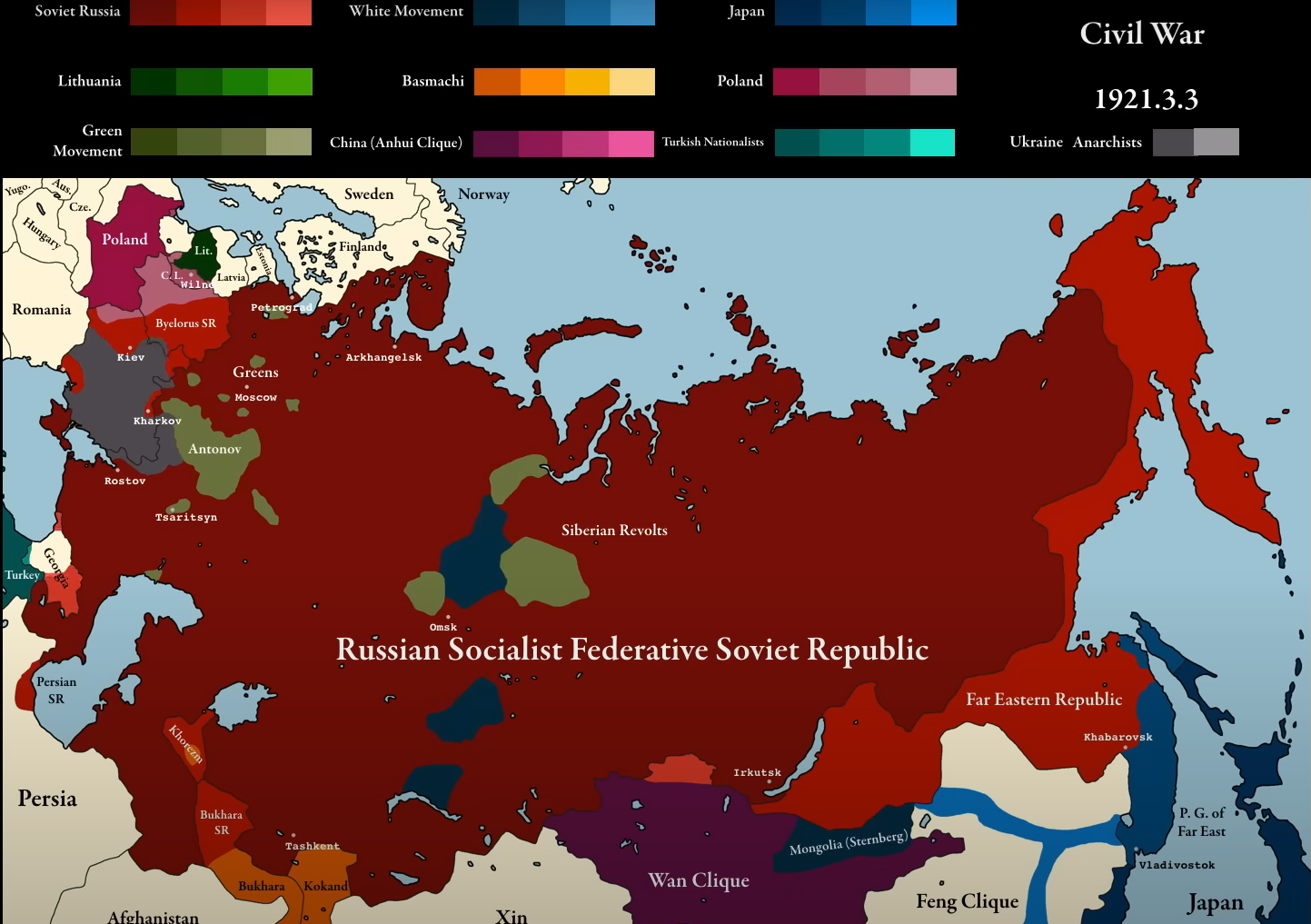
Війни на постімперській території (березень 1921 року)

У лютому 1920 року війська Денікіна остаточно евакуювалися з України до Криму, його ставка розташувалася у Феодосії, до кінця березня білогвардійці залишили Дон і Кубань. Під тиском офіцерів добровольчих військ, незадоволеного відступом у 1920 році, так і союзних Великої Британії та Франції, Денікін 5 квітня 1920 був змушений передати командування Добровольчої Армії генералу Петру Врангелю та емігрував до Європи.
Разом з тим з початку 1920 року під впливом Першого зимового походу армії УНР (лютий 1920 року) в Україні широко розгорнувся повстанський рух відновлення незалежної Української Держави. Петлюра на цей момент вже перебував у Польщі. Продовжували діяти петлюрівці та махновці.
25 квітня 1920 року розпочався спільний наступ польської та української армій з метою вибити більшовиків із Києва. 7 травня 1920 року об'єднані сили увійшли до міста, 9 травня 1920 року в Києві відбувся на Хрещатику польсько-український військовий парад. Потужну підтримку надали петлюрівські повстанці: отамани Куровський, Струк, Шепель, Волинець та інші. У березні 1920 року селяни Білої Церкви підняли повстання проти більшовиків, утворивши «Січ», яку утримували два місяці до підходу польських військ. У травні активізувалися отамани Блакитний, Пеструшко, Хмара («Степова повстанська дивізія», «Олександрійська повстанська дивізія»). Отаман Струк з весни 1920 року діяв у районі Чорнобиля, у Холодному Яру діяв отаман Холодноярської республіки Чучупака. У вересні 1920 року Холодний Яр став центром великого повстання, яке охопило до 25 тисяч селян.
Проте 14 травня Радянській армії під керівництвом Тухачевського вдалося знову окупувати Київ. Під прикриттям об'єднаних військ 1 травня 1920 року уряду УНР вдалося створити державний центр у Вінниці. Під ударами радянських військ 14 червня українцям довелося перенести столицю до Жмеринки, звідки через тиждень вона була евакуйована до Проскурова, а згодом до Кам’янця-Подільського.
За підтримки Першої кінної армії Будьонного Тухачевському в липні 1920 року вдалося перейти в контрнаступ, також більшовики окупували Білорусь та Литву. До 1 серпня 1920 радянські війська вийшли на польський кордон, проголосивши маріонеткову Польську Республіку Рад. 15 липня 1920 року на окупованих територіях була створено квазідержавну Галицьку Соціалістичну Радянську Республіку. Однак до осені 1920 року наступ на Варшаву остаточно провалився. 15 вересня 1920 року почався загальний наступ Дієвої армії УНР на лінії антибільшовицького фронту. Частини армії форсували р. Дністер в районах Єзуполя, Нижнева і Городенки, 19 вересня увійшли до Тернополя, 20 звільнили від червоноармійців Збараж, Вишневець та Скалат і перейшли за Збруч, ГСРР припинила своє існування.
18 листопада 1920 року під натиском Червоної армії Котовського, Директорія УНР Петлюри разом зі своїми міністрами та армією був змушений відступити (УНР в екзилі).
З листопада 1920 року командувач Південним фронтом Червоної Армії Фрунзе розпочав знищення махновців. Тривалі та криваві військові дії затягнулися до серпня 1921 року, коли залишки армії Махна, що скоротилася переправилися до Румунії.
У січні-березні 1921 року українці з еміграції розпочали підготовку широкомасштабного повстання в Україні, яке планувалося на квітень-травень. Однак становище змінилося внаслідок підписанням 18 березня 1921 року Ризького миру між представниками РСФРР і УСРР, з одного боку, та Польської Республіки з іншого. Договір закріпив за Польщею Західну Україну та Західну Білорусь. Відповідно до договору сторони відмовлялися від втручання у внутрішні справи одна одної, тому українські самостійницькі сили були змушені перейти фактично на нелегальне становище. Разом з тим, Польща, незважаючи на свої обіцянки на літо 1921 року так і не вислала Петлюру. З травня 1921 року українці піднімають серію повстань, відповідно до радянського документа «Список банд на Україні», на травень 1921 року налічувалося до кілька сотень осередків чисельністю до 35 тисяч осіб, що діяли під самостійницькими гаслами. До листопада 1921 року повстанський рух в Україні був частково підірваний масовими акціями терору, знищенням та арештами підпільників, частковою амністією та початком НЕПу.
У 1920 у Празі старшинами Українських Січових Стрільців та Української Галицької армії була створена Українська Військова Організація, а у 1929 у Відні було створено Організацію Українських Націоналістів, що продовжила працю для встановлення незалежної соборної національної Української держави на всій українській етнічній території. Уряд Української Народної Республіки в екзилі працював до 1991 року і передав владу Україні.

## 1920 - Окупація більшовиками Криму
У квітні 1920 року генерал Денікін передав владу над Кримом та залишками білогвардійських військ барону Петру Врангелю, який переформував свої частини в Російську армію. Британія незабаром усунулася від подальшої участі в подіях, тоді як Франція в середині 1920 року визнала уряд Врангеля де-факто, пообіцявши допомогу грошима та озброєнням.
Після приходу до влади Врангель відмовився від проваленої політики відновлення «єдиної та неподільної Росії», намагаючись залучити на свій бік всі антибільшовицькі сили, особливо поляків та українців. Проте укласти договір з Польщею не вдалося, а українцям (петлюрівцям) було недостатньо обіцянок широкої автономії України.
За оцінкою дослідника Савченка В. А., для залучення селянства армія була переформована в «Російську армію», і була обіцяна аграрна реформа. Однак мобілізовані селяни залишалися ненадійним елементом. Широко практикувалась мобілізація полонених червоноармійців до армії Врангеля, ще менш надійних. Уряд Врангеля навіть спробував залучити на свій бік махновців, але Махно розстріляв врангелівських парламентерів. Не вдалися також переговори з лідерами кримських татар.

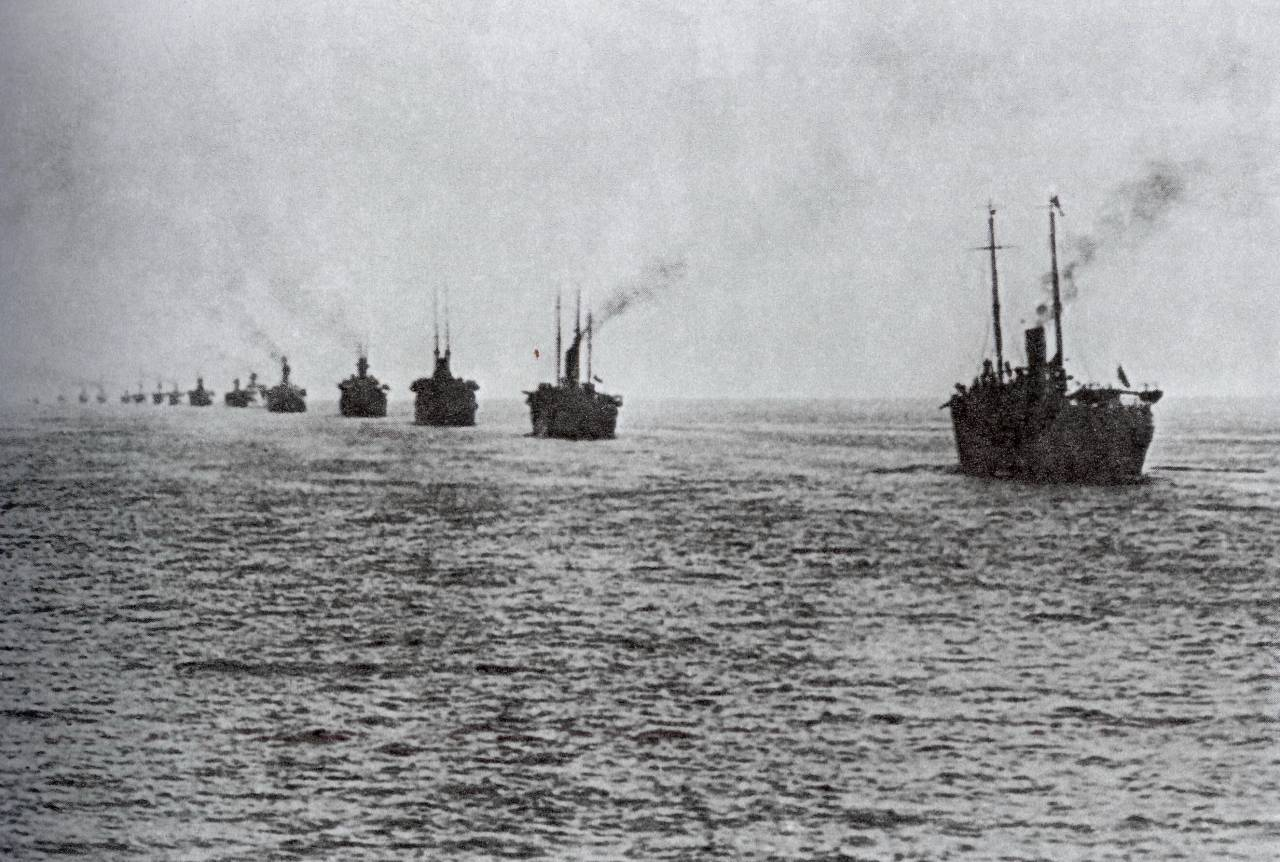
Евакуація армії Врангеля із Криму. Листопад 1920

У лютому, березні та квітні 1920 року «білі» відбили кілька спроб Червоної армії увійти до Криму, у квітні провели успішний рейд по червоним тилам, у травні врангелівці обстріляли Маріуполь. Проте подальші перспективи оборони півострова були туманними через велику кількість військових і біженців, що спричинило гострий брак продовольства та палива. Через це врангелівці почали планувати широкий наступ на Північну Таврію, де визрів багатий урожай зернових. У червні 1920 року вони зайняли Мелітополь і Бердянськ, вийшли до Очакова, а до серпня відбили два контрнаступи Червоної армії. Положення більшовиків ускладнювалося спільним наступом поляків та українців, що відволікав значні сили. Врангель закликав польські та українські (петлюрівські) війська організувати спільний наступ.
У вересні 1920 року на бік Червоної армії знову перейшли махновці. Завдяки затишшю на польсько-українському фронті, Червона армія зосередила значні сили проти врангелівців, з чисельною перевагою в 4-5 разів. На початку листопада Російська армія відступила з боями з Північної Таврії до Криму, укрившись за Перекопом і Чонгаром. Вночі з 8 на 9 листопада 1920 під ударами Червоної армії врангелівці залишили Перекопський вал, відступивши до Юшунської оборонної лінії. 12 листопада 1920 більшовики за активної підтримки махновців остаточно прорвали оборонні лінії і увірвалися до Криму.
Протягом 12-16 листопада 1920 Врангелю вдалося евакуювати з півострова до 150 тис. військових і біженців, розподіливши їх по всіх портах Криму.
18 жовтня 1921 утворено Кримську Автономну Соціалістичну Радянську Республіку в складі РРФСР З 1945 до 1954 Кримська область перебувала у складі Російської РФСР, а з 1954 до 1991 — у складі Української РСР

## 1920-1921 — Окупація більшовиками Закавказзя
див.також: радянсько-азербайджанська війна, вірмено-турецька війна, радянсько-грузинська війна
У 1920—1921 роках стабілізувалися відносини більшовицького уряду з режимом Мустафи Кемаля (Ататюрка) у Туреччині. Туреччина повністю усунулася від великодержавної політики в Закавказзі, в обмін на відмову Леніна від проведення комуністичної агітації в Туреччині, таким чином, більшовики отримали свободу дій для початку радянізації Закавказзя при підтримці Туреччини.
Навесні 1920 року радянський уряд розпочав окупацію Азербайджану. Для координації зусиль у регіоні ЦК РКП(б) створив у квітні 1920 року Кавказьке бюро ЦК РКП(б) на чолі з Серго Орджонікідзе та Сергієм КіровимК. 27 квітня 1920 року ЦК Компартії Азербайджану пред'явив уряду Азербайджану ультиматум про передачу влади протягом 12 годин. Незабаром у Баку вступили війська 11-ї армії за підтримки Волжсько-Каспійської військової флотилії (див. радянське вторгнення в Азербайджан)
Подальші операції з окупації Грузії та Вірменії силами 11-ї армії були призупинені через польсько-український наступ на Київ. Спроба перевороту в Грузії була придушена місцевим меншовицьким урядом.
У вересні-листопаді 1920 року становище Вірменії, яка раніше окупувала деякі території у Східній Анатолії, ускладнилося. Після довгого обговорення, Ліга Націй 15 грудня 1920 відмовила Вірменії в прийнятті до членів Ліги Націй, до осені 1920 року вірменські війська були розгромлені турецькими військами, які окупували понад половину її території (див. вірмено-турецька війна), іншу частину захопила Раданська Росія. 27 листопада 1920 Орджонікідзе отримав інструкції ввести у Вірменію війська 11-ї армії під приводом боротьби з турецьким наступом. 29 листопада 1920 радянська дипломатична місія в Єревані висловила вимогу передачі влади Ревкому Вірменська РСР. 2 грудня 1920 р. в Єревані була підписана угода між РСФСР і Республікою Вірменія, за яким Вірменія була проголошена радянською республікою. Уряд, що очолював Симон Врацян, заявив про складання своїх повноважень.
Після окупації Вірменії Орджонікідзе та Кіров наполягали на окупації Грузії, але Ленін довго вагався, сумніваючись в успіху операції. Значні сили Червоної армії в цей час були відволікаються на придушення масових повстань по усій Радянській Росії. У січні-лютому 1921 року Орджонікідзе вдалося переконати Сталіна та Троцького, і, нарешті, Ленін 15 лютого санкціонував наступ на Тифліс. (див. радянсько-грузинська війна)
З 16 лютого 1921 року 11-а армія розпочала окупацію Грузії. Положення грузинських меншовиків погіршилося через вторгнення турків, які 23 лютого 1921 вимагали передачі Батумі, а 16 березня 1921 оголосили про його анексію. 18 березня 1921 грузинська сторона капітулювала, підписавши з Москвою договір, за яким Батумі залишався у складі Грузії.

## 1921-1922 роки  - Окупація більшовиками Далекосхідної Республіки
Діяльність Далекосхідної Республіки, яка від свого заснування фактично була маріонетковим пробільшовицьким режимом, викликала занепокоєння японських сил. За їх підтримкою залишки семеновців і каппелівців 26 травня 1921 року скинули пробільшовицький уряд Владивостока, створивши нову державу — Приамурський Земський Край. Влада була передана З'їзду Несоціалістичних Організацій Далекого Сходу. Ним було обрано Тимчасовий Приамурський Уряд на чолі з на чолі з Спиридоном Меркуловим. У листопаді — грудні 1921 року Білоповстанська армія  почала наступ, зайнявши 22 грудня 1921 Хабаровськ.
У лютому 1922 року Народно-революційна армія Далекосхідної Республіки під командуванням Блюхера В. К. перейшла в контрнаступ і 14 лютого 1922 зайняла Хабаровськ. Залишки білоповстанців відступили під прикриття японських військ. Тим часом на Вашингтонській морськаі конференція (1921-1922) Японія зазнала сильного тиску з боку США і Великобританії, які вимагали виведення сил із Владивостока.
Влітку 1922 року у Владивостоці до влади прийшов генерал Михайло Дітеріхс, переформувавши війська Приамур'я в Земську рать і отримавши пост «Земського Воєводи». У вересні 1922 року Дітеріхс спробував провести контрнаступ, який у жовтні був остаточно розгромлений Блюхером. 25 жовтня 1922 року Владивосток був зайнятий частинами Народно-Революційної Армії  Далекосхідної Республіки, і Приамурський земський край припинив своє існування. Паралельно з цими подіями японські війська під тиском союзників змушені були евакуюватися з Владивостока. У листопаді 1922 року Далекосхідна Республіка офіційно увійшла до складу Радянської Росії як Далекосхідна область.
З розгромом більшовиками останніх великих антибільшовицьких збройних формувань при взятті Владивостока в жовтні 1922 року війни на пост-російському імперському просторі (1917-1923) в більшості завершилася.
Осередки опору на Далекому Сході в Якутії були знищені більшовиками 19 червня 1923 року, тим не менш у 1927-1928 відбулося повстання якутських конфедералістів
У 1924-1925 роках внаслідок повстання існувала Тунгуська народна республіка.

## 1920-1922 роки - Тамбовське, Західно-Сибірське, Якутське повстання

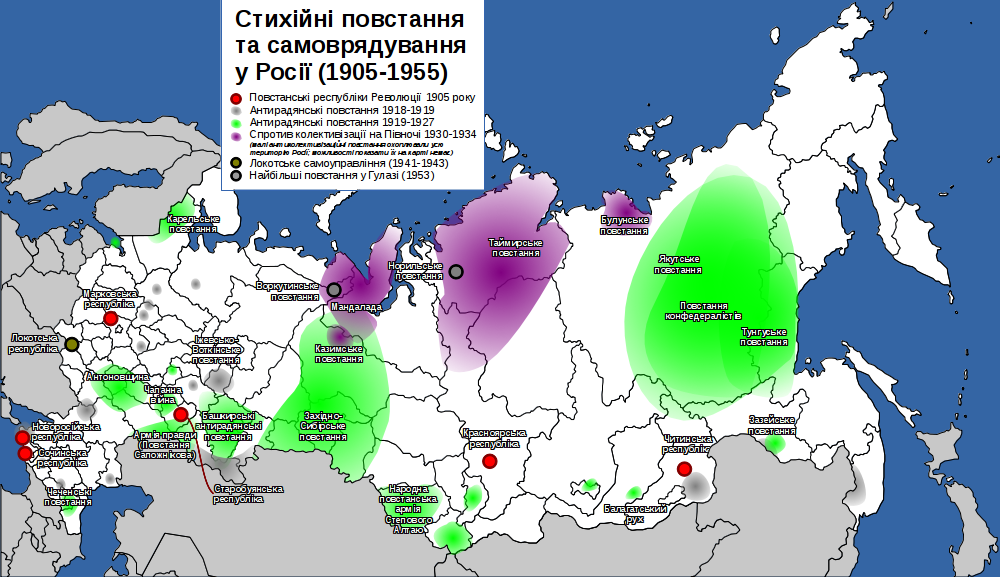
Карта стихійних постань першої половини ХХ століття у Північно-Східній Європі, Центральній Азії та Далекому Сході

### Тамбовське повстання
Тамбовське повстання
У 1920–1922 відбулося Тамбовське повстання (Антоновщина), що стало одним з найбільших селянських повстань проти влади більшовиків. Постання відбулося в Тамбовській губернії, розпочалося в серпні 1920 року і тривало до середини 192 року.
Причинами повстання були опір насильницькому вилученні зерна та продуктів у селян для забезпечення Червоної Армії, масовим репресіями, арештами, стратами, депортаціями. Також значні економічні труднощі, виснаження ресурсів і знищення інфраструктури під час війни привели до економічної кризи. Одним із керівників повстання став Олександр Антонов, колишній есер, хоча в своїм масі посвтання  було стихійним. Повстанці створили партизанські загони, які здійснювали напади на радянські гарнізони, установи та поїзди. У повстанні брали участь десятки тисяч селян, зокрема жінки та діти.
Для придушення повстання більшовики направили до Тамбовської губернії регулярні війська під командуванням Михайла Тухачевського та  Володимира Антонов-Овсієнко і під керівництвом безпосередньо Леніна. До складу військ входили танки, важка артилерія, та до 100 000 солдатів, на допомогу Червоній Армії, були виділені особливі загони ЧК, зокрема «інтернаціональні» загони, які складались з угорців та деяких азійських народ. Захоплених в полон розстрілювали, родини повстанців брались в заручники, а будинки спалювали вщент, також застосували депортації непокірних населених пунктів. У відповідь повстанці захоплювали заручників і вбивали членів родин комуністів та членів родин червоноармійців. Антоновим-Овсієнко було видано наказ, яким передбачався розстріл цивільних осіб на місці, зокрема тих, хто відмовлявся назвати своє ім'я, у випадку виявлення зброї, чи приховування повстанця розстрілювали без суду найстаршого в родині. Усю родину заарештовували та депортували, а  майно конфісковували, ділили серед лояльних, а будинок спалювали вщент. Такі накази призвів до убивства десятків тисяч селян. Внаслідок терору та частково через скасування продрозкладки 21 березня 1921 р., повстання почало втрачати підтримку серед. З травня 1921 Тухачевському вдалось поступово відбити контроль над селами та витіснити повстанців у ліси. В червні  він отримав дозвіл від комісії Антонова-Овсієнка на застосування отруйних газів -  застосування хімічної зброї — балонів та артснарядів з хлором проти селян. Місцева комуністична преса схвально висвітлювала це рішення та закликала «душити партизан газом» До червня 1921 р. армія Антонова була оточена та розбита, самому Антонову вдалось втекти, однак 24 червня 1922 р. він був виданий та застрелений співробітниками ДПУ. На початок вересня 1921 р. від армії лишились розпорошені невиличкі загони, з приблизно 1000 бійцями. Спокій в губернії настав десь в середині 1922 р. Загальні втрати серед повстанців і цивільного населення склали десятки тисяч осіб.

### Західно-Сибірське повстання
Західносибірське повстання
У 1920-1922 найбільша антибільшовицьке збройне повстання селян, козаків, частини робітників і міської інтелігенції в РРФСР на початку XX століття на території Західного Сибіру. Однією з головних причин, що викликали повстання, є продовольча розкладка, а ширше - внутрішня політика «воєнного комунізму» та примусове вилучення хліба та продуктів харчування більшовицькими продовольчими загонами. Продрозкладка ставила сільське населення перед загрозою голоду.  31 січня 1921 року в північно-східній частині Ішимського повіту Тюменської губернії, селяни зіткнулися з продзагонами і вигнали їх. Повстання швидко охопило значні території, включаючи більшість волостей Тюменської, Омської, Челябінської та Єкатеринбурзької губерній. 14 лютого повстанці захопили місто Петропавловськ, але червоноармійці відбили його 16 лютого. До квітня 1921 року чисельність повстанців перевищила 150 тисяч осіб, і вони паралізували рух по Транссибірській магістралі, захопивши міста Тобольськ, Кокчетав, Сургут та інші.  Для управління радянськими військами район повстання був розділений на три ділянки. У лютому 1921 року додаткові війська зупинили просування повстанців, використовуючи бронепоїзди та артилерію, та оточили одне з найбільших угруповань, понад 20 тисяч повстанців. У березні-червні 1921 року відбулися запеклі бої, які призвели до поразки повстанців у південних та північних районах. Влітку 1921 року розпочався масовий голод та епідемія холери, що тривали і в 1922 році, посиливши ворожість селянства до радянської влади. Бої тривали ще рік, і останні осередки повстання були ліквідовані до кінця 1922 року, за допомогою масштабних каральних операцій та взяття селян у заручники. Від артилерійського вогню в боях загинуло безліч мирних жителів, в тому числі жінки і діти.

## Грудень 1922-січень 1924 - Створення та прийняття конституції СРСР
Під час Війни на пост-російському імперському просторі (1917-1923) більшовики створили на території колишньої Російської імперії кілька десятків радянських республік і ревкомів, багато з яких переформовувалися і ліквідовувалися з просуванням фронтів. Наприкінці 1922 року основними радянськими утвореннями стали Російська СФРР, Українська РСР, Білоруська РСР і створена в березні 1922 року Закавказька СФРР. У Середній Азії продовжували існувати Хорезмська СРР, і Бухарська НРР, значна частина регіону входила до складу РСФРР як Туркестанська АРСР.
З завершенням Війни на пост-російському імперському просторі (1917-1923) стало зрозуміло, що необхідно врегулювати відносини між цими утвореннями. Характерний виступ українського більшовики Володимир Затонський. на X з'їзді РКП (б) по докладу ЦК щодо національного питанням у 1921 році заявив, що відносини України з Росією є незрозумілими. Формально чотири основні радянські республіки (РСФРР, УСРР, БСРР і ЗСФСР) вважалися умовно «незалежними державами», але фактично існувала єдина Червона Армія, а реальна влада в державах належала місцевим комуністичним партіям, які входили у склад Російської комуністичної партії (більшовиків). Таким чином, при формальній «незалежності» окремі держави фактично були інтегровані в єдину військово-політичну структуру із центром в Москві.
Питання про устрій майбутньої радянської федерації стало об'єктом жорстких дискусій з 1921 року. Основним було питання розподілу влади між Москвою і національними компартіями. Під час війни на пост-російському імперському просторі (1917-1923) більшовики залучили на свою сторону багато лівих національних рухів, лідери яких наївно повірили в лозунги самовизначення. У 1922 році вперше яскраво проявилось «великодержавне» шовіністичне бачення Сталіна щодо «автономізації», згідно якої національні держави повинні були бути включеними в Російську СФРР на правах автономій. Під тиском інших, зокрема Леніна був прийнятий «інтернаціональний» проєкт, за яким всі основні радянські республіки отримували формальне рівноправ'я. Із розрахунком на майбутню радянізацію Європи із назви федерації було забрано слово «російська», взамін Ленін запропонував слово «східно-європейська».
22 грудня 1922 року Перший З'їзд Рад СРСР в Москві ухвалив Декларацію і Договір про утворення СРСР. Договір підписали 29 грудня 1922 року представники комуністичних партій Російської СФРР, Української РСР, Білоруської РСР і Закавказької СФРР, який набув чинності 30 грудня 1922 року.
На момент утворення СРСР ситуація в багатьох регіонах була нестабільною. У Середній Азії тривав басмацький рух, у Західному Сибіру відбувалися антибільшовицькі селянські повстання, в Грузії у серпні 1924 року спалахнуло велике меншовицьке повстання. В Україні відбувалися масштабні антибільшовицькі повстання.
10 січня 1923 року Президія ЦВК СРСР утворила шість комісій для підготовки майбутньої Конституції СРСР. 26—27 червня 1923 проєкт Конституції був обговорений, доповнений і схвалений Пленумом ЦК РКП (б).
6 липня II сесія ЦВК СРСР ухвалила проєкт Конституції, а 31 січня 1924 року Конституція СРСР була прийнята Другим з'їздом Рад.

## Лютий 1924 - січень 1925 - Початок міжнародного визнання Радянського Союзу
До 1924 року Радянська Росія через ізоляцію мала дипломатичні відносини лише з 10 країнами: з Естонією, Литвою, Латвією, Фінляндією, Іраном, Афганістаном, Туреччиною, Польщею, Монголією та Німеччиною.
Ухвалення Конституції СРСР 31 січня 1924 сприяло визнанню цього утворення провідними іноземними державами. Наступного дня після ухвалення Конституції СРСР, до Москви доставлено ноту нового лейбористського уряду (Велика Британія) із формулюванням влади Рад «де-юре правителями тих територій старої Російської імперії, які визнають їхню владу», таким чином Британська імперія стала першою світовою наддержавою, яка визнала владу СРСР.
Після Великобританії у 1925 році дипломатичне визнання СРСР запропонували: Королівство Італія (7 лютого 1925), Норвегія (15 лютого 1925), Перша Австрійська Республіка (25 лютого 1925), Королівство Греція (8 березня 1925), Вільне місто Данциг (13 березня 1925), Королівство Швеція (15 березня 1925), Канада (24 березня 1925), Республіка Китай (31 травня 1925), Данія (18 червня 1925), Князівство Албанія (4 липня 1925), Мексика (4 серпня 1925), Королівство Хіджаз (6 серпня 1925), Угорське королівство (18 вересня 1925), Третя Французька Республіка (28 жовтня 1925) та Японська імперія (20 січня 1925). У 1933 році США встановили дипломатичні відносини з СРСР.

## Протидія розпаду імперії

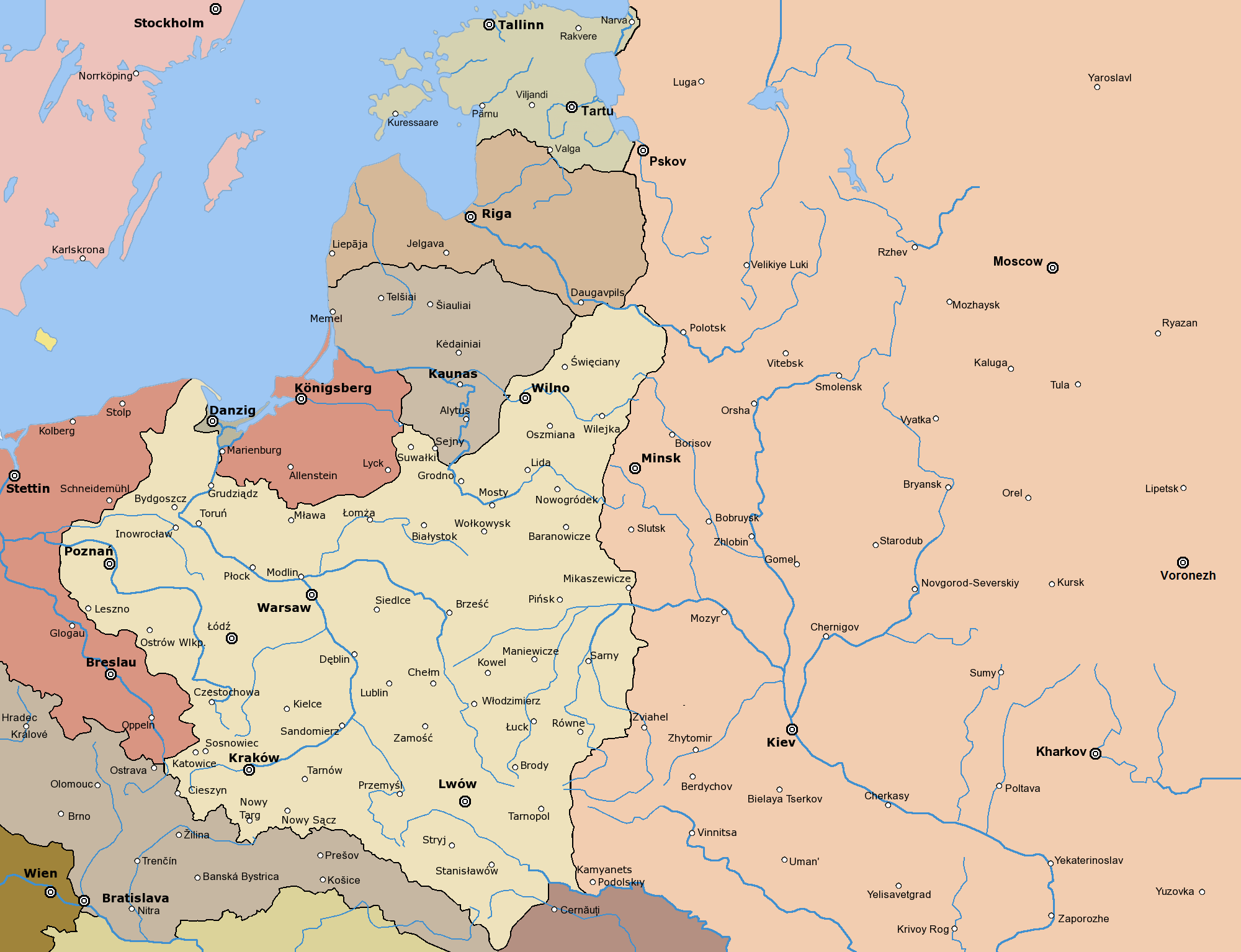
Східна та Центральна Європа після підписання Ризького миру (1921) який остаточно розмежував країни що виникли після розпаду Російської імперії

Процесам розпаду імперії протидіяв не тільки державний апарат імперії, але й росіяни, виявляючи таким чином свою імперську сутність. Російський філософ українського походження Микола Бердяєв з цього приводу писав: «Після падіння Візантійської імперії, другого Риму, найбільшого в світі православного царства, в російському народі прокинулося свідомість, що російське, московське царство залишається єдиним православним царством в світі і що російський народ єдиний носій православної віри».
Після Жовтневого перевороту та захоплення влади більшовиками були здійснені спроби відновлення імперії в її старих кордонах. Спроби більшовицького уряду повернути контроль над західними національними країнами (Фінляндія, Україна, Естонія і т. д.) були зруйновані в ході німецького наступу навесні 1918 року. Після поразки Німеччини у війні в серпні-вересні 1918, у листопаді 1918 відповідно до Берестейського мирного договору було підтверджено незалежність Польщі, Литви, Латвії та Естонії, яких підтримали країни Антанти. 13 листопада 1918 Радянська Росія денонсувала цей договір, заявивши про свої претензії на території нових держав, і почала агресивну окупацію, ввівши свої війська, але в умовах  війни на пост-російському імперському просторі (1917-1923) була змушена визнати незалежність цих держав.
Наприкінці 1922 року Радянській Росії вдалось частково окупувати і закріпити контроль над новими державами шляхом створення СРСР, до якого, окрім Російської РФСР, увійшли Білоруська РСР, Українська РСР і Закавказька СФРР.
За результатами радянсько-фінської та Другої світової воєн були в різні способи були окуповані (Карелія, Тува, балтійські країни, Бессарабія та інші), або потрапили під контроль (Польська Народна Республіка). В 1980-1990-ті роки через неефективність управління та політичної системи в цілому, міжнаціональні протиріччя та зростаючу економічну відсталість в період розпаду увійшов спочатку соціалістичний табір, а потім і розвалився СРСР. Процес розпаду колишньої Російської імперії триває і донині.

## Історичні наслідки розпаду Російської імперії
див. також Категорія:Повстання в Радянському Союзі
Розпад Російської імперії призвів до відновлення незалежності та утворення нових європейських держав. Незважаючи на те, що в період Другої світової війни частина з цих держав прямо чи непрямо виявились під контролем СРСР, їх економіки та соціальні інститути розвивались краще, ніж в СРСР та радянській Росії. Ці країни також повністю або частково змогли уникнути окремих хвороб «побудови соціалізму та комунізму», масштабного терору, репресій, геноцидів через які пройшли народи СРСР. З розпадом СРСР ці країни змогли досить швидко інтегруватись в загальноєвропейський економічний та соціальний простір.